# Golden Ticket Awards
De Golden Ticket Awards zijn onderscheidingen die sinds 1998 jaarlijks uitgereikt worden aan verschillende attracties en attractieparken namens Amusement Today. Amusement Today is een Amerikaanse organisatie dat zich bezig houdt met alles omtrent attractieparken en heeft naast ceremoniële awards ook een eigen maandblad, artikelen, nieuwsbulletins en blogs over attractieparken en randzaken hiervan.
De awards worden uitgereikt op basis van enquêtes onder ervaren en bereisde pretparkliefhebbers van over de hele wereld. De uitreiking van de Golden Ticket Awards zijn te zien geweest op Discovery Channel en Travel Channel.

## Winnaars

### Golden Ticket Awards 2022[1]
| Categorie                                                                  | Plaats | Attractie/Park                                           | Park/Land                                |
| -------------------------------------------------------------------------- | ------ | -------------------------------------------------------- | ---------------------------------------- |
| Beste Park Beste attractiepark                                             | 1      | Europa-Park                                              | Rust, Duitsland                          |
| Beste Park Beste attractiepark                                             | 2      | Dollywood                                                | Pigeon Forge, Tennessee                  |
| Beste Park Beste attractiepark                                             | 3      | Phantasialand                                            | Brühl, Duitsland                         |
| Beste Park Beste attractiepark                                             | 4      | Universal's Islands of Adventure                         | Orlando, Florida                         |
| Beste Park Beste attractiepark                                             | 5      | Silver Dollar City                                       | Branson, Missouri                        |
| Best Waterpark Beste waterattractiepark                                    | 1      | Schlitterbahn                                            | New Braunfels, Texas                     |
| Best Waterpark Beste waterattractiepark                                    | 2      | Holiday World & Splashin' Safari                         | Santa Claus, Indiana                     |
| Best Waterpark Beste waterattractiepark                                    | 3      | Hyland Hills Water World                                 | Federal Heights, Colorado                |
| Best Waterpark Beste waterattractiepark                                    | 4      | Universal's Volcano Bay Water Theme Park                 | Orlando, Florida                         |
| Best Waterpark Beste waterattractiepark                                    | 5      | Perfect Day at CocoCay                                   | De Bahamas                               |
| Best Family Park Beste familiepark                                         | 1      | Dutch Wonderland                                         | Lancaster, Pennsylvania                  |
| Best Family Park Beste familiepark                                         | 2      | Santa's Village (Jefferson, New Hampshire)               | Jefferson, New Hampshire                 |
| Best Family Park Beste familiepark                                         | 3      | Paultons Park                                            | Romsey, Engeland                         |
| Best Family Park Beste familiepark                                         | 4      | Legoland Florida                                         | Winter Haven, Florida                    |
| Best Family Park Beste familiepark                                         | 5      | Story Land                                               | Glen, New Hampshire                      |
| Best Wildlife/Marine Park Beste park met dieren/zeedieren                  | 1      | SeaWorld Orlando                                         | Orlando, Florida                         |
| Best Wildlife/Marine Park Beste park met dieren/zeedieren                  | 2      | Busch Gardens Tampa Bay                                  | Tampa, Florida                           |
| Best Wildlife/Marine Park Beste park met dieren/zeedieren                  | 3      | Disney's Animal Kingdom                                  | Orlando, Florida                         |
| Best Wildlife/Marine Park Beste park met dieren/zeedieren                  | 4      | Discovery Cove                                           | Orlando, Florida                         |
| Best Wildlife/Marine Park Beste park met dieren/zeedieren                  | 5      | Ocean Park Hong Kong                                     | Hong Kong                                |
| Best Kids' Area Beste zone voor kinderen                                   | 1      | Dollywood                                                | Pigeon Forge, Tennessee                  |
| Best Kids' Area Beste zone voor kinderen                                   | 2      | Kings Island                                             | Kings Mills, Ohio                        |
| Best Kids' Area Beste zone voor kinderen                                   | 3      | Knott's Berry Farm                                       | Buena Park, California                   |
| Best Kids' Area Beste zone voor kinderen                                   | 4      | Efteling                                                 | Kaatsheuvel, Nederland                   |
| Best Kids' Area Beste zone voor kinderen                                   | 5      | Paultons Park                                            | Romsey, Hampshire, Engeland              |
| Breakout Family Entertainment Center Familieuitstap Entertainmentcentrum   | 1      | Meow Wolf Convergence Station                            | Denver, Colorado                         |
| Breakout Family Entertainment Center Familieuitstap Entertainmentcentrum   | 2      | Funplex Myrtle Beach                                     | Myrtle Beach, South Carolina             |
| Breakout Family Entertainment Center Familieuitstap Entertainmentcentrum   | 3      | Funplex Mount Laurel                                     | Mount Laurel, New Jersey                 |
| Breakout Family Entertainment Center Familieuitstap Entertainmentcentrum   | 4      | Elev8 Fun                                                | Sanford, Florida                         |
| Breakout Family Entertainment Center Familieuitstap Entertainmentcentrum   | 5      | Shepherd of the Hills                                    | Branson, Missouri                        |
| Best Halloween Event of 2021 Beste Halloween Evenement van 2021            | 1      | Universal's Halloween Horror Nights                      | Orlando, Florida                         |
| Best Halloween Event of 2021 Beste Halloween Evenement van 2021            | 2      | Knott's Berry Farm                                       | Buena Park, California                   |
| Best Halloween Event of 2021 Beste Halloween Evenement van 2021            | 3      | Six Flags Fiesta Texas                                   | San Antonio, Texas                       |
| Best Halloween Event of 2021 Beste Halloween Evenement van 2021            | 4      | Universal's Halloween Horror Nights                      | Universal City, California               |
| Best Halloween Event of 2021 Beste Halloween Evenement van 2021            | 5      | Busch Gardens Tampa Bay                                  | Tampa, Florida                           |
| Most Beautiful Park Mooiste park                                           | 1      | Busch Gardens Williamsburg                               | Williamsburg, Virginia                   |
| Most Beautiful Park Mooiste park                                           | 2      | Dollywood                                                | Pigeon Forge, Tennessee                  |
| Most Beautiful Park Mooiste park                                           | 3      | Efteling                                                 | Kaatsheuvel, Nederland                   |
| Most Beautiful Park Mooiste park                                           | 4      | Europa-Park                                              | Rust, Duitsland                          |
| Most Beautiful Park Mooiste park                                           | 5      | Gilroy Gardens                                           | Gilroy, California                       |
| Best Food Beste eten                                                       | 1      | Knoebels Amusement Resort                                | Elysburg, Pennsylvania                   |
| Best Food Beste eten                                                       | 2      | Dollywood                                                | Pigeon Forge, Tennessee                  |
| Best Food Beste eten                                                       | 3      | Silver Dollar City                                       | Branson, Missouri                        |
| Best Food Beste eten                                                       | 4      | Epcot                                                    | Orlando, Florida                         |
| Best Food Beste eten                                                       | 5      | Europa-Park                                              | Rust, Duitsland                          |
| Best New Show Beste nieuwe parkshow                                        | 1      | Christmas at the Southern Palace                         | Six Flags Over Texas                     |
| Best New Show Beste nieuwe parkshow                                        | 2      | Fun, Fireworks, and Fifty                                | Kings Island                             |
| Best New Show Beste nieuwe parkshow                                        | 3      | Come See About Me                                        | Cedar Point                              |
| Best Water Ride Beste waterattractie                                       | 1      | Chiapas                                                  | Phantasialand                            |
| Best Water Ride Beste waterattractie                                       | 2      | Mystic River Falls                                       | Silver Dollar City                       |
| Best Water Ride Beste waterattractie                                       | 3      | Dudley Do-Right's Ripsaw Falls                           | Universal's Islands of Adventure         |
| Best Water Ride Beste waterattractie                                       | 4      | Timber Mountain Log Ride                                 | Knott's Berry Farm                       |
| Best Water Ride Beste waterattractie                                       | 5      | Splash Mountain                                          | Magic Kingdom                            |
| Best Waterpark Ride Beste waterparkattractie                               | 1      | Wildebeest                                               | Splashin' Safari                         |
| Best Waterpark Ride Beste waterparkattractie                               | 2      | Krakatau Aqua Coaster                                    | Universal's Volcano Bay Water Theme Park |
| Best Waterpark Ride Beste waterparkattractie                               | 3      | Voyage to the Center of the Earth                        | Hyland Hills Water World                 |
| Best Waterpark Ride Beste waterparkattractie                               | 4      | Master Blaster                                           | Schlitterbahn                            |
| Best Waterpark Ride Beste waterparkattractie                               | 5      | Medusa's Slidewheel                                      | Mt. Olympus Water & Theme Park           |
| Best Dark Ride Beste dark ride                                             | 1      | Star Wars: Rise of the Resistance                        | Disney's Hollywood Studios               |
| Best Dark Ride Beste dark ride                                             | 2      | Pirates of the Caribbean: Battle for the Sunken Treasure | Shanghai Disneyland                      |
| Best Dark Ride Beste dark ride                                             | 3      | Haunted Mansion                                          | Knoebels Amusement Resort                |
| Best Dark Ride Beste dark ride                                             | 4      | Indiana Jones Adventure: Temple of the Forbidden Eye     | Disneyland                               |
| Best Dark Ride Beste dark ride                                             | 5      | Harry Potter and the Escape from Gringotts               | Universal Studios Florida                |
| Best Christmas Event of 2021 Beste Kerstevenement van 2021                 | 1      | Dollywood                                                | Pigeon Forge, Tennessee                  |
| Best Christmas Event of 2021 Beste Kerstevenement van 2021                 | 2      | Silver Dollar City                                       | Branson, Missouri                        |
| Best Christmas Event of 2021 Beste Kerstevenement van 2021                 | 3      | Give Kids the World Village                              | Kissimmee, Florida                       |
| Best Christmas Event of 2021 Beste Kerstevenement van 2021                 | 4      | Carowinds                                                | Charlotte, North Carolina                |
| Best Christmas Event of 2021 Beste Kerstevenement van 2021                 | 5      | Six Flags Magic Mountain                                 | Valencia, California                     |
| Best New Roller Coaster Beste nieuwe achtbaan                              | 1      | Iron Gwazi                                               | Busch Gardens Tampa Bay                  |
| Best New Roller Coaster Beste nieuwe achtbaan                              | 2      | Guardians of the Galaxy: Cosmic Rewind                   | Epcot                                    |
| Best New Roller Coaster Beste nieuwe achtbaan                              | 3      | Ice Breaker                                              | SeaWorld Orlando                         |
| Best New Roller Coaster Beste nieuwe achtbaan                              | 4      | Pantheon                                                 | Busch Gardens Williamsburg               |
| Best New Roller Coaster Beste nieuwe achtbaan                              | 5      | Dr. Diabolical's Cliffhanger                             | Six Flags Fiesta Texas                   |
| Best New Family Attraction Beste nieuwe familieattractie                   | 1      | Volkanu: Quest for the Golden Idol                       | Lost Island Theme Park                   |
| Best New Family Attraction Beste nieuwe familieattractie                   | 2      | Remy's Ratatouille Adventure                             | Epcot                                    |
| Best New Family Attraction Beste nieuwe familieattractie                   | 3      | Pirates of Speelunker Cave                               | Six Flags Over Texas                     |
| Best New Family Attraction Beste nieuwe familieattractie                   | 4      | Jumanji – The Adventure                                  | Gardaland                                |
| Best New Family Attraction Beste nieuwe familieattractie                   | 5      | Chasseurs de Tornades                                    | Futuroscope                              |
| Best New Water Park Ride Beste nieuwe waterparkattractie                   | 1      | Medusa's Slidewheel                                      | Mt. Olympus Water & Theme Park           |
| Best New Water Park Ride Beste nieuwe waterparkattractie                   | 2      | Rocket Rapids                                            | Quassy Amusement Park                    |
| Best New Water Park Ride Beste nieuwe waterparkattractie                   | 3      | Riptide Racer                                            | Aquatica San Antonio                     |
| Best New Water Park Ride Beste nieuwe waterparkattractie                   | 4      | The Edge                                                 | Soaky Mountain                           |
| Best New Water Park Ride Beste nieuwe waterparkattractie                   | 5      | Rapids Racer                                             | Adventure Island                         |
| Best New Attraction Installation Beste nieuwe installatie op een attractie | 1      | Guardians of the Galaxy: Cosmic Rewind                   | Epcot                                    |
| Best New Attraction Installation Beste nieuwe installatie op een attractie | 2      | Kangaroo                                                 | Kennywood                                |
| Best New Attraction Installation Beste nieuwe installatie op een attractie | 3      | Dr. Diabolical's Cliffhanger                             | Six Flags Fiesta Texas                   |
| Best New Attraction Installation Beste nieuwe installatie op een attractie | 4      | Volkanu: Quest for the Golden Idol                       | Lost Island Theme Park                   |
| Best New Attraction Installation Beste nieuwe installatie op een attractie | 5      | Fireball                                                 | Adventureland                            |
| Best Guest Experience Beste gastenervaring                                 | 1      | Dollywood                                                | Pigeon Forge, Tennessee                  |
| Best Guest Experience Beste gastenervaring                                 | 2      | Knoebels Amusement Resort                                | Elysburg, Pennsylvania                   |
| Best Guest Experience Beste gastenervaring                                 | 3      | Holiday World & Splashin' Safari                         | Santa Claus, Indiana                     |
| Best Guest Experience Beste gastenervaring                                 | 4      | Kings Island                                             | Mason, Ohio                              |
| Best Guest Experience Beste gastenervaring                                 | 5      | Europa-Park                                              | Rust, Duitsland                          |
| Best Innovation Beste Innovatie                                            | 1      | VLocker                                                  | Loganholme, Australië                    |
| Best Innovation Beste Innovatie                                            | 2      | Competency Management, Mobaro                            | Viby J, Denemarken                       |
| Best Innovation Beste Innovatie                                            | 3      | Cooking Oil Micro-Filtration, Filta                      | Toronto, Ontario                         |
| Best Innovation Beste Innovatie                                            | 4      | EVENTS Software System, Embed                            | Singapore                                |
| Best Innovation Beste Innovatie                                            | 5      | NinjaCross Systems                                       | Overland Park, Kansas                    |
| Best Innovation Beste Innovatie                                            | 6      | Stern Insider, Stern Pinball                             | Elk Grove Village, Illinois              |

### Golden Ticket Awards 2021[2]
| Categorie                                                                  | Plaats | Attractie/Park                                                     | Park/Land                                   |
| -------------------------------------------------------------------------- | ------ | ------------------------------------------------------------------ | ------------------------------------------- |
| Beste Park Beste attractiepark                                             | 1      | Europa-Park                                                        | Rust, Duitsland                             |
| Beste Park Beste attractiepark                                             | 2      | Dollywood                                                          | Pigeon Forge, Tennessee                     |
| Beste Park Beste attractiepark                                             | 3      | Universal's Islands of Adventure                                   | Orlando, Florida                            |
| Beste Park Beste attractiepark                                             | 4      | Knoebels Amusement Resort                                          | Elysburg, Pennsylvania                      |
| Beste Park Beste attractiepark                                             | 5      | Cedar Point                                                        | Sandusky, Ohio                              |
| Best Waterpark Beste waterattractiepark                                    | 1      | Schlitterbahn                                                      | New Braunfels, Texas                        |
| Best Waterpark Beste waterattractiepark                                    | 2      | Holiday World & Splashin' Safari                                   | Santa Claus, Indiana                        |
| Best Waterpark Beste waterattractiepark                                    | 3      | Rulantica                                                          | Rust, Duitsland                             |
| Best Waterpark Beste waterattractiepark                                    | 4      | Universal's Volcano Bay Water Theme Park                           | Orlando, Florida                            |
| Best Waterpark Beste waterattractiepark                                    | 5      | Hyland Hills Water World                                           | Federal Heights, Colorado                   |
| Best Family Park Beste familiepark                                         | 1      | Dutch Wonderland                                                   | Lancaster, Pennsylvania                     |
| Best Family Park Beste familiepark                                         | 2      | Paultons Park                                                      | Romsey, Engeland                            |
| Best Family Park Beste familiepark                                         | 3      | Idlewild and Soak Zone                                             | Ligonier, Pennsylvania                      |
| Best Family Park Beste familiepark                                         | 4      | Santa's Village (Jefferson, New Hampshire)                         | Jefferson, New Hampshire                    |
| Best Family Park Beste familiepark                                         | 5      | Sesame Place                                                       | Langhorne, Pennsylvania                     |
| Best Wildlife/Marine Park Beste park met dieren/zeedieren                  | 1      | SeaWorld Orlando                                                   | Orlando, Florida                            |
| Best Wildlife/Marine Park Beste park met dieren/zeedieren                  | 2      | Busch Gardens Tampa Bay                                            | Tampa, Florida                              |
| Best Wildlife/Marine Park Beste park met dieren/zeedieren                  | 3      | Disney's Animal Kingdom                                            | Orlando, Florida                            |
| Best Wildlife/Marine Park Beste park met dieren/zeedieren                  | 4      | Discovery Cove                                                     | Orlando, Florida                            |
| Best Wildlife/Marine Park Beste park met dieren/zeedieren                  | 5      | SeaWorld San Diego                                                 | San Diego, California                       |
| Best Kids' Area Beste zone voor kinderen                                   | 1      | Dollywood                                                          | Pigeon Forge, Tennessee                     |
| Best Kids' Area Beste zone voor kinderen                                   | 2      | Kings Island                                                       | Kings Mills, Ohio                           |
| Best Kids' Area Beste zone voor kinderen                                   | 3      | Canada's Wonderland                                                | Vaughan, Ontario, Canada                    |
| Best Kids' Area Beste zone voor kinderen                                   | 4      | Efteling                                                           | Kaatsheuvel, Nederland                      |
| Best Kids' Area Beste zone voor kinderen                                   | 5      | Paultons Park                                                      | Romsey, Hampshire, Engeland, United Kingdom |
| Breakout Family Entertainment Center Familieuitstap Entertainmentcentrum   | 1      | Fun Spot America Atlanta                                           | Fayetteville, Georgia                       |
| Breakout Family Entertainment Center Familieuitstap Entertainmentcentrum   | 2      | Funplex Myrtle Beach                                               | Myrtle Beach, South Carolina                |
| Breakout Family Entertainment Center Familieuitstap Entertainmentcentrum   | 3      | Scene75 Entertainment Center                                       | Dayton, Ohio                                |
| Breakout Family Entertainment Center Familieuitstap Entertainmentcentrum   | 4      | Austin's                                                           | Pflugerville, Texas                         |
| Breakout Family Entertainment Center Familieuitstap Entertainmentcentrum   | 5      | Scene75 Entertainment Center                                       | Columbus, Ohio                              |
| Best Halloween Event of 2020 Beste Halloween Evenement van 2020            | 1      | Six Flags Fiesta Texas                                             | San Antonio, Texas                          |
| Best Halloween Event of 2020 Beste Halloween Evenement van 2020            | 2      | Busch Gardens Tampa Bay                                            | Tampa, Florida                              |
| Best Halloween Event of 2020 Beste Halloween Evenement van 2020            | 3      | Six Flags Great Adventure                                          | Jackson, New Jersey                         |
| Best Halloween Event of 2020 Beste Halloween Evenement van 2020            | 4      | Europa-Park                                                        | Rust, Duitsland                             |
| Best Halloween Event of 2020 Beste Halloween Evenement van 2020            | 5      | Toverland                                                          | Sevenum, Nederland                          |
| Most Beautiful Park Mooiste park                                           | 1      | Dollywood                                                          | Pigeon Forge, Tennessee                     |
| Most Beautiful Park Mooiste park                                           | 2      | Efteling                                                           | Kaatsheuvel, Nederland                      |
| Most Beautiful Park Mooiste park                                           | 3      | Busch Gardens Williamsburg                                         | Williamsburg, Virginia                      |
| Most Beautiful Park Mooiste park                                           | 4      | Europa-Park                                                        | Rust, Duitsland                             |
| Most Beautiful Park Mooiste park                                           | 5      | Gilroy Gardens                                                     | Gilroy, California                          |
| Best Food Beste eten                                                       | 1      | Knoebels Amusement Resort                                          | Elysburg, Pennsylvania                      |
| Best Food Beste eten                                                       | 2      | Dollywood                                                          | Pigeon Forge, Tennessee                     |
| Best Food Beste eten                                                       | 3      | Epcot                                                              | Orlando, Florida                            |
| Best Food Beste eten                                                       | 4      | Europa-Park                                                        | Rust, Duitsland                             |
| Best Food Beste eten                                                       | 5      | Silver Dollar City                                                 | Branson, Missouri                           |
| Best New Show Beste nieuwe parkshow                                        | 1      | Rock The Night                                                     | Six Flags Fiesta Texas                      |
| Best New Show Beste nieuwe parkshow                                        | 2      | Down By The Riverside                                              | Silver Dollar City                          |
| Best New Show Beste nieuwe parkshow                                        | 3      | Sweet Summer Nights                                                | Dollywood                                   |
| Best New Show Beste nieuwe parkshow                                        | 4      | Celebrate 150 Parade                                               | Cedar Point                                 |
| Best New Show Beste nieuwe parkshow                                        | 5      | Deep In The Heart                                                  | Six Flags Over Texas                        |
| Best Water Ride Beste waterattractie                                       | 1      | Valhalla                                                           | Blackpool Pleasure Beach                    |
| Best Water Ride Beste waterattractie                                       | 2      | Mystic River Falls                                                 | Silver Dollar City                          |
| Best Water Ride Beste waterattractie                                       | 3      | Dudley Do-Right's Ripsaw Falls                                     | Universal's Islands of Adventure            |
| Best Water Ride Beste waterattractie                                       | 4      | Chiapas                                                            | Phantasialand                               |
| Best Water Ride Beste waterattractie                                       | 5      | Timber Mountain Log Ride                                           | Knott's Berry Farm                          |
| Best Waterpark Ride Beste waterparkattractie                               | 1      | Wildebeest                                                         | Splashin' Safari                            |
| Best Waterpark Ride Beste waterparkattractie                               | 2      | Krakatau Aqua Coaster                                              | Universal's Volcano Bay Water Theme Park    |
| Best Waterpark Ride Beste waterparkattractie                               | 3      | Mammoth                                                            | Splashin' Safari                            |
| Best Waterpark Ride Beste waterparkattractie                               | 4      | Cheetah Chase                                                      | Splashin' Safari                            |
| Best Waterpark Ride Beste waterparkattractie                               | 5      | Master Blaster                                                     | Schlitterbahn                               |
| Best Dark Ride Beste dark ride                                             | 1      | Star Wars: Rise of the Resistance                                  | Disney's Hollywood Studios                  |
| Best Dark Ride Beste dark ride                                             | 2      | Pirates of the Caribbean: Battle for the Sunken Treasure           | Shanghai Disneyland                         |
| Best Dark Ride Beste dark ride                                             | 3      | Harry Potter and the Escape from Gringotts                         | Universal Studios Florida                   |
| Best Dark Ride Beste dark ride                                             | 4      | Twilight Zone Tower of Terror                                      | Disney's Hollywood Studios                  |
| Best Dark Ride Beste dark ride                                             | 5      | Reese's Cupfusion                                                  | Hersheypark                                 |
| Best Christmas Event of 2020 Beste Kerstevenement van 2020                 | 1      | Dollywood                                                          | Pigeon Forge, Tennessee                     |
| Best Christmas Event of 2020 Beste Kerstevenement van 2020                 | 2      | Silver Dollar City                                                 | Branson, Missouri                           |
| Best Christmas Event of 2020 Beste Kerstevenement van 2020                 | 3      | Give Kids the World Village                                        | Kissimmee, Florida                          |
| Best Christmas Event of 2020 Beste Kerstevenement van 2020                 | 4      | SeaWorld Orlando                                                   | Orlando, Florida                            |
| Best Christmas Event of 2020 Beste Kerstevenement van 2020                 | 5      | Six Flags Great Adventure                                          | Jackson, New Jersey                         |
| Best New Roller Coaster Beste nieuwe achtbaan                              | 1      | VelociCoaster                                                      | Universal's Islands of Adventure            |
| Best New Roller Coaster Beste nieuwe achtbaan                              | 2      | Candymonium                                                        | Hersheypark                                 |
| Best New Roller Coaster Beste nieuwe achtbaan                              | 3      | F.L.Y.                                                             | Phantasialand                               |
| Best New Roller Coaster Beste nieuwe achtbaan                              | 4      | Texas Stingray                                                     | SeaWorld San Antonio                        |
| Best New Roller Coaster Beste nieuwe achtbaan                              | 5      | Orion                                                              | Kings Island                                |
| Best New Family Attraction Beste nieuwe familieattractie                   | 1      | Star Wars: Rise of the Resistance                                  | Disney's Hollywood Studios                  |
| Best New Family Attraction Beste nieuwe familieattractie                   | 2      | Knott's Bear-y Tales: Return to the Fair                           | Knott's Berry Farm                          |
| Best New Family Attraction Beste nieuwe familieattractie                   | 3      | Mickey & Minnie's Runaway Railway                                  | Disney's Hollywood Studios                  |
| Best New Family Attraction Beste nieuwe familieattractie                   | 4      | Mystic River Falls                                                 | Silver Dollar City                          |
| Best New Family Attraction Beste nieuwe familieattractie                   | 5      | Star Wars: Rise of the Resistance                                  | Disneyland                                  |
| Best New Water Park Ride Beste nieuwe waterparkattractie                   | 1      | Cheetah Chase                                                      | Splashin' Safari                            |
| Best New Water Park Ride Beste nieuwe waterparkattractie                   | 2      | Riptide Race                                                       | Aquatica Orlando                            |
| Best New Water Park Ride Beste nieuwe waterparkattractie                   | 3      | Tsunami Surge                                                      | Six Flags Hurricane Harbor Chicago          |
| Best New Water Park Ride Beste nieuwe waterparkattractie                   | 4      | Venus Vortex                                                       | Lake Compounce                              |
| Best New Water Park Ride Beste nieuwe waterparkattractie                   | 5      | Rally Racer                                                        | Waldameer Park                              |
| Best New Attraction Installation Beste nieuwe installatie op een attractie | 1      | Star Wars: Rise of the Resistance                                  | Disney's Hollywood Studios                  |
| Best New Attraction Installation Beste nieuwe installatie op een attractie | 2      | VelociCoaster                                                      | Universal's Islands of Adventure            |
| Best New Attraction Installation Beste nieuwe installatie op een attractie | 3      | F.L.Y.                                                             | Phantasialand                               |
| Best New Attraction Installation Beste nieuwe installatie op een attractie | 4      | Mystic River Falls                                                 | Silver Dollar City                          |
| Best New Attraction Installation Beste nieuwe installatie op een attractie | 5      | The Ride to Happiness                                              | Plopsaland De Panne                         |
| Best Guest Experience Beste gastenervaring                                 | 1      | Dollywood                                                          | Pigeon Forge, Tennessee                     |
| Best Guest Experience Beste gastenervaring                                 | 2      | Holiday World & Splashin' Safari                                   | Santa Claus, Indiana                        |
| Best Guest Experience Beste gastenervaring                                 | 3      | Europa-Park                                                        | Rust, Duitsland                             |
| Best Guest Experience Beste gastenervaring                                 | 4      | Knoebels Amusement Resort                                          | Elysburg, Pennsylvania                      |
| Best Guest Experience Beste gastenervaring                                 | 5      | Kings Island                                                       | Mason, Ohio                                 |
| Best Innovation Beste Innovatie                                            | 1      | Engineered Pre-Cut Wooden Track, The Gravity Group                 | Cincinnati, Ohio                            |
| Best Innovation Beste Innovatie                                            | 2      | Clear Gear Disinfectant Spray, Clear Gear                          |                                             |
| Best Innovation Beste Innovatie                                            | 3      | CMD-CTR Operations App, First Option Software                      | New Alresford, Engeland                     |
| Best Innovation Beste Innovatie                                            | 3      | Flying Coaster Loading System, Vekoma                              | Vlodrop, Nederland                          |
| Best Innovation Beste Innovatie                                            | 4      | ValoJump, Valo Motion                                              | Espoo, Finland                              |
| Best Innovation Beste Innovatie                                            | 5      | Paperless Data Collection Inspection System, LJM & Associates Inc. | Oldsmar, Florida                            |
| Best Innovation Beste Innovatie                                            | 6      | Water slide Refurbishment, iSlide                                  | 's-Hertogenbosch, Nederland                 |

### Golden Ticket Awards 2020[3]
| Categorie                                                                       | Plaats | Attractie/Park                                              | Park/Land                         |
| ------------------------------------------------------------------------------- | ------ | ----------------------------------------------------------- | --------------------------------- |
| Innovation of the Year Innovatie van het jaar                                   | 1      | Six Flags Over Texas                                        | Arlington, Texas                  |
| Innovation of the Year Innovatie van het jaar                                   | 1      | Six Flags Entertainment Corporation                         | Grand Prairie, Texas              |
| Innovation of the Year Innovatie van het jaar                                   | 2      | Embed                                                       | Dallas, Texas                     |
| Innovation of the Year Innovatie van het jaar                                   | 3      | Ralph S. Alberts                                            | Montoursville, Pennsylvania       |
| Innovation of the Year Innovatie van het jaar                                   | 4      | Chance Rides                                                | Wichita, Kansas                   |
| Innovation of the Year Innovatie van het jaar                                   | 5      | Zamperla                                                    | Vicenza, Italy                    |
| Industry Leader: Supplier Industrie Leider: Leverancier                         | 1      | Gateway Ticketing Systems                                   | Gilbertsville, Pennsylvania       |
| Industry Leader: Supplier Industrie Leider: Leverancier                         | 2      | Embed                                                       | Dallas, Texas                     |
| Industry Leader: Supplier Industrie Leider: Leverancier                         | 3      | Zamperla                                                    | Vicenza, Italy                    |
| Industry Leader: Supplier Industrie Leider: Leverancier                         | 4      | Bob's Space Racers                                          | Holly Hill, Florida               |
| Industry Leader: Supplier Industrie Leider: Leverancier                         | 5      | Firestone Financial                                         | Needham, Massachusetts            |
| Industry Leader: Amusement/Theme Park Industrie Leider: Attractiepark/Themapark | 1      | Knott's Berry Farm                                          | Buena Park, California            |
| Industry Leader: Amusement/Theme Park Industrie Leider: Attractiepark/Themapark | 2      | Gatorland                                                   | Orlando, Florida                  |
| Industry Leader: Amusement/Theme Park Industrie Leider: Attractiepark/Themapark | 3      | San Antonio Zoo                                             | San Antonio, Texas                |
| Industry Leader: Amusement/Theme Park Industrie Leider: Attractiepark/Themapark | 4      | Kentucky Kingdom                                            | Louisville, Kentucky              |
| Industry Leader: Amusement/Theme Park Industrie Leider: Attractiepark/Themapark | 5      | Quassy Amusement Park                                       | Middlebury, Connecticut           |
| Industry Leader: FEC Industrie Leider: Familie of Entertainmentcentrum          | 1      | Urban Air Adventure Parks                                   | Rockwall, Texas                   |
| Industry Leader: FEC Industrie Leider: Familie of Entertainmentcentrum          | 2      | Scene75 Entertainment Centres                               | Dayton, Ohio                      |
| Industry Leader: FEC Industrie Leider: Familie of Entertainmentcentrum          | 3      | Funplex                                                     | East Hanover Township, New Jersey |
| Industry Leader: FEC Industrie Leider: Familie of Entertainmentcentrum          | 4      | Funspot                                                     | Laconia, New Hampshire            |
| Industry Leader: Outdoor Entertainment Industrie Leader: Openluchtentertainment | 1      | Tally Amusements                                            | Fort Worth, Texas                 |
| Industry Leader: Outdoor Entertainment Industrie Leader: Openluchtentertainment | 2      | Sky Eye/Biggest Wheel                                       | Winter Park, Florida              |
| Industry Leader: Outdoor Entertainment Industrie Leader: Openluchtentertainment | 3      | Rides 4 U                                                   | Somerville, New Jersey            |
| Industry Leader: Outdoor Entertainment Industrie Leader: Openluchtentertainment | 4      | Rocken Graphics                                             | Riverview, Florida                |
| Industry Leader: Outdoor Entertainment Industrie Leader: Openluchtentertainment | 5      | Delaware State Fair                                         | Harrington, Delaware              |
| Industry Leader: Association                                                    | 1      | New Engeland Association of Amusement Parks and Attractions | Saco, Maine                       |

### Golden Ticket Awards 2019[4]
| Categorie                                                                  | Plaats | Attractie/Park                                           | Park/Land                                |
| -------------------------------------------------------------------------- | ------ | -------------------------------------------------------- | ---------------------------------------- |
| Beste Park Beste attractiepark                                             | 1      | Europa-Park                                              | Rust, Duitsland                          |
| Beste Park Beste attractiepark                                             | 2      | Dollywood                                                | Pigeon Forge, Tennessee                  |
| Beste Park Beste attractiepark                                             | 3      | Cedar Point                                              | Sandusky, Ohio                           |
| Beste Park Beste attractiepark                                             | 4      | Disneyland                                               | Anaheim, California                      |
| Beste Park Beste attractiepark                                             | 5      | Busch Gardens Williamsburg                               | Williamsburg, Virginia                   |
| Best Waterpark Beste waterattractiepark                                    | 1      | Schlitterbahn                                            | New Braunfels, Texas                     |
| Best Waterpark Beste waterattractiepark                                    | 2      | Universal's Volcano Bay Water Theme Park                 | Orlando, Florida                         |
| Best Waterpark Beste waterattractiepark                                    | 3      | Holiday World & Splashin' Safari                         | Santa Claus, Indiana                     |
| Best Waterpark Beste waterattractiepark                                    | 4      | Disney's Typhoon Lagoon                                  | Orlando, Florida                         |
| Best Waterpark Beste waterattractiepark                                    | 5      | Disney's Blizzard Beach                                  | Orlando, Florida                         |
| Best Family Park Beste familiepark                                         | 1      | Dutch Wonderland                                         | Lancaster, Pennsylvania                  |
| Best Family Park Beste familiepark                                         | 2      | Sesame Place                                             | Langhorne, Pennsylvania                  |
| Best Family Park Beste familiepark                                         | 3      | Idlewild and Soak Zone                                   | Ligonier, Pennsylvania                   |
| Best Family Park Beste familiepark                                         | 4      | Paultons Park                                            | Romsey, Engeland                         |
| Best Family Park Beste familiepark                                         | 5      | Legoland Florida                                         | Winter Haven, Florida                    |
| Best Wildlife/Marine Park Beste park met dieren/zeedieren                  | 1      | SeaWorld Orlando                                         | Orlando, Florida                         |
| Best Wildlife/Marine Park Beste park met dieren/zeedieren                  | 2      | Disney's Animal Kingdom                                  | Orlando, Florida                         |
| Best Wildlife/Marine Park Beste park met dieren/zeedieren                  | 3      | Discovery Cove                                           | Orlando, Florida                         |
| Best Wildlife/Marine Park Beste park met dieren/zeedieren                  | 4      | Busch Gardens Tampa Bay                                  | Tampa, Florida                           |
| Best Wildlife/Marine Park Beste park met dieren/zeedieren                  | 5      | Ocean Park                                               | Hong Kong, China                         |
| Best Kids' Area Beste zone voor kinderen                                   | 1      | Dollywood                                                | Pigeon Forge, Tennessee                  |
| Best Kids' Area Beste zone voor kinderen                                   | 2      | Kings Island                                             | Kings Mills, Ohio                        |
| Best Kids' Area Beste zone voor kinderen                                   | 3      | Canada's Wonderland                                      | Vaughan, Ontario, Canada                 |
| Best Kids' Area Beste zone voor kinderen                                   | 4      | Efteling                                                 | Kaatsheuvel, Nederland                   |
| Best Kids' Area Beste zone voor kinderen                                   | 5      | Universal's Islands of Adventure                         | Orlando, Florida                         |
| Breakout Family Entertainment Center Familieuitstap Entertainmentcentrum   | 1      | C.J. Barrymore's                                         | Clinton Township, Michigan               |
| Breakout Family Entertainment Center Familieuitstap Entertainmentcentrum   | 2      | Funland of Fredericksburg                                | Fredericksburg, Virginia                 |
| Breakout Family Entertainment Center Familieuitstap Entertainmentcentrum   | 3      | Two Bit Circus                                           | Los Angeles, California                  |
| Breakout Family Entertainment Center Familieuitstap Entertainmentcentrum   | 4      | Clifton Hill                                             | Niagara Falls, Ontario, Canada           |
| Breakout Family Entertainment Center Familieuitstap Entertainmentcentrum   | 5      | Frankie's Fun Park                                       | Charlotte, North Carolina                |
| Best Halloween Event of 2018 Beste Halloween Evenement van 2018            | 1      | Universal Orlando Resort                                 | Orlando, Florida                         |
| Best Halloween Event of 2018 Beste Halloween Evenement van 2018            | 2      | Knott's Berry Farm                                       | Buena Park, California                   |
| Best Halloween Event of 2018 Beste Halloween Evenement van 2018            | 3      | Knoebels Amusement Resort                                | Elysburg, Pennsylvania                   |
| Best Halloween Event of 2018 Beste Halloween Evenement van 2018            | 4      | Europa-Park                                              | Rust, Duitsland                          |
| Best Halloween Event of 2018 Beste Halloween Evenement van 2018            | 5      | Kennywood                                                | West Mifflin, Pennsylvania               |
| Most Beautiful Park Mooiste park                                           | 1      | Busch Gardens Williamsburg                               | Williamsburg, Virginia                   |
| Most Beautiful Park Mooiste park                                           | 2      | Europa-Park                                              | Rust, Duitsland                          |
| Most Beautiful Park Mooiste park                                           | 3      | Dollywood                                                | Pigeon Forge, Tennessee                  |
| Most Beautiful Park Mooiste park                                           | 4      | Gilroy Gardens                                           | Gilroy, California                       |
| Most Beautiful Park Mooiste park                                           | 5      | Silver Dollar City                                       | Branson, Missouri                        |
| Best Food Beste eten                                                       | 1      | Knoebels Amusement Resort                                | Elysburg, Pennsylvania                   |
| Best Food Beste eten                                                       | 2      | Dollywood                                                | Pigeon Forge, Tennessee                  |
| Best Food Beste eten                                                       | 3      | Epcot                                                    | Orlando, Florida                         |
| Best Food Beste eten                                                       | 4      | Silver Dollar City                                       | Branson, Missouri                        |
| Best Food Beste eten                                                       | 5      | Europa-Park                                              | Rust, Duitsland                          |
| Best New Show Beste nieuwe parkshow                                        | 1      | Reuben's Swashbuckling Adventure                         | Silver Dollar City                       |
| Best New Show Beste nieuwe parkshow                                        | 2      | Paddington On Ice – The Grand Voyage                     | Europa-Park                              |
| Best New Show Beste nieuwe parkshow                                        | 3      | Detention at Rockville                                   | Six Flags Fiesta Texas                   |
| Best Water Ride Beste waterattractie                                       | 1      | Valhalla                                                 | Blackpool Pleasure Beach                 |
| Best Water Ride Beste waterattractie                                       | 2      | Timber Mountain Log Ride                                 | Knott's Berry Farm                       |
| Best Water Ride Beste waterattractie                                       | 3      | Dudley Do-Right's Ripsaw Falls                           | Universal's Islands of Adventure         |
| Best Water Ride Beste waterattractie                                       | 4      | Infinity Falls                                           | SeaWorld Orlando                         |
| Best Water Ride Beste waterattractie                                       | 5      | Jurassic Park River Adventure                            | Universal's Islands of Adventure         |
| Best Waterpark Ride Beste waterparkattractie                               | 1      | Wildebeest                                               | Splashin' Safari                         |
| Best Waterpark Ride Beste waterparkattractie                               | 2      | Krakatau Aqua Coaster                                    | Universal's Volcano Bay Water Theme Park |
| Best Waterpark Ride Beste waterparkattractie                               | 3      | Mammoth                                                  | Splashin' Safari                         |
| Best Waterpark Ride Beste waterparkattractie                               | 4      | Ray Rush                                                 | SeaWorld Orlando                         |
| Best Waterpark Ride Beste waterparkattractie                               | 5      | The Falls                                                | Schlitterbahn                            |
| Best Dark Ride Beste dark ride                                             | 1      | Pirates of the Caribbean: Battle for the Sunken Treasure | Shanghai Disneyland                      |
| Best Dark Ride Beste dark ride                                             | 2      | Harry Potter and the Forbidden Journey                   | Universal's Islands of Adventure         |
| Best Dark Ride Beste dark ride                                             | 3      | Twilight Zone Tower of Terror                            | Disney's Hollywood Studios               |
| Best Dark Ride Beste dark ride                                             | 4      | Indiana Jones Adventure: Temple of the Forbidden Eye     | Disneyland                               |
| Best Dark Ride Beste dark ride                                             | 5      | Haunted Mansion                                          | Knoebels Amusement Resort                |
| Best Christmas Event of 2018 Beste Kerstevenement van 2018                 | 1      | Dollywood                                                | Pigeon Forge, Tennessee                  |
| Best Christmas Event of 2018 Beste Kerstevenement van 2018                 | 2      | Silver Dollar City                                       | Branson, Missouri                        |
| Best Christmas Event of 2018 Beste Kerstevenement van 2018                 | 3      | Hersheypark                                              | Hershey, Pennsylvania                    |
| Best Christmas Event of 2018 Beste Kerstevenement van 2018                 | 4      | SeaWorld Orlando                                         | Orlando, Florida                         |
| Best Christmas Event of 2018 Beste Kerstevenement van 2018                 | 5      | Kings Island                                             | Kings Mills, Ohio                        |
| Best New Roller Coaster Beste nieuwe achtbaan                              | 1      | Steel Curtain                                            | Kennywood                                |
| Best New Roller Coaster Beste nieuwe achtbaan                              | 2      | Hagrid's Magical Creatures Motorbike Adventure           | Universal's Islands of Adventure         |
| Best New Roller Coaster Beste nieuwe achtbaan                              | 3      | Copperhead Strike                                        | Carowinds                                |
| Best New Roller Coaster Beste nieuwe achtbaan                              | 4      | Yukon Striker                                            | Canada's Wonderland                      |
| Best New Roller Coaster Beste nieuwe achtbaan                              | 5      | Untamed                                                  | Walibi Holland                           |
| Best New Family Attraction Beste nieuwe familieattractie                   | 1      | Millennium Falcon: Smugglers Run                         | Disneyland                               |
| Best New Family Attraction Beste nieuwe familieattractie                   | 2      | Kaleidoscape                                             | Elitch Gardens                           |
| Best New Family Attraction Beste nieuwe familieattractie                   | 3      | Kings Mills Antique Autos                                | Kings Island                             |
| Best New Family Attraction Beste nieuwe familieattractie                   | 4      | Tidal Twister                                            | SeaWorld San Diego                       |
| Best New Family Attraction Beste nieuwe familieattractie                   | 5      | Masters of Flight                                        | Legoland Florida                         |
| Best New Water Park Ride Beste nieuwe waterparkattractie                   | 1      | Cutback Water Coaster                                    | Water Country USA                        |
| Best New Water Park Ride Beste nieuwe waterparkattractie                   | 2      | Lava Drifting                                            | Shanghai Haichang Ocean Park             |
| Best New Water Park Ride Beste nieuwe waterparkattractie                   | 3      | Daredevil's Peak                                         | Perfect Day at CocoCay                   |
| Best New Water Park Ride Beste nieuwe waterparkattractie                   | 4      | Infinity Racers                                          | Schlitterbahn Galveston                  |
| Best New Water Park Ride Beste nieuwe waterparkattractie                   | 5      | Rapid Remix                                              | SoundWaves at Gaylord Opryland           |
| Best New Attraction Installation Beste nieuwe installatie op een attractie | 1      | Hagrid's Magical Creatures Motorbike Adventure           | Universal's Islands of Adventure         |
| Best New Attraction Installation Beste nieuwe installatie op een attractie | 2      | Steel Curtain                                            | Kennywood                                |
| Best New Attraction Installation Beste nieuwe installatie op een attractie | 3      | Copperhead Strike                                        | Carowinds                                |
| Best New Attraction Installation Beste nieuwe installatie op een attractie | 4      | Sesame Street: Street Mission                            | PortAventura World                       |
| Best New Attraction Installation Beste nieuwe installatie op een attractie | 5      | The Zenith                                               | Mega Parc                                |
| Best Guest Experience Beste gastenervaring                                 | 1      | Dollywood                                                | Pigeon Forge, Tennessee                  |
| Best Guest Experience Beste gastenervaring                                 | 2      | Splashin' Safari                                         | Santa Claus, Indiana                     |
| Best Guest Experience Beste gastenervaring                                 | 3      | Silver Dollar City                                       | Branson, Missouri                        |
| Best Guest Experience Beste gastenervaring                                 | 4      | Europa-Park                                              | Rust, Duitsland                          |
| Best Guest Experience Beste gastenervaring                                 | 5      | Disneyland                                               | Anaheim, California                      |

### Golden Ticket Awards 2018[5]
| Categorie                                                                      | Plaats | Attractie/Park                                           | Park/Land                                |
| ------------------------------------------------------------------------------ | ------ | -------------------------------------------------------- | ---------------------------------------- |
| Best New Ride (Amusement Park) Beste nieuwe attractie (Attractiepark)          | 1      | Steel Vengeance                                          | Cedar Point                              |
| Best New Ride (Amusement Park) Beste nieuwe attractie (Attractiepark)          | 2      | Time Traveler                                            | Silver Dollar City                       |
| Best New Ride (Amusement Park) Beste nieuwe attractie (Attractiepark)          | 3      | Twisted Timbers                                          | Kings Dominion                           |
| Best New Ride (Amusement Park) Beste nieuwe attractie (Attractiepark)          | 4      | Oscar's Wacky Taxi                                       | Sesame Place                             |
| Best New Ride (Amusement Park) Beste nieuwe attractie (Attractiepark)          | 4      | Wicker Man                                               | Alton Towers                             |
| Best New Ride (Waterpark) Beste nieuwe attractie (Waterpark)                   | 1      | Ray Rush                                                 | Aquatica Orlando                         |
| Best New Ride (Waterpark) Beste nieuwe attractie (Waterpark)                   | 2      | Breakers Edge Water Coaster                              | Hersheypark                              |
| Best New Ride (Waterpark) Beste nieuwe attractie (Waterpark)                   | 3      | Whitecap Racer                                           | Hersheypark                              |
| Best New Ride (Waterpark) Beste nieuwe attractie (Waterpark)                   | 4      | Rock Wheel                                               | Chimelong Water Park                     |
| Best New Ride (Waterpark) Beste nieuwe attractie (Waterpark)                   | 5      | Raja                                                     | Noah's Ark                               |
| Beste Park Beste attractiepark                                                 | 1      | Europa-Park                                              | Rust, Duitsland                          |
| Beste Park Beste attractiepark                                                 | 2      | Cedar Point                                              | Sandusky, Ohio                           |
| Beste Park Beste attractiepark                                                 | 3      | Knoebels Amusement Resort                                | Elysburg, Pennsylvania                   |
| Beste Park Beste attractiepark                                                 | 4      | Busch Gardens Williamsburg                               | Williamsburg, Virginia                   |
| Beste Park Beste attractiepark                                                 | 5      | Dollywood                                                | Pigeon Forge, Tennessee                  |
| Best Waterpark Beste waterattractiepark                                        | 1      | Schlitterbahn New Braunfels                              | New Braunfels, Texas                     |
| Best Waterpark Beste waterattractiepark                                        | 2      | Holiday World and Splashin' Safari                       | Santa Claus, Indiana                     |
| Best Waterpark Beste waterattractiepark                                        | 3      | Universal's Volcano Bay Water Theme Park                 | Orlando, Florida                         |
| Best Waterpark Beste waterattractiepark                                        | 4      | Dollywood's Splash Country                               | Pigeon Forge, Tennessee                  |
| Best Waterpark Beste waterattractiepark                                        | 5      | Aquatica Orlando                                         | Orlando, Florida                         |
| Best Children Park Beste park voor kinderen                                    | 1      | Idlewild and Soak Zone                                   | Ligonier, Pennsylvania                   |
| Best Children Park Beste park voor kinderen                                    | 2      | Morgan's Wonderland                                      | San Antonio, Texas                       |
| Best Children Park Beste park voor kinderen                                    | 3      | Sesame Place                                             | Langhorne, Pennsylvania                  |
| Best Children Park Beste park voor kinderen                                    | 4      | Legoland Florida                                         | Winter Haven, Florida                    |
| Best Children Park Beste park voor kinderen                                    | 5      | Storybook Land                                           | Egg Harbor Township, New Jersey          |
| Best Marine Life Park Beste park over het leven uit de zee                     | 1      | SeaWorld Orlando                                         | Orlando, Florida                         |
| Best Marine Life Park Beste park over het leven uit de zee                     | 2      | SeaWorld San Diego                                       | San Diego, California                    |
| Best Marine Life Park Beste park over het leven uit de zee                     | 3      | SeaWorld San Antonio                                     | San Antonio, Texas                       |
| Best Marine Life Park Beste park over het leven uit de zee                     | 4      | Discovery Cove                                           | Orlando, Florida                         |
| Best Marine Life Park Beste park over het leven uit de zee                     | 5      | Ocean Park                                               | Hong Kong, China                         |
| Best Marine Life Park Beste park over het leven uit de zee                     | 5      | Six Flags Discovery Kingdom                              | Vallejo, California                      |
| Best Seaside Park Beste Park aan de kust                                       | 1      | Santa Cruz Beach Boardwalk                               | Santa Cruz, California                   |
| Best Seaside Park Beste Park aan de kust                                       | 2      | Morey's Piers                                            | Wildwood, New Jersey                     |
| Best Seaside Park Beste Park aan de kust                                       | 3      | Blackpool Pleasure Beach                                 | Blackpool, Engeland                      |
| Best Seaside Park Beste Park aan de kust                                       | 4      | Gröna Lund                                               | Stockholm, Zweden                        |
| Best Seaside Park Beste Park aan de kust                                       | 5      | Kemah Boardwalk                                          | Kemah, Texas                             |
| Best Kids' Area Beste zone voor kinderen                                       | 1      | Kings Island                                             | Kings Mills, Ohio                        |
| Best Kids' Area Beste zone voor kinderen                                       | 2      | Universal's Islands of Adventure                         | Orlando, Florida                         |
| Best Kids' Area Beste zone voor kinderen                                       | 3      | Efteling                                                 | Kaatsheuvel, Nederland                   |
| Best Kids' Area Beste zone voor kinderen                                       | 4      | Europa-Park                                              | Rust, Duitsland                          |
| Best Kids' Area Beste zone voor kinderen                                       | 5      | Paultons Park                                            | Romsey, Engeland                         |
| Friendliest Park Meest klantvriendelijke park                                  | 1      | Dollywood                                                | Pigeon Forge, Tennessee                  |
| Friendliest Park Meest klantvriendelijke park                                  | 2      | Silver Dollar City                                       | Branson, Missouri                        |
| Friendliest Park Meest klantvriendelijke park                                  | 3      | Holiday World and Splashin' Safari                       | Santa Claus, Indiana                     |
| Friendliest Park Meest klantvriendelijke park                                  | 4      | Knoebels Amusement Resort                                | Elysburg, Pennsylvania                   |
| Friendliest Park Meest klantvriendelijke park                                  | 5      | Lagoon                                                   | Farmington, Utah                         |
| Friendliest Park Meest klantvriendelijke park                                  | 5      | Magic Kingdom                                            | Orlando, Florida                         |
| Cleanest Park Netste park                                                      | 1      | Holiday World and Splashin' Safari                       | Santa Claus, Indiana                     |
| Cleanest Park Netste park                                                      | 2      | Busch Gardens Williamsburg                               | Williamsburg, Virginia                   |
| Cleanest Park Netste park                                                      | 3      | Dollywood                                                | Pigeon Forge, Tennessee                  |
| Cleanest Park Netste park                                                      | 4      | Europa-Park                                              | Rust, Duitsland                          |
| Cleanest Park Netste park                                                      | 5      | Tokyo DisneySea                                          | Tokyo, Japan                             |
| Best Halloween Event Beste Halloween Evenement                                 | 1      | Universal Orlando Resort                                 | Orlando, Florida                         |
| Best Halloween Event Beste Halloween Evenement                                 | 2      | Knott's Berry Farm                                       | Buena Park, California                   |
| Best Halloween Event Beste Halloween Evenement                                 | 3      | Knoebels Amusement Resort                                | Elysburg, Pennsylvania                   |
| Best Halloween Event Beste Halloween Evenement                                 | 4      | Kings Island                                             | Kings Mills, Ohio                        |
| Best Halloween Event Beste Halloween Evenement                                 | 5      | Kennywood                                                | West Mifflin, Pennsylvania               |
| Best Halloween Event Beste Halloween Evenement                                 | 5      | Six Flags Fiesta Texas                                   | San Antonio, Texas                       |
| Best Landscaping – Amusement Park Beste landschapsarchitectuur – Attractiepark | 1      | Busch Gardens Williamsburg                               | Williamsburg, Virginia                   |
| Best Landscaping – Amusement Park Beste landschapsarchitectuur – Attractiepark | 2      | Gilroy Gardens                                           | Gilroy, California                       |
| Best Landscaping – Amusement Park Beste landschapsarchitectuur – Attractiepark | 3      | Efteling                                                 | Kaatsheuvel, Nederland                   |
| Best Landscaping – Amusement Park Beste landschapsarchitectuur – Attractiepark | 4      | Tivoli Gardens                                           | Kopenhagen, Denmark                      |
| Best Landscaping – Amusement Park Beste landschapsarchitectuur – Attractiepark | 5      | Disney's Animal Kingdom                                  | Orlando, Florida                         |
| Best Landscaping – Amusement Park Beste landschapsarchitectuur – Attractiepark | 5      | Europa-Park                                              | Rust, Duitsland                          |
| Best Food Beste eten                                                           | 1      | Knoebels Amusement Resort                                | Elysburg, Pennsylvania                   |
| Best Food Beste eten                                                           | 2      | Dollywood                                                | Pigeon Forge, Tennessee                  |
| Best Food Beste eten                                                           | 3      | Epcot                                                    | Orlando, Florida                         |
| Best Food Beste eten                                                           | 4      | Silver Dollar City                                       | Branson, Missouri                        |
| Best Food Beste eten                                                           | 5      | Busch Gardens Williamsburg                               | Williamsburg, Virginia                   |
| Best Shows Beste parkshows                                                     | 1      | Dollywood                                                | Pigeon Forge, Tennessee                  |
| Best Shows Beste parkshows                                                     | 2      | Six Flags Fiesta Texas                                   | San Antonio, Texas                       |
| Best Shows Beste parkshows                                                     | 3      | Busch Gardens Williamsburg                               | Williamsburg, Virginia                   |
| Best Shows Beste parkshows                                                     | 4      | Disney's Animal Kingdom                                  | Orlando, Florida                         |
| Best Shows Beste parkshows                                                     | 4      | Silver Dollar City                                       | Branson, Missouri                        |
| Best Water Ride Beste waterattractie                                           | 1      | Valhalla                                                 | Blackpool Pleasure Beach                 |
| Best Water Ride Beste waterattractie                                           | 2      | Dudley Do-Right's Ripsaw Falls                           | Universal's Islands of Adventure         |
| Best Water Ride Beste waterattractie                                           | 3      | Splash Mountain                                          | Magic Kingdom                            |
| Best Water Ride Beste waterattractie                                           | 4      | Chiapas                                                  | Phantasialand                            |
| Best Water Ride Beste waterattractie                                           | 5      | Timber Mountain Log Ride                                 | Knott's Berry Farm                       |
| Best Waterpark Ride Beste waterparkattractie                                   | 1      | Wildebeest                                               | Holiday World and Splashin' Safari       |
| Best Waterpark Ride Beste waterparkattractie                                   | 2      | Mammoth                                                  | Holiday World and Splashin' Safari       |
| Best Waterpark Ride Beste waterparkattractie                                   | 3      | The Falls                                                | Schlitterbahn                            |
| Best Waterpark Ride Beste waterparkattractie                                   | 4      | Master Blaster                                           | Schlitterbahn                            |
| Best Waterpark Ride Beste waterparkattractie                                   | 5      | Krakatau Aqua Coaster                                    | Universal's Volcano Bay Water Theme Park |
| Best Dark Ride Beste dark ride                                                 | 1      | The Twilight Zone Tower of Terror                        | Disney's Hollywood Studios               |
| Best Dark Ride Beste dark ride                                                 | 2      | Harry Potter and the Forbidden Journey                   | Universal's Islands of Adventure         |
| Best Dark Ride Beste dark ride                                                 | 3      | Haunted Mansion                                          | Knoebels Amusement Resort                |
| Best Dark Ride Beste dark ride                                                 | 4      | Pirates of the Caribbean: Battle for the Sunken Treasure | Shanghai Disneyland                      |
| Best Dark Ride Beste dark ride                                                 | 5      | Harry Potter and the Escape from Gringotts               | Universal Studios Florida                |
| Best Carousel Beste draaimolen                                                 | 1      | Grand Carousel                                           | Knoebels Amusement Resort                |
| Best Carousel Beste draaimolen                                                 | 2      | Looff Carousel                                           | Santa Cruz Beach Boardwalk               |
| Best Carousel Beste draaimolen                                                 | 3      | Riverview Carousel                                       | Six Flags Over Georgia                   |
| Best Carousel Beste draaimolen                                                 | 4      | Stoomcarrousel                                           | Efteling                                 |
| Best Carousel Beste draaimolen                                                 | 5      | Caro-Seuss-El                                            | Universal's Islands of Adventure         |
| Best Indoor Coaster Beste indoorachtbaan                                       | 1      | Revenge of the Mummy                                     | Universal Studios Florida                |
| Best Indoor Coaster Beste indoorachtbaan                                       | 2      | Space Mountain                                           | Disneyland                               |
| Best Indoor Coaster Beste indoorachtbaan                                       | 3      | Tron Lightcycle Power Run                                | Shanghai Disneyland                      |
| Best Indoor Coaster Beste indoorachtbaan                                       | 3      | Winja's Fear & Force                                     | Phantasialand                            |
| Best Indoor Coaster Beste indoorachtbaan                                       | 5      | Black Diamond                                            | Knoebels Amusement Resort                |
| Best Christmas Event Beste Kerstevenement                                      | 1      | Dollywood                                                | Pigeon Forge, Tennessee                  |
| Best Christmas Event Beste Kerstevenement                                      | 2      | Silver Dollar City                                       | Branson, Missouri                        |
| Best Christmas Event Beste Kerstevenement                                      | 3      | Disneyland                                               | Anaheim, California                      |
| Best Christmas Event Beste Kerstevenement                                      | 4      | Kings Island                                             | Kings Mills, Ohio                        |
| Best Christmas Event Beste Kerstevenement                                      | 4      | Magic Kingdom                                            | Orlando, Florida                         |
| Best Funhouse/Walk-Through Attraction Beste Walkthrough-attractie/Funhouse     | 1      | Noah's Ark                                               | Kennywood                                |
| Best Funhouse/Walk-Through Attraction Beste Walkthrough-attractie/Funhouse     | 2      | Frankenstein's Castle                                    | Indiana Beach                            |
| Best Funhouse/Walk-Through Attraction Beste Walkthrough-attractie/Funhouse     | 3      | Ghost Ship                                               | Morey's Piers                            |
| Best Funhouse/Walk-Through Attraction Beste Walkthrough-attractie/Funhouse     | 4      | Gasten Ghost Hotel                                       | Liseberg                                 |
| Best Funhouse/Walk-Through Attraction Beste Walkthrough-attractie/Funhouse     | 5      | Lustiga Huset                                            | Gröna Lund                               |

### Golden Ticket Awards 2017[6]
| Categorie                                                                      | Plaats | Attractie/Park                             | Park/Land                                |
| ------------------------------------------------------------------------------ | ------ | ------------------------------------------ | ---------------------------------------- |
| Best New Ride (Amusement Park) Beste nieuwe attractie (Attractiepark)          | 1      | Mystic Timbers                             | Kings Island                             |
| Best New Ride (Amusement Park) Beste nieuwe attractie (Attractiepark)          | 2      | Avatar Flight of Passage                   | Disney's Animal Kingdom                  |
| Best New Ride (Amusement Park) Beste nieuwe attractie (Attractiepark)          | 3      | Mine Blower                                | Fun Spot America – Kissimmee             |
| Best New Ride (Amusement Park) Beste nieuwe attractie (Attractiepark)          | 4      | InvadR                                     | Busch Gardens Williamsburg               |
| Best New Ride (Amusement Park) Beste nieuwe attractie (Attractiepark)          | 5      | Wave Breaker: The Rescue Coaster           | SeaWorld San Antonio                     |
| Best New Ride (Waterpark) Beste nieuwe attractie (Waterpark)                   | 1      | Thunder Rapids                             | Six Flags Fiesta Texas                   |
| Best New Ride (Waterpark) Beste nieuwe attractie (Waterpark)                   | 2      | Krakatau Aqua Coaster                      | Universal's Volcano Bay Water Theme Park |
| Best New Ride (Waterpark) Beste nieuwe attractie (Waterpark)                   | 3      | Point Plummet                              | Cedar Point Shores                       |
| Best New Ride (Waterpark) Beste nieuwe attractie (Waterpark)                   | 3      | Miss Adventure Falls                       | Disney's Typhoon Lagoon                  |
| Best New Ride (Waterpark) Beste nieuwe attractie (Waterpark)                   | 5      | Ko’okiri Body Plunge                       | Universal's Volcano Bay Water Theme Park |
| Beste Park Beste attractiepark                                                 | 1      | Europa-Park                                | Rust, Duitsland                          |
| Beste Park Beste attractiepark                                                 | 2      | Cedar Point                                | Sandusky, Ohio                           |
| Beste Park Beste attractiepark                                                 | 3      | Dollywood                                  | Pigeon Forge, Tennessee                  |
| Beste Park Beste attractiepark                                                 | 4      | Knoebels Amusement Resort                  | Elysburg, Pennsylvania                   |
| Beste Park Beste attractiepark                                                 | 5      | Disneyland                                 | Anaheim, California                      |
| Best Waterpark Beste waterattractiepark                                        | 1      | Schlitterbahn New Braunfels                | New Braunfels, Texas                     |
| Best Waterpark Beste waterattractiepark                                        | 2      | Holiday World and Splashin' Safari         | Santa Claus, Indiana                     |
| Best Waterpark Beste waterattractiepark                                        | 3      | Universal's Volcano Bay Water Theme Park   | Orlando, Florida                         |
| Best Waterpark Beste waterattractiepark                                        | 4      | Dollywood's Splash Country                 | Pigeon Forge, Tennessee                  |
| Best Waterpark Beste waterattractiepark                                        | 5      | Disney's Typhoon Lagoon                    | Orlando, Florida                         |
| Best Children Park Beste park voor kinderen                                    | 1      | Idlewild and Soak Zone                     | Ligonier, Pennsylvania                   |
| Best Children Park Beste park voor kinderen                                    | 2      | Storybook Land                             | Egg Harbor Township, New Jersey          |
| Best Children Park Beste park voor kinderen                                    | 3      | Story Land                                 | Glen, New Hampshire                      |
| Best Children Park Beste park voor kinderen                                    | 4      | Morgan's Wonderland                        | San Antonio, Texas                       |
| Best Children Park Beste park voor kinderen                                    | 5      | Gilroy Gardens                             | Gilroy, California                       |
| Best Children Park Beste park voor kinderen                                    | 5      | Legoland California                        | Carlsbad, California                     |
| Best Children Park Beste park voor kinderen                                    | 5      | Legoland Florida                           | Winter Haven, Florida                    |
| Best Marine Life Park Beste park over het leven uit de zee                     | 1      | SeaWorld Orlando                           | Orlando, Florida                         |
| Best Marine Life Park Beste park over het leven uit de zee                     | 2      | SeaWorld San Diego                         | San Diego, California                    |
| Best Marine Life Park Beste park over het leven uit de zee                     | 3      | Discovery Cove                             | Orlando, Florida                         |
| Best Marine Life Park Beste park over het leven uit de zee                     | 4      | SeaWorld San Antonio                       | San Antonio, Texas                       |
| Best Marine Life Park Beste park over het leven uit de zee                     | 5      | Six Flags Discovery Kingdom                | Vallejo, California                      |
| Best Seaside Park Beste Park aan de kust                                       | 1      | Santa Cruz Beach Boardwalk                 | Santa Cruz, California                   |
| Best Seaside Park Beste Park aan de kust                                       | 2      | Morey's Piers                              | Wildwood, New Jersey                     |
| Best Seaside Park Beste Park aan de kust                                       | 3      | Blackpool Pleasure Beach                   | Blackpool, Engeland                      |
| Best Seaside Park Beste Park aan de kust                                       | 4      | Gröna Lund                                 | Stockholm, Zweden                        |
| Best Kids' Area Beste zone voor kinderen                                       | 1      | Kings Island                               | Kings Mills, Ohio                        |
| Best Kids' Area Beste zone voor kinderen                                       | 2      | Universal's Islands of Adventure           | Orlando, Florida                         |
| Best Kids' Area Beste zone voor kinderen                                       | 3      | Efteling                                   | Kaatsheuvel, Nederland                   |
| Best Kids' Area Beste zone voor kinderen                                       | 4      | Europa-Park                                | Rust, Duitsland                          |
| Best Kids' Area Beste zone voor kinderen                                       | 5      | Paultons Park                              | Romsey, Engeland                         |
| Friendliest Park Meest klantvriendelijke park                                  | 1      | Dollywood                                  | Pigeon Forge, Tennessee                  |
| Friendliest Park Meest klantvriendelijke park                                  | 2      | Holiday World and Splashin' Safari         | Santa Claus, Indiana                     |
| Friendliest Park Meest klantvriendelijke park                                  | 3      | Silver Dollar City                         | Branson, Missouri                        |
| Friendliest Park Meest klantvriendelijke park                                  | 4      | Knoebels Amusement Resort                  | Elysburg, Pennsylvania                   |
| Friendliest Park Meest klantvriendelijke park                                  | 5      | Alabama Splash Adventure                   | Bessemer, Alabama                        |
| Cleanest Park Netste park                                                      | 1      | Holiday World and Splashin' Safari         | Santa Claus, Indiana                     |
| Cleanest Park Netste park                                                      | 2      | Dollywood                                  | Pigeon Forge, Tennessee                  |
| Cleanest Park Netste park                                                      | 3      | Europa-Park                                | Rust, Duitsland                          |
| Cleanest Park Netste park                                                      | 4      | Busch Gardens Williamsburg                 | Williamsburg, Virginia                   |
| Cleanest Park Netste park                                                      | 5      | Magic Kingdom                              | Orlando, Florida                         |
| Best Halloween Event Beste Halloween Evenement                                 | 1      | Universal Orlando Resort                   | Orlando, Florida                         |
| Best Halloween Event Beste Halloween Evenement                                 | 2      | Knott's Berry Farm                         | Buena Park, California                   |
| Best Halloween Event Beste Halloween Evenement                                 | 3      | Knoebels Amusement Resort                  | Elysburg, Pennsylvania                   |
| Best Halloween Event Beste Halloween Evenement                                 | 4      | Kennywood                                  | West Mifflin, Pennsylvania               |
| Best Halloween Event Beste Halloween Evenement                                 | 5      | Busch Gardens Tampa Bay                    | Tampa, Florida                           |
| Best Halloween Event Beste Halloween Evenement                                 | 5      | Six Flags Fiesta Texas                     | San Antonio, Texas                       |
| Best Halloween Event Beste Halloween Evenement                                 | 5      | Universal Studios Hollywood                | Hollywood, California                    |
| Best Landscaping – Amusement Park Beste landschapsarchitectuur – Attractiepark | 1      | Busch Gardens Williamsburg                 | Williamsburg, Virginia                   |
| Best Landscaping – Amusement Park Beste landschapsarchitectuur – Attractiepark | 2      | Gilroy Gardens                             | Gilroy, California                       |
| Best Landscaping – Amusement Park Beste landschapsarchitectuur – Attractiepark | 3      | Efteling                                   | Kaatsheuvel, Nederland                   |
| Best Landscaping – Amusement Park Beste landschapsarchitectuur – Attractiepark | 4      | Dollywood                                  | Pigeon Forge, Tennessee                  |
| Best Landscaping – Amusement Park Beste landschapsarchitectuur – Attractiepark | 5      | Disney's Animal Kingdom                    | Orlando, Florida                         |
| Best Food Beste eten                                                           | 1      | Dollywood                                  | Pigeon Forge, Tennessee                  |
| Best Food Beste eten                                                           | 2      | Knoebels Amusement Resort                  | Elysburg, Pennsylvania                   |
| Best Food Beste eten                                                           | 3      | Epcot                                      | Orlando, Florida                         |
| Best Food Beste eten                                                           | 4      | Silver Dollar City                         | Branson, Missouri                        |
| Best Food Beste eten                                                           | 5      | Busch Gardens Williamsburg                 | Williamsburg, Virginia                   |
| Best Shows Beste parkshows                                                     | 1      | Dollywood                                  | Pigeon Forge, Tennessee                  |
| Best Shows Beste parkshows                                                     | 2      | Six Flags Fiesta Texas                     | San Antonio, Texas                       |
| Best Shows Beste parkshows                                                     | 3      | Silver Dollar City                         | Branson, Missouri                        |
| Best Shows Beste parkshows                                                     | 3      | SeaWorld Orlando                           | Orlando, Florida                         |
| Best Shows Beste parkshows                                                     | 5      | Disney's Hollywood Studios                 | Orlando, Florida                         |
| Best Water Ride Beste waterattractie                                           | 1      | Valhalla                                   | Blackpool Pleasure Beach                 |
| Best Water Ride Beste waterattractie                                           | 2      | Dudley Do-Right's Ripsaw Falls             | Universal's Islands of Adventure         |
| Best Water Ride Beste waterattractie                                           | 3      | Chiapas                                    | Phantasialand                            |
| Best Water Ride Beste waterattractie                                           | 4      | Splash Mountain                            | Magic Kingdom                            |
| Best Water Ride Beste waterattractie                                           | 5      | Jurassic Park River Adventure              | Universal's Islands of Adventure         |
| Best Waterpark Ride Beste waterparkattractie                                   | 1      | Wildebeest                                 | Holiday World and Splashin' Safari       |
| Best Waterpark Ride Beste waterparkattractie                                   | 2      | Mammoth                                    | Holiday World and Splashin' Safari       |
| Best Waterpark Ride Beste waterparkattractie                                   | 3      | The Falls                                  | Schlitterbahn New Braunfels              |
| Best Waterpark Ride Beste waterparkattractie                                   | 4      | Master Blaster                             | Schlitterbahn New Braunfels              |
| Best Waterpark Ride Beste waterparkattractie                                   | 5      | Massiv                                     | Schlitterbahn Galveston Island           |
| Best Dark Ride Beste dark ride                                                 | 1      | The Twilight Zone Tower of Terror          | Disney's Hollywood Studios               |
| Best Dark Ride Beste dark ride                                                 | 2      | Harry Potter and the Forbidden Journey     | Universal's Islands of Adventure         |
| Best Dark Ride Beste dark ride                                                 | 3      | Haunted Mansion                            | Knoebels Amusement Resort                |
| Best Dark Ride Beste dark ride                                                 | 4      | The Amazing Adventures of Spider-Man       | Universal's Islands of Adventure         |
| Best Dark Ride Beste dark ride                                                 | 5      | Harry Potter and the Escape from Gringotts | Universal Studios Florida                |
| Best Carousel Beste draaimolen                                                 | 1      | Knoebels Amusement Resort                  | Elysburg, Pennsylvania                   |
| Best Carousel Beste draaimolen                                                 | 2      | Santa Cruz Beach Boardwalk                 | Santa Cruz, California                   |
| Best Carousel Beste draaimolen                                                 | 3      | Six Flags Over Georgia                     | Austell, Georgia                         |
| Best Carousel Beste draaimolen                                                 | 4      | Six Flags Great America                    | Gurnee, Illinois                         |
| Best Carousel Beste draaimolen                                                 | 5      | Efteling                                   | Kaatsheuvel, Nederland                   |
| Best Indoor Coaster Beste indoorachtbaan                                       | 1      | Revenge of the Mummy                       | Universal Studios Florida                |
| Best Indoor Coaster Beste indoorachtbaan                                       | 2      | Space Mountain                             | Disneyland                               |
| Best Indoor Coaster Beste indoorachtbaan                                       | 3      | Winja's Fear & Force                       | Phantasialand                            |
| Best Indoor Coaster Beste indoorachtbaan                                       | 4      | Black Diamond                              | Knoebels Amusement Resort                |
| Best Christmas Event Beste Kerstevenement                                      | 1      | Dollywood                                  | Pigeon Forge, Tennessee                  |
| Best Christmas Event Beste Kerstevenement                                      | 2      | Silver Dollar City                         | Branson, Missouri                        |
| Best Christmas Event Beste Kerstevenement                                      | 3      | Disneyland                                 | Anaheim, California                      |
| Best Christmas Event Beste Kerstevenement                                      | 3      | Magic Kingdom                              | Orlando, Florida                         |
| Best Christmas Event Beste Kerstevenement                                      | 5      | Kennywood                                  | West Mifflin, Pennsylvania               |
| Best Funhouse/Walk-Through Attraction Beste Walkthrough-attractie/Funhouse     | 1      | Noah's Ark                                 | Kennywood                                |
| Best Funhouse/Walk-Through Attraction Beste Walkthrough-attractie/Funhouse     | 2      | Ghost Ship                                 | Morey's Piers                            |
| Best Funhouse/Walk-Through Attraction Beste Walkthrough-attractie/Funhouse     | 3      | Frankenstein's Castle                      | Indiana Beach                            |
| Best Funhouse/Walk-Through Attraction Beste Walkthrough-attractie/Funhouse     | 4      | Gasten Ghost Hotel                         | Liseberg                                 |
| Best Funhouse/Walk-Through Attraction Beste Walkthrough-attractie/Funhouse     | 5      | Lustiga Huset                              | Gröna Lund                               |

### Golden Ticket Awards 2016[7]
| Categorie                                                                      | Plaats | Attractie/Park                             | Park/Land                        |
| ------------------------------------------------------------------------------ | ------ | ------------------------------------------ | -------------------------------- |
| Best New Ride (Amusement Park) Beste nieuwe attractie (Attractiepark)          | 1      | Lightning Rod                              | Dollywood                        |
| Best New Ride (Amusement Park) Beste nieuwe attractie (Attractiepark)          | 2      | Storm Chaser                               | Kentucky Kingdom                 |
| Best New Ride (Amusement Park) Beste nieuwe attractie (Attractiepark)          | 3      | Mako                                       | SeaWorld Orlando                 |
| Best New Ride (Amusement Park) Beste nieuwe attractie (Attractiepark)          | 4      | Valravn                                    | Cedar Point                      |
| Best New Ride (Amusement Park) Beste nieuwe attractie (Attractiepark)          | 5      | Switchback                                 | ZDT's Amusement Park             |
| Best New Ride (Waterpark) Beste nieuwe attractie (Waterpark)                   | 1      | Massiv                                     | Schlitterbahn Galveston Island   |
| Best New Ride (Waterpark) Beste nieuwe attractie (Waterpark)                   | 2      | Blackbeard's Revenge                       | Carowinds                        |
| Best New Ride (Waterpark) Beste nieuwe attractie (Waterpark)                   | 3      | Cyclone Saucers                            | Beech Bend Park                  |
| Best New Ride (Waterpark) Beste nieuwe attractie (Waterpark)                   | 3      | Tropical Plunge                            | Kings Island                     |
| Best New Ride (Waterpark) Beste nieuwe attractie (Waterpark)                   | 5      | Wonambi                                    | Raging Waves                     |
| Beste Park Beste attractiepark                                                 | 1      | Europa-Park                                | Rust, Duitsland                  |
| Beste Park Beste attractiepark                                                 | 2      | Cedar Point                                | Sandusky, Ohio                   |
| Beste Park Beste attractiepark                                                 | 3      | Dollywood                                  | Pigeon Forge, Tennessee          |
| Beste Park Beste attractiepark                                                 | 4      | Knoebels Amusement Resort                  | Elysburg, Pennsylvania           |
| Beste Park Beste attractiepark                                                 | 5      | Universal's Islands of Adventure           | Orlando, Florida                 |
| Beste Park Beste attractiepark                                                 | 6      | Blackpool Pleasure Beach                   | Blackpool, Engeland              |
| Beste Park Beste attractiepark                                                 | 7      | Busch Gardens Williamsburg                 | Williamsburg, Virginia           |
| Beste Park Beste attractiepark                                                 | 8      | Phantasialand                              | Brühl, Germany                   |
| Beste Park Beste attractiepark                                                 | 9      | Alton Towers                               | Staffordshire, Engeland          |
| Beste Park Beste attractiepark                                                 | 9      | Tokyo DisneySea                            | Tokyo, Japan                     |
| Best Waterpark Beste waterattractiepark                                        | 1      | Schlitterbahn New Braunfels                | New Braunfels, Texas             |
| Best Waterpark Beste waterattractiepark                                        | 2      | Storybook Land                             | Egg Harbor Township, New Jersey  |
| Best Waterpark Beste waterattractiepark                                        | 3      | Dollywood's Splash Country                 | Pigeon Forge, Tennessee          |
| Best Waterpark Beste waterattractiepark                                        | 4      | Disney's Blizzard Beach                    | Orlando, Florida                 |
| Best Waterpark Beste waterattractiepark                                        | 5      | Aquatica Orlando                           | Orlando, Florida                 |
| Best Children Park Beste park voor kinderen                                    | 1      | Idlewild and Soak Zone                     | Ligonier, Pennsylvania           |
| Best Children Park Beste park voor kinderen                                    | 2      | Storybook Land                             | Egg Harbor Township, New Jersey  |
| Best Children Park Beste park voor kinderen                                    | 3      | Legoland California                        | Carlsbad, California             |
| Best Children Park Beste park voor kinderen                                    | 3      | Story Land                                 | Glen, New Hampshire              |
| Best Children Park Beste park voor kinderen                                    | 5      | Paultons Park                              | Romsey, Engeland                 |
| Best Marine Life Park Beste park over het leven uit de zee                     | 1      | SeaWorld Orlando                           | Orlando, Florida                 |
| Best Marine Life Park Beste park over het leven uit de zee                     | 2      | SeaWorld San Diego                         | San Diego, California            |
| Best Marine Life Park Beste park over het leven uit de zee                     | 3      | SeaWorld San Antonio                       | San Antonio, Texas               |
| Best Marine Life Park Beste park over het leven uit de zee                     | 4      | Six Flags Discovery Kingdom                | Vallejo, California              |
| Best Marine Life Park Beste park over het leven uit de zee                     | 5      | Discovery Cove                             | Orlando, Florida                 |
| Best Marine Life Park Beste park over het leven uit de zee                     | 5      | Ocean Park                                 | Hong Kong, China                 |
| Best Seaside Park Beste Park aan de kust                                       | 1      | Santa Cruz Beach Boardwalk                 | Santa Cruz, California           |
| Best Seaside Park Beste Park aan de kust                                       | 2      | Blackpool Pleasure Beach                   | Blackpool, Engeland              |
| Best Seaside Park Beste Park aan de kust                                       | 3      | Morey's Piers                              | Wildwood, New Jersey             |
| Best Seaside Park Beste Park aan de kust                                       | 4      | Gröna Lund                                 | Stockholm, Zweden                |
| Best Seaside Park Beste Park aan de kust                                       | 5      | Luna Park                                  | Brooklyn, New York               |
| Best Kids' Area Beste zone voor kinderen                                       | 1      | Kings Island                               | Kings Mills, Ohio                |
| Best Kids' Area Beste zone voor kinderen                                       | 2      | Efteling                                   | Kaatsheuvel, Nederland           |
| Best Kids' Area Beste zone voor kinderen                                       | 3      | Paultons Park                              | Romsey, Engeland                 |
| Best Kids' Area Beste zone voor kinderen                                       | 4      | Knott's Berry Farm                         | Buena Park, California           |
| Best Kids' Area Beste zone voor kinderen                                       | 5      | Kings Dominion                             | Doswell, Virginia                |
| Best Kids' Area Beste zone voor kinderen                                       | 5      | Nickelodeon Universe                       | Bloomington, Minnesota           |
| Friendliest Park Meest klantvriendelijke park                                  | 1      | Dollywood                                  | Pigeon Forge, Tennessee          |
| Friendliest Park Meest klantvriendelijke park                                  | 2      | Holiday World & Splashin' Safari           | Santa Claus, Indiana             |
| Friendliest Park Meest klantvriendelijke park                                  | 3      | Silver Dollar City                         | Branson, Missouri                |
| Friendliest Park Meest klantvriendelijke park                                  | 4      | Knoebels Amusement Resort                  | Elysburg, Pennsylvania           |
| Friendliest Park Meest klantvriendelijke park                                  | 5      | Adventure Island                           | Southend-on-Sea, Engeland        |
| Cleanest Park Netste park                                                      | 1      | Holiday World & Splashin' Safari           | Santa Claus, Indiana             |
| Cleanest Park Netste park                                                      | 2      | Dollywood                                  | Pigeon Forge, Tennessee          |
| Cleanest Park Netste park                                                      | 3      | Europa-Park                                | Rust, Duitsland                  |
| Cleanest Park Netste park                                                      | 4      | Disneyland                                 | Anaheim, California              |
| Cleanest Park Netste park                                                      | 5      | Busch Gardens Williamsburg                 | Williamsburg, Virginia           |
| Best Halloween Event Beste Halloween Evenement                                 | 1      | Universal Orlando Resort                   | Orlando, Florida                 |
| Best Halloween Event Beste Halloween Evenement                                 | 2      | Knott's Berry Farm                         | Buena Park, California           |
| Best Halloween Event Beste Halloween Evenement                                 | 3      | Knoebels Amusement Resort                  | Elysburg, Pennsylvania           |
| Best Halloween Event Beste Halloween Evenement                                 | 4      | Kennywood                                  | West Mifflin, Pennsylvania       |
| Best Halloween Event Beste Halloween Evenement                                 | 5      | Busch Gardens Tampa Bay                    | Tampa, Florida                   |
| Best Landscaping – Amusement Park Beste landschapsarchitectuur – Attractiepark | 1      | Busch Gardens Williamsburg                 | Williamsburg, Virginia           |
| Best Landscaping – Amusement Park Beste landschapsarchitectuur – Attractiepark | 2      | Gilroy Gardens                             | Gilroy, California               |
| Best Landscaping – Amusement Park Beste landschapsarchitectuur – Attractiepark | 3      | Efteling                                   | Kaatsheuvel, Nederland           |
| Best Landscaping – Amusement Park Beste landschapsarchitectuur – Attractiepark | 4      | Dollywood                                  | Pigeon Forge, Tennessee          |
| Best Landscaping – Amusement Park Beste landschapsarchitectuur – Attractiepark | 5      | Epcot                                      | Orlando, Florida                 |
| Best Food Beste eten                                                           | 1      | Knoebels Amusement Resort                  | Elysburg, Pennsylvania           |
| Best Food Beste eten                                                           | 2      | Dollywood                                  | Pigeon Forge, Tennessee          |
| Best Food Beste eten                                                           | 3      | Epcot                                      | Orlando, Florida                 |
| Best Food Beste eten                                                           | 4      | Silver Dollar City                         | Branson, Missouri                |
| Best Food Beste eten                                                           | 5      | Europa-Park                                | Rust, Duitsland                  |
| Best Shows Beste parkshows                                                     | 1      | Dollywood                                  | Pigeon Forge, Tennessee          |
| Best Shows Beste parkshows                                                     | 2      | Six Flags Fiesta Texas                     | San Antonio, Texas               |
| Best Shows Beste parkshows                                                     | 3      | Silver Dollar City                         | Branson, Missouri                |
| Best Shows Beste parkshows                                                     | 4      | Disney California Adventure                | Anaheim, California              |
| Best Shows Beste parkshows                                                     | 5      | Europa-Park                                | Rust, Duitsland                  |
| Best Water Ride Beste waterattractie                                           | 1      | Valhalla                                   | Blackpool Pleasure Beach         |
| Best Water Ride Beste waterattractie                                           | 2      | Dudley Do-Right's Ripsaw Falls             | Universal's Islands of Adventure |
| Best Water Ride Beste waterattractie                                           | 3      | Chiapas                                    | Phantasialand                    |
| Best Water Ride Beste waterattractie                                           | 3      | Popeye & Bluto's Bilge-rat Barges          | Universal's Islands of Adventure |
| Best Water Ride Beste waterattractie                                           | 3      | Splash Mountain                            | Magic Kingdom                    |
| Best Water Ride Beste waterattractie                                           | 3      | Timber Mountain Log Ride                   | Knott's Berry Farm               |
| Best Waterpark Ride Beste waterparkattractie                                   | 1      | Wildebeest                                 | Holiday World & Splashin' Safari |
| Best Waterpark Ride Beste waterparkattractie                                   | 2      | Mammoth                                    | Holiday World & Splashin' Safari |
| Best Waterpark Ride Beste waterparkattractie                                   | 3      | Master Blaster                             | Schlitterbahn New Braunfels      |
| Best Waterpark Ride Beste waterparkattractie                                   | 4      | The Falls                                  | Schlitterbahn New Braunfels      |
| Best Dark Ride Beste dark ride                                                 | 1      | The Twilight Zone Tower of Terror          | Disney's Hollywood Studios       |
| Best Dark Ride Beste dark ride                                                 | 2      | Harry Potter and the Forbidden Journey     | Universal's Islands of Adventure |
| Best Dark Ride Beste dark ride                                                 | 3      | Harry Potter and the Escape from Gringotts | Universal Studios Florida        |
| Best Dark Ride Beste dark ride                                                 | 4      | Haunted Mansion                            | Knoebels Amusement Resort        |
| Best Dark Ride Beste dark ride                                                 | 5      | Radiator Springs Racers                    | Disney California Adventure      |
| Best Carousel Beste draaimolen                                                 | 1      | Knoebels Amusement Resort                  | Elysburg, Pennsylvania           |
| Best Carousel Beste draaimolen                                                 | 2      | Santa Cruz Beach Boardwalk                 | Santa Cruz, California           |
| Best Carousel Beste draaimolen                                                 | 3      | Six Flags Great America                    | Gurnee, Illinois                 |
| Best Carousel Beste draaimolen                                                 | 4      | Efteling                                   | Kaatsheuvel, Nederland           |
| Best Carousel Beste draaimolen                                                 | 5      | Six Flags Over Georgia                     | Austell, Georgia                 |
| Best Indoor Coaster Beste indoorachtbaan                                       | 1      | Revenge of the Mummy                       | Universal Studios Florida        |
| Best Indoor Coaster Beste indoorachtbaan                                       | 2      | Space Mountain                             | Disneyland                       |
| Best Indoor Coaster Beste indoorachtbaan                                       | 3      | Winja's Fear & Force                       | Phantasialand                    |
| Best Indoor Coaster Beste indoorachtbaan                                       | 4      | Space Mountain                             | Magic Kingdom                    |
| Best Indoor Coaster Beste indoorachtbaan                                       | 5      | Black Diamond                              | Knoebels Amusement Resort        |
| Best Christmas Event Beste Kerstevenement                                      | 1      | Dollywood                                  | Pigeon Forge, Tennessee          |
| Best Christmas Event Beste Kerstevenement                                      | 2      | Disneyland                                 | Anaheim, California              |
| Best Christmas Event Beste Kerstevenement                                      | 3      | Silver Dollar City                         | Branson, Missouri                |
| Best Christmas Event Beste Kerstevenement                                      | 4      | Magic Kingdom                              | Orlando, Florida                 |
| Best Christmas Event Beste Kerstevenement                                      | 5      | Kennywood                                  | West Mifflin, Pennsylvania       |
| Best Funhouse/Walk-Through Attraction Beste Walkthrough-attractie/Funhouse     | 1      | Noah's Ark                                 | Kennywood                        |
| Best Funhouse/Walk-Through Attraction Beste Walkthrough-attractie/Funhouse     | 2      | Ghost Ship                                 | Morey's Piers                    |
| Best Funhouse/Walk-Through Attraction Beste Walkthrough-attractie/Funhouse     | 3      | Gasten Ghost Hotel                         | Liseberg                         |
| Best Funhouse/Walk-Through Attraction Beste Walkthrough-attractie/Funhouse     | 4      | Frankenstein's Castle                      | Indiana Beach                    |
| Best Funhouse/Walk-Through Attraction Beste Walkthrough-attractie/Funhouse     | 5      | Lustiga Huset                              | Gröna Lund                       |

### Golden Ticket Awards 2015[8]
| Categorie                                                                      | Plaats | Attractie/Park                             | Park/Land                        |
| ------------------------------------------------------------------------------ | ------ | ------------------------------------------ | -------------------------------- |
| Best New Ride (Amusement Park) Beste nieuwe attractie (Attractiepark)          | 1      | Fury 325                                   | Carowinds                        |
| Best New Ride (Amusement Park) Beste nieuwe attractie (Attractiepark)          | 2      | Wicked Cyclone                             | Six Flags New Engeland           |
| Best New Ride (Amusement Park) Beste nieuwe attractie (Attractiepark)          | 3      | Twisted Colossus                           | Six Flags Magic Mountain         |
| Best New Ride (Amusement Park) Beste nieuwe attractie (Attractiepark)          | 4      | The Cú Chulainn Coaster                    | Tayto Park                       |
| Best New Ride (Amusement Park) Beste nieuwe attractie (Attractiepark)          | 5      | Thunderbird                                | Holiday World & Splashin' Safari |
| Best New Ride (Waterpark) Beste nieuwe attractie (Waterpark)                   | 1      | Dive Bomber                                | Six Flags White Water            |
| Best New Ride (Waterpark) Beste nieuwe attractie (Waterpark)                   | 2      | Slidezilla                                 | Elitch Gardens                   |
| Best New Ride (Waterpark) Beste nieuwe attractie (Waterpark)                   | 3      | Aqua Rocket                                | Raging Waters San Dimas          |
| Best New Ride (Waterpark) Beste nieuwe attractie (Waterpark)                   | 3      | Slideboarding                              | Wet 'n' Wild Las Vegas           |
| Best New Ride (Waterpark) Beste nieuwe attractie (Waterpark)                   | 5      | Anaconda                                   | Kalahari Resort Poconos          |
| Beste Park Beste attractiepark                                                 | 1      | Europa-Park                                | Rust, Duitsland                  |
| Beste Park Beste attractiepark                                                 | 2      | Cedar Point                                | Sandusky, Ohio                   |
| Beste Park Beste attractiepark                                                 | 3      | Knoebels Amusement Resort                  | Elysburg, Pennsylvania           |
| Beste Park Beste attractiepark                                                 | 4      | Dollywood                                  | Pigeon Forge, Tennessee          |
| Beste Park Beste attractiepark                                                 | 5      | Disneyland                                 | Anaheim, California              |
| Beste Park Beste attractiepark                                                 | 6      | Blackpool Pleasure Beach                   | Blackpool, Engeland              |
| Beste Park Beste attractiepark                                                 | 6      | Busch Gardens Williamsburg                 | Williamsburg, Virginia           |
| Beste Park Beste attractiepark                                                 | 8      | Universal's Islands of Adventure           | Orlando, Florida                 |
| Beste Park Beste attractiepark                                                 | 9      | Alton Towers                               | Staffordshire, Engeland          |
| Beste Park Beste attractiepark                                                 | 9      | Holiday World & Splashin' Safari           | Santa Claus, Indiana             |
| Beste Park Beste attractiepark                                                 | 9      | Magic Kingdom                              | Orlando, Florida                 |
| Beste Park Beste attractiepark                                                 | 9      | Tokyo DisneySea                            | Tokyo, Japan                     |
| Best Waterpark Beste waterattractiepark                                        | 1      | Schlitterbahn New Braunfels                | New Braunfels, Texas             |
| Best Waterpark Beste waterattractiepark                                        | 2      | Holiday World & Splashin' Safari           | Santa Claus, Indiana             |
| Best Waterpark Beste waterattractiepark                                        | 3      | Dollywood's Splash Country                 | Pigeon Forge, Tennessee          |
| Best Waterpark Beste waterattractiepark                                        | 4      | Aquatica Orlando                           | Orlando, Florida                 |
| Best Waterpark Beste waterattractiepark                                        | 5      | Disney's Typhoon Lagoon                    | Orlando, Florida                 |
| Best Children Park Beste park voor kinderen                                    | 1      | Idlewild and Soak Zone                     | Ligonier, Pennsylvania           |
| Best Children Park Beste park voor kinderen                                    | 2      | Storybook Land                             | Egg Harbor Township, New Jersey  |
| Best Children Park Beste park voor kinderen                                    | 3      | Story Land                                 | Glen, New Hampshire              |
| Best Children Park Beste park voor kinderen                                    | 4      | Legoland Windsor                           | Windsor, Engeland                |
| Best Children Park Beste park voor kinderen                                    | 5      | Legoland California                        | Carlsbad, California             |
| Best Children Park Beste park voor kinderen                                    | 5      | Legoland Florida                           | Winter Haven, Florida            |
| Best Marine Life Park Beste park over het leven uit de zee                     | 1      | SeaWorld Orlando                           | Orlando, Florida                 |
| Best Marine Life Park Beste park over het leven uit de zee                     | 2      | SeaWorld San Diego                         | San Diego, California            |
| Best Marine Life Park Beste park over het leven uit de zee                     | 3      | Discovery Cove                             | Orlando, Florida                 |
| Best Marine Life Park Beste park over het leven uit de zee                     | 4      | SeaWorld San Antonio                       | San Antonio, Texas               |
| Best Marine Life Park Beste park over het leven uit de zee                     | 5      | Six Flags Discovery Kingdom                | Vallejo, California              |
| Best Seaside Park Beste Park aan de kust                                       | 1      | Morey's Piers                              | Wildwood, New Jersey             |
| Best Seaside Park Beste Park aan de kust                                       | 2      | Santa Cruz Beach Boardwalk                 | Santa Cruz, California           |
| Best Seaside Park Beste Park aan de kust                                       | 3      | Blackpool Pleasure Beach                   | Blackpool, Engeland              |
| Best Seaside Park Beste Park aan de kust                                       | 4      | Grona Lund                                 | Stockholm, Zweden                |
| Best Indoor Waterpark Beste overdekte waterpark                                | 1      | Schlitterbahn Galveston Island             | Galveston, Texas                 |
| Best Indoor Waterpark Beste overdekte waterpark                                | 2      | Kalahari Resort Ohio                       | Sandusky, Ohio                   |
| Best Indoor Waterpark Beste overdekte waterpark                                | 3      | Kalahari Resort Wisconsin                  | Wisconsin Dells, Wisconsin       |
| Best Indoor Waterpark Beste overdekte waterpark                                | 4      | World Waterpark                            | Edmonton, Alberta, Canada        |
| Best Indoor Waterpark Beste overdekte waterpark                                | 5      | Splash Landings                            | Staffordshire, Engeland          |
| Best Kids' Area Beste zone voor kinderen                                       | 1      | Kings Island                               | Kings Mills, Ohio                |
| Best Kids' Area Beste zone voor kinderen                                       | 2      | Efteling                                   | Kaatsheuvel, Nederland           |
| Best Kids' Area Beste zone voor kinderen                                       | 3      | Universal's Islands of Adventure           | Orlando, Florida                 |
| Best Kids' Area Beste zone voor kinderen                                       | 4      | Kings Dominion                             | Doswell, Virginia                |
| Best Kids' Area Beste zone voor kinderen                                       | 5      | Blackpool Pleasure Beach                   | Blackpool, Engeland              |
| Best Kids' Area Beste zone voor kinderen                                       | 5      | Nickelodeon Universe                       | Bloomington, Minnesota           |
| Friendliest Park Meest klantvriendelijke park                                  | 1      | Dollywood                                  | Pigeon Forge, Tennessee          |
| Friendliest Park Meest klantvriendelijke park                                  | 2      | Holiday World & Splashin' Safari           | Santa Claus, Indiana             |
| Friendliest Park Meest klantvriendelijke park                                  | 3      | Knoebels Amusement Resort                  | Elysburg, Pennsylvania           |
| Friendliest Park Meest klantvriendelijke park                                  | 4      | Adventure Island                           | Southend-on-Sea, Engeland        |
| Friendliest Park Meest klantvriendelijke park                                  | 5      | Silver Dollar City                         | Branson, Missouri                |
| Cleanest Park Netste park                                                      | 1      | Holiday World & Splashin' Safari           | Santa Claus, Indiana             |
| Cleanest Park Netste park                                                      | 2      | Dollywood                                  | Pigeon Forge, Tennessee          |
| Cleanest Park Netste park                                                      | 3      | Busch Gardens Williamsburg                 | Williamsburg, Virginia           |
| Cleanest Park Netste park                                                      | 4      | Europa-Park                                | Rust, Duitsland                  |
| Cleanest Park Netste park                                                      | 5      | Disneyland                                 | Anaheim, California              |
| Best Halloween Event Beste Halloween Evenement                                 | 1      | Universal Orlando Resort                   | Orlando, Florida                 |
| Best Halloween Event Beste Halloween Evenement                                 | 2      | Knott's Berry Farm                         | Buena Park, California           |
| Best Halloween Event Beste Halloween Evenement                                 | 3      | Knoebels Amusement Resort                  | Elysburg, Pennsylvania           |
| Best Halloween Event Beste Halloween Evenement                                 | 4      | Kennywood                                  | West Mifflin, Pennsylvania       |
| Best Halloween Event Beste Halloween Evenement                                 | 5      | Busch Gardens Tampa Bay                    | Tampa, Florida                   |
| Best Landscaping – Amusement Park Beste landschapsarchitectuur – Attractiepark | 1      | Busch Gardens Williamsburg                 | Williamsburg, Virginia           |
| Best Landscaping – Amusement Park Beste landschapsarchitectuur – Attractiepark | 2      | Gilroy Gardens                             | Gilroy, California               |
| Best Landscaping – Amusement Park Beste landschapsarchitectuur – Attractiepark | 3      | Efteling                                   | Kaatsheuvel, Nederland           |
| Best Landscaping – Amusement Park Beste landschapsarchitectuur – Attractiepark | 4      | Alton Towers                               | Staffordshire, Engeland          |
| Best Landscaping – Amusement Park Beste landschapsarchitectuur – Attractiepark | 5      | Dollywood                                  | Pigeon Forge, Tennessee          |
| Best Food Beste eten                                                           | 1      | Knoebels Amusement Resort                  | Elysburg, Pennsylvania           |
| Best Food Beste eten                                                           | 2      | Dollywood                                  | Pigeon Forge, Tennessee          |
| Best Food Beste eten                                                           | 3      | Epcot                                      | Orlando, Florida                 |
| Best Food Beste eten                                                           | 4      | Silver Dollar City                         | Branson, Missouri                |
| Best Food Beste eten                                                           | 5      | Europa-Park                                | Rust, Duitsland                  |
| Best Shows Beste parkshows                                                     | 1      | Dollywood                                  | Pigeon Forge, Tennessee          |
| Best Shows Beste parkshows                                                     | 2      | Six Flags Fiesta Texas                     | San Antonio, Texas               |
| Best Shows Beste parkshows                                                     | 3      | Silver Dollar City                         | Branson, Missouri                |
| Best Shows Beste parkshows                                                     | 4      | Europa-Park                                | Rust, Duitsland                  |
| Best Shows Beste parkshows                                                     | 5      | Disney California Adventure                | Anaheim, California              |
| Best Outdoor Night Show Production Beste open luchtshow in de avond            | 1      | IllumiNations: Reflections of Earth        | Epcot                            |
| Best Outdoor Night Show Production Beste open luchtshow in de avond            | 2      | World of Color                             | Disney California Adventure      |
| Best Outdoor Night Show Production Beste open luchtshow in de avond            | 3      | Fantasmic!                                 | Disney's Hollywood Studios       |
| Best Outdoor Night Show Production Beste open luchtshow in de avond            | 4      | Fantasmic!                                 | Disneyland                       |
| Best Outdoor Night Show Production Beste open luchtshow in de avond            | 5      | Lone Star Nights                           | Six Flags Fiesta Texas           |
| Best Water Ride Beste waterattractie                                           | 1      | Valhalla                                   | Blackpool Pleasure Beach         |
| Best Water Ride Beste waterattractie                                           | 2      | Dudley Do-Right's Ripsaw Falls             | Universal's Islands of Adventure |
| Best Water Ride Beste waterattractie                                           | 3      | Splash Mountain                            | Magic Kingdom                    |
| Best Water Ride Beste waterattractie                                           | 4      | Mountain Slidewinder                       | Dollywood                        |
| Best Water Ride Beste waterattractie                                           | 5      | Timber Mountain Log Ride                   | Knott's Berry Farm               |
| Best Waterpark Ride Beste waterparkattractie                                   | 1      | Wildebeest                                 | Holiday World & Splashin' Safari |
| Best Waterpark Ride Beste waterparkattractie                                   | 2      | Mammoth                                    | Holiday World & Splashin' Safari |
| Best Waterpark Ride Beste waterparkattractie                                   | 3      | Master Blaster                             | Schlitterbahn                    |
| Best Waterpark Ride Beste waterparkattractie                                   | 4      | The Falls                                  | Schlitterbahn                    |
| Best Waterpark Ride Beste waterparkattractie                                   | 5      | Verrückt                                   | Schlitterbahn Kansas City        |
| Best Dark Ride Beste dark ride                                                 | 1      | Harry Potter and the Forbidden Journey     | Universal's Islands of Adventure |
| Best Dark Ride Beste dark ride                                                 | 2      | Twilight Zone Tower of Terror              | Disney's Hollywood Studios       |
| Best Dark Ride Beste dark ride                                                 | 3      | Harry Potter and the Escape from Gringotts | Universal Studios Florida        |
| Best Dark Ride Beste dark ride                                                 | 4      | The Amazing Adventures of Spider-Man       | Universal's Islands of Adventure |
| Best Dark Ride Beste dark ride                                                 | 5      | Haunted Mansion                            | Knoebels Amusement Resort        |
| Best Carousel Beste draaimolen                                                 | 1      | Knoebels Amusement Resort                  | Elysburg, Pennsylvania           |
| Best Carousel Beste draaimolen                                                 | 2      | Santa Cruz Beach Boardwalk                 | Santa Cruz, California           |
| Best Carousel Beste draaimolen                                                 | 3      | Six Flags Great America                    | Gurnee, Illinois                 |
| Best Carousel Beste draaimolen                                                 | 4      | Efteling                                   | Kaatsheuvel, Nederland           |
| Best Carousel Beste draaimolen                                                 | 4      | Six Flags Over Georgia                     | Austell, Georgia                 |
| Best Indoor Coaster Beste indoorachtbaan                                       | 1      | Revenge of the Mummy: The Ride             | Universal Studios Florida        |
| Best Indoor Coaster Beste indoorachtbaan                                       | 2      | Space Mountain                             | Disneyland                       |
| Best Indoor Coaster Beste indoorachtbaan                                       | 3      | Winja's Fear & Force                       | Phantasialand                    |
| Best Indoor Coaster Beste indoorachtbaan                                       | 4      | Black Diamond (roller coaster)             | Knoebels Amusement Resort        |
| Best Indoor Coaster Beste indoorachtbaan                                       | 5      | Mindbender                                 | Galaxyland                       |
| Best Indoor Coaster Beste indoorachtbaan                                       | 5      | Rock 'n' Roller Coaster Starring Aerosmith | Disney's Hollywood Studios       |
| Best Christmas Event Beste Kerstevenement                                      | 1      | Dollywood                                  | Pigeon Forge, Tennessee          |
| Best Christmas Event Beste Kerstevenement                                      | 2      | Disneyland                                 | Anaheim, California              |
| Best Christmas Event Beste Kerstevenement                                      | 3      | Silver Dollar City                         | Branson, Missouri                |
| Best Christmas Event Beste Kerstevenement                                      | 4      | Magic Kingdom                              | Orlando, Florida                 |
| Best Christmas Event Beste Kerstevenement                                      | 5      | Europa-Park                                | Rust, Duitsland                  |
| Best Funhouse/Walk-Through Attraction Beste Walkthrough-attractie/Funhouse     | 1      | Noah's Ark                                 | Kennywood                        |
| Best Funhouse/Walk-Through Attraction Beste Walkthrough-attractie/Funhouse     | 2      | Ghost Ship                                 | Morey's Piers                    |
| Best Funhouse/Walk-Through Attraction Beste Walkthrough-attractie/Funhouse     | 3      | Gasten Ghost Hotel                         | Liseberg                         |
| Best Funhouse/Walk-Through Attraction Beste Walkthrough-attractie/Funhouse     | 4      | Frankenstein's Castle                      | Indiana Beach                    |
| Best Funhouse/Walk-Through Attraction Beste Walkthrough-attractie/Funhouse     | 5      | Lustiga Huset                              | Grona Lund                       |

### Golden Ticket Awards 2014[9]
| Categorie                                                                      | Plaats | Attractie/Park                             | Park/Land                        |
| ------------------------------------------------------------------------------ | ------ | ------------------------------------------ | -------------------------------- |
| Best New Ride (Amusement Park) Beste nieuwe attractie (Attractiepark)          | 1      | Flying Turns                               | Knoebels Amusement Resort        |
| Best New Ride (Amusement Park) Beste nieuwe attractie (Attractiepark)          | 2      | Banshee                                    | Kings Island                     |
| Best New Ride (Amusement Park) Beste nieuwe attractie (Attractiepark)          | 3      | Goliath                                    | Six Flags Great America          |
| Best New Ride (Amusement Park) Beste nieuwe attractie (Attractiepark)          | 4      | Harry Potter and the Escape from Gringotts | Universal Studios Florida        |
| Best New Ride (Amusement Park) Beste nieuwe attractie (Attractiepark)          | 5      | Lightning Run                              | Kentucky Kingdom                 |
| Best New Ride (Waterpark) Beste nieuwe attractie (Waterpark)                   | 1      | Verrückt                                   | Schlitterbahn Kansas City        |
| Best New Ride (Waterpark) Beste nieuwe attractie (Waterpark)                   | 2      | Colossal Curl                              | Water Country USA                |
| Best New Ride (Waterpark) Beste nieuwe attractie (Waterpark)                   | 3      | Bahama Blasters                            | Six Flags Fiesta Texas           |
| Best New Ride (Waterpark) Beste nieuwe attractie (Waterpark)                   | 4      | Deep Water Dive                            | Kentucky Kingdom                 |
| Best New Ride (Waterpark) Beste nieuwe attractie (Waterpark)                   | 5      | Snake Pit                                  | Dorney Park & Wildwater Kingdom  |
| Beste Park Beste attractiepark                                                 | 1      | Europa-Park                                | Rust, Duitsland                  |
| Beste Park Beste attractiepark                                                 | 2      | Cedar Point                                | Sandusky, Ohio                   |
| Beste Park Beste attractiepark                                                 | 3      | Dollywood                                  | Pigeon Forge, Tennessee          |
| Beste Park Beste attractiepark                                                 | 4      | Knoebels Amusement Resort                  | Elysburg, Pennsylvania           |
| Beste Park Beste attractiepark                                                 | 5      | Disneyland                                 | Anaheim, California              |
| Beste Park Beste attractiepark                                                 | 6      | Universal's Islands of Adventure           | Orlando, Florida                 |
| Beste Park Beste attractiepark                                                 | 7      | Magic Kingdom                              | Orlando, Florida                 |
| Beste Park Beste attractiepark                                                 | 7      | Tokyo DisneySea                            | Tokyo, Japan                     |
| Beste Park Beste attractiepark                                                 | 9      | Busch Gardens Williamsburg                 | Williamsburg, Virginia           |
| Beste Park Beste attractiepark                                                 | 10     | Holiday World & Splashin' Safari           | Santa Claus, Indiana             |
| Best Waterpark Beste waterattractiepark                                        | 1      | Schlitterbahn New Braunfels                | New Braunfels, Texas             |
| Best Waterpark Beste waterattractiepark                                        | 2      | Holiday World & Splashin' Safari           | Santa Claus, Indiana             |
| Best Waterpark Beste waterattractiepark                                        | 3      | Dollywood's Splash Country                 | Pigeon Forge, Tennessee          |
| Best Waterpark Beste waterattractiepark                                        | 4      | Disney's Blizzard Beach                    | Orlando, Florida                 |
| Best Waterpark Beste waterattractiepark                                        | 5      | Disney's Typhoon Lagoon                    | Orlando, Florida                 |
| Best Children Park Beste park voor kinderen                                    | 1      | Idlewild and Soak Zone                     | Ligonier, Pennsylvania           |
| Best Children Park Beste park voor kinderen                                    | 2      | Story Land                                 | Glen, New Hampshire              |
| Best Children Park Beste park voor kinderen                                    | 3      | Legoland California                        | Carlsbad, California             |
| Best Children Park Beste park voor kinderen                                    | 4      | Legoland Florida                           | Winter Haven, Florida            |
| Best Children Park Beste park voor kinderen                                    | 5      | Enchanted Forest                           | Turner, Oregon                   |
| Best Children Park Beste park voor kinderen                                    | 5      | Santa's Village                            | Jefferson, New Hampshire         |
| Best Marine Life Park Beste park over het leven uit de zee                     | 1      | SeaWorld Orlando                           | Orlando, Florida                 |
| Best Marine Life Park Beste park over het leven uit de zee                     | 2      | SeaWorld San Diego                         | San Diego, California            |
| Best Marine Life Park Beste park over het leven uit de zee                     | 3      | Discovery Cove                             | Orlando, Florida                 |
| Best Marine Life Park Beste park over het leven uit de zee                     | 4      | Six Flags Discovery Kingdom                | Vallejo, California              |
| Best Marine Life Park Beste park over het leven uit de zee                     | 5      | SeaWorld San Antonio                       | San Antonio, Texas               |
| Best Seaside Park Beste Park aan de kust                                       | 1      | Santa Cruz Beach Boardwalk                 | Santa Cruz, California           |
| Best Seaside Park Beste Park aan de kust                                       | 2      | Blackpool Pleasure Beach                   | Blackpool, Engeland              |
| Best Seaside Park Beste Park aan de kust                                       | 3      | Grona Lund                                 | Stockholm, Zweden                |
| Best Seaside Park Beste Park aan de kust                                       | 4      | Morey's Piers                              | Wildwood, New Jersey             |
| Best Seaside Park Beste Park aan de kust                                       | 5      | Belmont Park                               | San Diego, California            |
| Best Indoor Waterpark Beste overdekte waterpark                                | 1      | Schlitterbahn Galveston Island             | Galveston, Texas                 |
| Best Indoor Waterpark Beste overdekte waterpark                                | 2      | Kalahari Resort                            | Sandusky, Ohio                   |
| Best Indoor Waterpark Beste overdekte waterpark                                | 3      | World Waterpark                            | Edmonton, Alberta, Canada        |
| Best Indoor Waterpark Beste overdekte waterpark                                | 4      | Kalahari Resort                            | Wisconsin Dells, Wisconsin       |
| Best Indoor Waterpark Beste overdekte waterpark                                | 5      | Splash Landings                            | Stafforshire, Engeland           |
| Best Kids' Area Beste zone voor kinderen                                       | 1      | Kings Island                               | Kings Mills, Ohio                |
| Best Kids' Area Beste zone voor kinderen                                       | 2      | Efteling                                   | Kaatsheuvel, Nederland           |
| Best Kids' Area Beste zone voor kinderen                                       | 3      | Knott's Berry Farm                         | Buena Park, California           |
| Best Kids' Area Beste zone voor kinderen                                       | 4      | Universal's Islands of Adventure           | Orlando, Florida                 |
| Best Kids' Area Beste zone voor kinderen                                       | 5      | Nickelodeon Universe                       | Bloomington, Minnesota           |
| Friendliest Park Meest klantvriendelijke park                                  | 1      | Dollywood                                  | Pigeon Forge, Tennessee          |
| Friendliest Park Meest klantvriendelijke park                                  | 2      | Holiday World & Splashin' Safari           | Santa Claus, Indiana             |
| Friendliest Park Meest klantvriendelijke park                                  | 3      | Silver Dollar City                         | Branson, Missouri                |
| Friendliest Park Meest klantvriendelijke park                                  | 4      | Knoebels Amusement Resort                  | Elysburg, Pennsylvania           |
| Friendliest Park Meest klantvriendelijke park                                  | 5      | Disneyland                                 | Anaheim, California              |
| Cleanest Park Netste park                                                      | 1      | Holiday World & Splashin' Safari           | Santa Claus, Indiana             |
| Cleanest Park Netste park                                                      | 2      | Dollywood                                  | Pigeon Forge, Tennessee          |
| Cleanest Park Netste park                                                      | 3      | Disneyland                                 | Anaheim, California              |
| Cleanest Park Netste park                                                      | 4      | Europa-Park                                | Rust, Duitsland                  |
| Cleanest Park Netste park                                                      | 5      | Busch Gardens Williamsburg                 | Williamsburg, Virginia           |
| Best Halloween Event Beste Halloween Evenement                                 | 1      | Universal Orlando Resort                   | Orlando, Florida                 |
| Best Halloween Event Beste Halloween Evenement                                 | 2      | Knott's Berry Farm                         | Buena Park, California           |
| Best Halloween Event Beste Halloween Evenement                                 | 3      | Knoebels Amusement Resort                  | Elysburg, Pennsylvania           |
| Best Halloween Event Beste Halloween Evenement                                 | 4      | Kennywood                                  | West Mifflin, Pennsylvania       |
| Best Halloween Event Beste Halloween Evenement                                 | 5      | Cedar Point                                | Sandusky, Ohio                   |
| Best Landscaping – Amusement Park Beste landschapsarchitectuur – Attractiepark | 1      | Busch Gardens Williamsburg                 | Williamsburg, Virginia           |
| Best Landscaping – Amusement Park Beste landschapsarchitectuur – Attractiepark | 2      | Gilroy Gardens                             | Gilroy, California               |
| Best Landscaping – Amusement Park Beste landschapsarchitectuur – Attractiepark | 3      | Efteling                                   | Kaatsheuvel, Nederland           |
| Best Landscaping – Amusement Park Beste landschapsarchitectuur – Attractiepark | 4      | Dollywood                                  | Pigeon Forge, Tennessee          |
| Best Landscaping – Amusement Park Beste landschapsarchitectuur – Attractiepark | 5      | Epcot                                      | Orlando, Florida                 |
| Best Food Beste eten                                                           | 1      | Dollywood                                  | Pigeon Forge, Tennessee          |
| Best Food Beste eten                                                           | 2      | Knoebels Amusement Resort                  | Elysburg, Pennsylvania           |
| Best Food Beste eten                                                           | 3      | Epcot                                      | Orlando, Florida                 |
| Best Food Beste eten                                                           | 4      | Silver Dollar City                         | Branson, Missouri                |
| Best Food Beste eten                                                           | 5      | Europa-Park                                | Rust, Duitsland                  |
| Best Shows Beste parkshows                                                     | 1      | Dollywood                                  | Pigeon Forge, Tennessee          |
| Best Shows Beste parkshows                                                     | 2      | Six Flags Fiesta Texas                     | San Antonio, Texas               |
| Best Shows Beste parkshows                                                     | 3      | Europa-Park                                | Rust, Duitsland                  |
| Best Shows Beste parkshows                                                     | 4      | Silver Dollar City                         | Branson, Missouri                |
| Best Shows Beste parkshows                                                     | 5      | Disney California Adventure                | Anaheim, California              |
| Best Outdoor Night Show Production Beste openluchtshow in de avond             | 1      | IllumiNations: Reflections of Earth        | Epcot                            |
| Best Outdoor Night Show Production Beste openluchtshow in de avond             | 2      | World of Color                             | Disney California Adventure      |
| Best Outdoor Night Show Production Beste openluchtshow in de avond             | 3      | Fantasmic!                                 | Disneyland                       |
| Best Outdoor Night Show Production Beste openluchtshow in de avond             | 4      | Lone Star Nights                           | Six Flags Fiesta Texas           |
| Best Outdoor Night Show Production Beste openluchtshow in de avond             | 5      | Fantasmic!                                 | Disney's Hollywood Studios       |
| Best Water Ride Beste waterattractie                                           | 1      | Dudley Do-Right's Ripsaw Falls             | Universal's Islands of Adventure |
| Best Water Ride Beste waterattractie                                           | 2      | Valhalla                                   | Blackpool Pleasure Beach         |
| Best Water Ride Beste waterattractie                                           | 3      | Splash Mountain                            | Disneyland                       |
| Best Water Ride Beste waterattractie                                           | 4      | Timber Mountain Log Ride                   | Knott's Berry Farm               |
| Best Water Ride Beste waterattractie                                           | 5      | Mountain Slidewinder                       | Dollywood                        |
| Best Waterpark Ride Beste waterparkattractie                                   | 1      | Wildebeest                                 | Holiday World & Splashin' Safari |
| Best Waterpark Ride Beste waterparkattractie                                   | 2      | Master Blaster                             | Schlitterbahn                    |
| Best Waterpark Ride Beste waterparkattractie                                   | 3      | Mammoth                                    | Holiday World & Splashin' Safari |
| Best Waterpark Ride Beste waterparkattractie                                   | 4      | The Falls                                  | Schlitterbahn                    |
| Best Waterpark Ride Beste waterparkattractie                                   | 5      | Congo River Expedition                     | Schlitterbahn                    |
| Best Waterpark Ride Beste waterparkattractie                                   | 5      | Verrückt                                   | Schlitterbahn Kansas City        |
| Best Dark Ride Beste dark ride                                                 | 1      | Harry Potter and the Forbidden Journey     | Universal's Islands of Adventure |
| Best Dark Ride Beste dark ride                                                 | 2      | Twilight Zone Tower of Terror              | Disney's Hollywood Studios       |
| Best Dark Ride Beste dark ride                                                 | 3      | Radiator Springs Racers                    | Disney California Adventure      |
| Best Dark Ride Beste dark ride                                                 | 4      | The Amazing Adventures of Spider-Man       | Universal's Islands of Adventure |
| Best Dark Ride Beste dark ride                                                 | 4      | Haunted Mansion                            | Knoebels Amusement Resort        |
| Best Carousel Beste draaimolen                                                 | 1      | Knoebels Amusement Resort                  | Elysburg, Pennsylvania           |
| Best Carousel Beste draaimolen                                                 | 2      | Santa Cruz Beach Boardwalk                 | Santa Cruz, California           |
| Best Carousel Beste draaimolen                                                 | 3      | Six Flags Great America                    | Gurnee, Illinois                 |
| Best Carousel Beste draaimolen                                                 | 4      | Kennywood                                  | West Mifflin, Pennsylvania       |
| Best Carousel Beste draaimolen                                                 | 5      | Phantasialand                              | Bruhl, Germany                   |
| Best Indoor Coaster Beste indoorachtbaan                                       | 1      | Revenge of the Mummy                       | Universal Studios Florida        |
| Best Indoor Coaster Beste indoorachtbaan                                       | 2      | Space Mountain                             | Disneyland                       |
| Best Indoor Coaster Beste indoorachtbaan                                       | 3      | Winja's Fear & Force                       | Phantasialand                    |
| Best Indoor Coaster Beste indoorachtbaan                                       | 4      | Black Diamond                              | Knoebels Amusement Resort        |
| Best Indoor Coaster Beste indoorachtbaan                                       | 5      | Mindbender                                 | Galaxyland                       |
| Best Christmas Event Beste Kerstevenement                                      | 1      | Dollywood                                  | Pigeon Forge, Tennessee          |
| Best Christmas Event Beste Kerstevenement                                      | 2      | Disneyland                                 | Anaheim, California              |
| Best Christmas Event Beste Kerstevenement                                      | 3      | Silver Dollar City                         | Branson, Missouri                |
| Best Christmas Event Beste Kerstevenement                                      | 4      | Magic Kingdom                              | Orlando, Florida                 |
| Best Christmas Event Beste Kerstevenement                                      | 5      | Kennywood                                  | West Mifflin, Pennsylvania       |
| Best Funhouse/Walk-Through Attraction Beste Walkthrough-attractie/Funhouse     | 1      | Noah's Ark                                 | Kennywood                        |
| Best Funhouse/Walk-Through Attraction Beste Walkthrough-attractie/Funhouse     | 2      | Frankenstein's Castle                      | Indiana Beach                    |
| Best Funhouse/Walk-Through Attraction Beste Walkthrough-attractie/Funhouse     | 3      | Gasten Ghost Hotel                         | Liseberg                         |
| Best Funhouse/Walk-Through Attraction Beste Walkthrough-attractie/Funhouse     | 4      | Ghost Ship                                 | Morey's Piers                    |
| Best Funhouse/Walk-Through Attraction Beste Walkthrough-attractie/Funhouse     | 5      | Lustiga Juset                              | Grona Lund                       |

### Golden Ticket Awards 2013[10]
| Categorie                                                                      | Plaats | Attractie/Park                                       | Park/Land                        |
| ------------------------------------------------------------------------------ | ------ | ---------------------------------------------------- | -------------------------------- |
| Best New Ride (Amusement Park) Beste nieuwe attractie (Attractiepark)          | 1      | Outlaw Run                                           | Silver Dollar City               |
| Best New Ride (Amusement Park) Beste nieuwe attractie (Attractiepark)          | 2      | Iron Rattler                                         | Six Flags Fiesta Texas           |
| Best New Ride (Amusement Park) Beste nieuwe attractie (Attractiepark)          | 3      | GateKeeper                                           | Cedar Point                      |
| Best New Ride (Amusement Park) Beste nieuwe attractie (Attractiepark)          | 4      | Gold Striker                                         | California's Great America       |
| Best New Ride (Amusement Park) Beste nieuwe attractie (Attractiepark)          | 5      | Transformers: The Ride                               | Universal Studios Florida        |
| Best New Ride (Waterpark) Beste nieuwe attractie (Waterpark)                   | 1      | RiverRush                                            | Dollywood's Splash Country       |
| Best New Ride (Waterpark) Beste nieuwe attractie (Waterpark)                   | 2      | Bonzai Pipelines                                     | Six Flags New Engeland           |
| Best New Ride (Waterpark) Beste nieuwe attractie (Waterpark)                   | 3      | Constrictor                                          | Wet 'n' Wild Las Vegas           |
| Best New Ride (Waterpark) Beste nieuwe attractie (Waterpark)                   | 4      | Bonzai Pipelines                                     | Six Flags America                |
| Best New Ride (Waterpark) Beste nieuwe attractie (Waterpark)                   | 5      | Bootlegger's Run                                     | Splish Splash                    |
| Beste Park Beste attractiepark                                                 | 1      | Cedar Point                                          | Sandusky, Ohio                   |
| Beste Park Beste attractiepark                                                 | 2      | Europa-Park                                          | Rust, Duitsland                  |
| Beste Park Beste attractiepark                                                 | 3      | Knoebels Amusement Resort                            | Elysburg, Pennsylvania           |
| Beste Park Beste attractiepark                                                 | 4      | Dollywood                                            | Pigeon Forge, Tennessee          |
| Beste Park Beste attractiepark                                                 | 5      | Disneyland                                           | Anaheim, California              |
| Beste Park Beste attractiepark                                                 | 6      | Tokyo DisneySea                                      | Tokyo, Japan                     |
| Beste Park Beste attractiepark                                                 | 7      | Busch Gardens Williamsburg                           | Williamsburg, Virginia           |
| Beste Park Beste attractiepark                                                 | 7      | Universal's Islands of Adventure                     | Orlando, Florida                 |
| Beste Park Beste attractiepark                                                 | 9      | Magic Kingdom                                        | Orlando, Florida                 |
| Beste Park Beste attractiepark                                                 | 10     | Silver Dollar City                                   | Branson, Missouri                |
| Best Waterpark Beste waterattractiepark                                        | 1      | Schlitterbahn                                        | New Braunfels, Texas             |
| Best Waterpark Beste waterattractiepark                                        | 2      | Holiday World & Splashin' Safari                     | Santa Claus, Indiana             |
| Best Waterpark Beste waterattractiepark                                        | 3      | Aquatica Orlando                                     | Orlando, Florida                 |
| Best Waterpark Beste waterattractiepark                                        | 4      | Dollywood's Splash Country                           | Pigeon Forge, Tennessee          |
| Best Waterpark Beste waterattractiepark                                        | 4      | Noah's Ark                                           | Wisconsin Dells, Wisconsin       |
| Best Children Park Beste park voor kinderen                                    | 1      | Idlewild and Soak Zone                               | Ligonier, Pennsylvania           |
| Best Children Park Beste park voor kinderen                                    | 2      | Legoland California                                  | Carlsbad, California             |
| Best Children Park Beste park voor kinderen                                    | 3      | Legoland Florida                                     | Winter Haven, Florida            |
| Best Children Park Beste park voor kinderen                                    | 4      | Dutch Wonderland                                     | Lancaster, Pennsylvania          |
| Best Children Park Beste park voor kinderen                                    | 4      | Story Land                                           | Glen, New Hampshire              |
| Best Marine Life Park Beste park over het leven uit de zee                     | 1      | SeaWorld Orlando                                     | Orlando, Florida                 |
| Best Marine Life Park Beste park over het leven uit de zee                     | 2      | SeaWorld San Diego                                   | San Diego, California            |
| Best Marine Life Park Beste park over het leven uit de zee                     | 3      | SeaWorld San Antonio                                 | San Antonio, Texas               |
| Best Marine Life Park Beste park over het leven uit de zee                     | 4      | Discovery Cove                                       | Orlando, Florida                 |
| Best Marine Life Park Beste park over het leven uit de zee                     | 5      | Ocean Park                                           | Hong Kong, China                 |
| Best Marine Life Park Beste park over het leven uit de zee                     | 5      | Six Flags Discovery Kingdom                          | Vallejo, California              |
| Best Seaside Park Beste Park aan de kust                                       | 1      | Santa Cruz Beach Boardwalk                           | Santa Cruz, California           |
| Best Seaside Park Beste Park aan de kust                                       | 2      | Blackpool Pleasure Beach                             | Blackpool, Engeland              |
| Best Seaside Park Beste Park aan de kust                                       | 3      | Morey's Piers                                        | Wildwood, New Jersey             |
| Best Seaside Park Beste Park aan de kust                                       | 4      | Grona Lund                                           | Stockholm, Zweden                |
| Best Seaside Park Beste Park aan de kust                                       | 5      | Galveston Island Historic Pleasure Pier              | Galveston, Texas                 |
| Best Indoor Waterpark Beste overdekte waterpark                                | 1      | Schlitterbahn Galveston Island                       | Galveston, Texas                 |
| Best Indoor Waterpark Beste overdekte waterpark                                | 2      | Kalahari Resort                                      | Sandusky, Ohio                   |
| Best Indoor Waterpark Beste overdekte waterpark                                | 3      | Kalahari Resort                                      | Wisconsin Dells, Wisconsin       |
| Best Indoor Waterpark Beste overdekte waterpark                                | 4      | World Waterpark                                      | Edmonton, Alberta, Canada        |
| Best Indoor Waterpark Beste overdekte waterpark                                | 5      | Splash Landings                                      | Staffordshire, Engeland          |
| Best Kids' Area Beste zone voor kinderen                                       | 1      | Kings Island                                         | Kings Mills, Ohio                |
| Best Kids' Area Beste zone voor kinderen                                       | 2      | Universal's Islands of Adventure                     | Orlando, Florida                 |
| Best Kids' Area Beste zone voor kinderen                                       | 3      | Nickelodeon Universe                                 | Bloomington, Minnesota           |
| Best Kids' Area Beste zone voor kinderen                                       | 4      | Efteling                                             | Kaatsheuvel, Nederland           |
| Best Kids' Area Beste zone voor kinderen                                       | 5      | Cedar Point                                          | Sandusky, Ohio                   |
| Best Kids' Area Beste zone voor kinderen                                       | 5      | Kings Dominion                                       | Doswell, Virginia                |
| Friendliest Park Meest klantvriendelijke park                                  | 1      | Dollywood                                            | Pigeon Forge, Tennessee          |
| Friendliest Park Meest klantvriendelijke park                                  | 2      | Holiday World & Splashin' Safari                     | Santa Claus, Indiana             |
| Friendliest Park Meest klantvriendelijke park                                  | 3      | Silver Dollar City                                   | Branson, Missouri                |
| Friendliest Park Meest klantvriendelijke park                                  | 4      | Knoebel's Amusement Resort                           | Elysburg, Pennsylvania           |
| Friendliest Park Meest klantvriendelijke park                                  | 5      | Six Flags New Engeland                               | Agawam, Massachusetts            |
| Cleanest Park Netste park                                                      | 1      | Holiday World & Splashin' Safari                     | Santa Claus, Indiana             |
| Cleanest Park Netste park                                                      | 2      | Dollywood                                            | Pigeon Forge, Tennessee          |
| Cleanest Park Netste park                                                      | 3      | Disneyland                                           | Anaheim, California              |
| Cleanest Park Netste park                                                      | 4      | Busch Gardens Williamsburg                           | Williamsburg, Virginia           |
| Cleanest Park Netste park                                                      | 5      | Silver Dollar City                                   | Branson, Missouri                |
| Best Halloween Event Beste Halloween Evenement                                 | 1      | Universal Studios Florida                            | Orlando, Florida                 |
| Best Halloween Event Beste Halloween Evenement                                 | 2      | Knott's Berry Farm                                   | Buena Park, California           |
| Best Halloween Event Beste Halloween Evenement                                 | 3      | Knoebel's Amusement Resort                           | Elysburg, Pennsylvania           |
| Best Halloween Event Beste Halloween Evenement                                 | 4      | Kennywood                                            | West Mifflin, Pennsylvania       |
| Best Halloween Event Beste Halloween Evenement                                 | 5      | Cedar Point                                          | Sandusky, Ohio                   |
| Best Landscaping – Amusement Park Beste landschapsarchitectuur – Attractiepark | 1      | Busch Gardens Williamsburg                           | Williamsburg, Virginia           |
| Best Landscaping – Amusement Park Beste landschapsarchitectuur – Attractiepark | 2      | Gilroy Gardens                                       | Gilroy, California               |
| Best Landscaping – Amusement Park Beste landschapsarchitectuur – Attractiepark | 3      | Efteling                                             | Kaatsheuvel, Nederland           |
| Best Landscaping – Amusement Park Beste landschapsarchitectuur – Attractiepark | 4      | Tivoli Gardens                                       | Copenhagen, Denmark              |
| Best Landscaping – Amusement Park Beste landschapsarchitectuur – Attractiepark | 5      | Dollywood                                            | Pigeon Forge, Tennessee          |
| Best Food Beste eten                                                           | 1      | Dollywood                                            | Pigeon Forge, Tennessee          |
| Best Food Beste eten                                                           | 1      | Knoebel's Amusement Resort                           | Elysburg, Pennsylvania           |
| Best Food Beste eten                                                           | 3      | Epcot                                                | Orlando, Florida                 |
| Best Food Beste eten                                                           | 4      | Silver Dollar City                                   | Branson, Missouri                |
| Best Food Beste eten                                                           | 5      | Tivoli Gardens                                       | Copenhagen, Denmark              |
| Best Shows Beste parkshows                                                     | 1      | Dollywood                                            | Pigeon Forge, Tennessee          |
| Best Shows Beste parkshows                                                     | 2      | Six Flags Fiesta Texas                               | San Antonio, Texas               |
| Best Shows Beste parkshows                                                     | 3      | Disney's Hollywood Studios                           | Orlando, Florida                 |
| Best Shows Beste parkshows                                                     | 4      | Europa-Park                                          | Rust, Duitsland                  |
| Best Shows Beste parkshows                                                     | 4      | SeaWorld Orlando                                     | Orlando, Florida                 |
| Best Shows Beste parkshows                                                     | 4      | Silver Dollar City                                   | Branson, Missouri                |
| Best Outdoor Night Show Production Beste open luchtshow in de avond            | 1      | Epcot                                                | Orlando, Florida                 |
| Best Outdoor Night Show Production Beste open luchtshow in de avond            | 2      | Disney California Adventure                          | Anaheim, California              |
| Best Outdoor Night Show Production Beste open luchtshow in de avond            | 3      | Six Flags Fiesta Texas                               | San Antonio, Texas               |
| Best Outdoor Night Show Production Beste open luchtshow in de avond            | 4      | Disney's Hollywood Studios                           | Orlando, Florida                 |
| Best Outdoor Night Show Production Beste open luchtshow in de avond            | 5      | Disneyland                                           | Anaheim, California              |
| Best Water Ride Beste waterattractie                                           | 1      | Dudley Do-Right's Ripsaw Falls                       | Universal's Islands of Adventure |
| Best Water Ride Beste waterattractie                                           | 2      | Splash Mountain                                      | Magic Kingdom                    |
| Best Water Ride Beste waterattractie                                           | 3      | Timber Mountain Log Ride                             | Knott's Berry Farm               |
| Best Water Ride Beste waterattractie                                           | 4      | Valhalla                                             | Blackpool Pleasure Beach         |
| Best Water Ride Beste waterattractie                                           | 5      | Mountain Slidewinder                                 | Dollywood                        |
| Best Waterpark Ride Beste waterparkattractie                                   | 1      | Wildebeest                                           | Holiday World & Splashin' Safari |
| Best Waterpark Ride Beste waterparkattractie                                   | 2      | Master Blaster                                       | Schlitterbahn                    |
| Best Waterpark Ride Beste waterparkattractie                                   | 3      | Mammoth                                              | Holiday World & Splashin' Safari |
| Best Waterpark Ride Beste waterparkattractie                                   | 4      | The Falls                                            | Schlitterbahn                    |
| Best Waterpark Ride Beste waterparkattractie                                   | 5      | Congo River Expedition                               | Schlitterbahn                    |
| Best Dark Ride Beste dark ride                                                 | 1      | Harry Potter and the Forbidden Journey               | Universal's Islands of Adventure |
| Best Dark Ride Beste dark ride                                                 | 2      | The Amazing Adventures of Spider-Man                 | Universal's Islands of Adventure |
| Best Dark Ride Beste dark ride                                                 | 3      | Twilight Zone Tower of Terror                        | Disney's Hollywood Studios       |
| Best Dark Ride Beste dark ride                                                 | 4      | Haunted Mansion                                      | Knoebel's Amusement Resort       |
| Best Dark Ride Beste dark ride                                                 | 5      | Indiana Jones Adventure: Temple of the Forbidden Eye | Disneyland                       |
| Best Dark Ride Beste dark ride                                                 | 5      | Pirates of the Caribbean                             | Disneyland                       |
| Best Carousel Beste draaimolen                                                 | 1      | Knoebels Amusement Resort                            | Elysburg, Pennsylvania           |
| Best Carousel Beste draaimolen                                                 | 2      | Santa Cruz Beach Boardwalk                           | Santa Cruz, California           |
| Best Carousel Beste draaimolen                                                 | 3      | Six Flags Great America                              | Gurnee, Illinois                 |
| Best Carousel Beste draaimolen                                                 | 4      | Six Flags Over Georgia                               | Austell, Georgia                 |
| Best Carousel Beste draaimolen                                                 | 5      | Universal's Islands of Adventure                     | Orlando, Florida                 |
| Best Indoor Coaster Beste indoorachtbaan                                       | 1      | Revenge of the Mummy: The Ride                       | Universal Studios Florida        |
| Best Indoor Coaster Beste indoorachtbaan                                       | 2      | Space Mountain                                       | Disneyland                       |
| Best Indoor Coaster Beste indoorachtbaan                                       | 3      | Winja's Fear & Force                                 | Phantasialand                    |
| Best Indoor Coaster Beste indoorachtbaan                                       | 4      | Mindbender                                           | Galaxyland                       |
| Best Indoor Coaster Beste indoorachtbaan                                       | 4      | Rock 'n' Roller Coaster Starring Aerosmith           | Disney's Hollywood Studios       |
| Best Christmas Event Beste Kerstevenement                                      | 1      | Dollywood                                            | Pigeon Forge, Tennessee          |
| Best Christmas Event Beste Kerstevenement                                      | 2      | Silver Dollar City                                   | Branson, Missouri                |
| Best Christmas Event Beste Kerstevenement                                      | 3      | Disneyland                                           | Anaheim, California              |
| Best Christmas Event Beste Kerstevenement                                      | 4      | Magic Kingdom                                        | Orlando, Florida                 |
| Best Christmas Event Beste Kerstevenement                                      | 5      | Kennywood                                            | West Mifflin, Pennsylvania       |
| Best Funhouse/Walk-Through Attraction Beste Walkthrough-attractie/Funhouse     | 1      | Noah's Ark                                           | Kennywood                        |
| Best Funhouse/Walk-Through Attraction Beste Walkthrough-attractie/Funhouse     | 2      | Frankenstein's Castle                                | Indiana Beach                    |
| Best Funhouse/Walk-Through Attraction Beste Walkthrough-attractie/Funhouse     | 3      | Gasten Ghost Hotel                                   | Liseberg                         |
| Best Funhouse/Walk-Through Attraction Beste Walkthrough-attractie/Funhouse     | 4      | Lustiga Huset                                        | Grona Lund                       |
| Best Funhouse/Walk-Through Attraction Beste Walkthrough-attractie/Funhouse     | 5      | Ghost Ship                                           | Morey's Piers                    |

### Golden Ticket Awards 2012[11]
| Categorie                                                                      | Plaats | Attractie/Park                                       | Park/Land                        |
| ------------------------------------------------------------------------------ | ------ | ---------------------------------------------------- | -------------------------------- |
| Best New Ride (Amusement Park) Beste nieuwe attractie (attractiepark)          | 1      | Wild Eagle                                           | Dollywood                        |
| Best New Ride (Amusement Park) Beste nieuwe attractie (attractiepark)          | 2      | Radiator Springs Racers                              | Disney California Adventure      |
| Best New Ride (Amusement Park) Beste nieuwe attractie (attractiepark)          | 3      | Leviathan                                            | Canada's Wonderland              |
| Best New Ride (Amusement Park) Beste nieuwe attractie (attractiepark)          | 4      | Verbolten                                            | Busch Gardens Williamsburg       |
| Best New Ride (Amusement Park) Beste nieuwe attractie (attractiepark)          | 5      | OzIris                                               | Parc Astérix                     |
| Best New Ride (Amusement Park) Beste nieuwe attractie (attractiepark)          | 5      | Skyrush                                              | Hersheypark                      |
| Best New Ride (Waterpark) Beste nieuwe attractie (Waterpark)                   | 1      | Mammoth                                              | Holiday World & Splashin' Safari |
| Best New Ride (Waterpark) Beste nieuwe attractie (Waterpark)                   | 2      | King Kaw Rapids River                                | Schlitterbahn Kansas City        |
| Best New Ride (Waterpark) Beste nieuwe attractie (Waterpark)                   | 3      | King Cobra                                           | Six Flags Great Adventure        |
| Best New Ride (Waterpark) Beste nieuwe attractie (Waterpark)                   | 4      | The Lost City                                        | Mt. Olympus Water & Theme Park   |
| Best New Ride (Waterpark) Beste nieuwe attractie (Waterpark)                   | 4      | Walhalla Wave                                        | Aquatica San Antonio             |
| Beste Park Beste attractiepark                                                 | 1      | Cedar Point                                          | Sandusky, Ohio                   |
| Beste Park Beste attractiepark                                                 | 2      | Europa-Park                                          | Rust, Duitsland                  |
| Beste Park Beste attractiepark                                                 | 3      | Dollywood                                            | Pigeon Forge, Tennessee          |
| Beste Park Beste attractiepark                                                 | 4      | Knoebels Amusement Resort                            | Elysburg, Pennsylvania           |
| Beste Park Beste attractiepark                                                 | 5      | Disneyland                                           | Anaheim, California              |
| Beste Park Beste attractiepark                                                 | 6      | Busch Gardens Williamsburg                           | Williamsburg, Virginia           |
| Beste Park Beste attractiepark                                                 | 7      | Magic Kingdom                                        | Orlando, Florida                 |
| Beste Park Beste attractiepark                                                 | 7      | Universal's Islands of Adventure                     | Orlando, Florida                 |
| Beste Park Beste attractiepark                                                 | 9      | Tokyo DisneySea                                      | Tokyo, Japan                     |
| Beste Park Beste attractiepark                                                 | 10     | Blackpool Pleasure Beach                             | Blackpool, Engeland              |
| Best Waterpark Beste waterattractiepark                                        | 1      | Schlitterbahn                                        | New Braunfels, Texas             |
| Best Waterpark Beste waterattractiepark                                        | 2      | Holiday World & Splashin' Safari                     | Santa Claus, Indiana             |
| Best Waterpark Beste waterattractiepark                                        | 3      | Disney's Blizzard Beach                              | Orlando, Florida                 |
| Best Waterpark Beste waterattractiepark                                        | 4      | Dollywood's Splash Country                           | Pigeon Forge, Tennessee          |
| Best Waterpark Beste waterattractiepark                                        | 5      | Aquatica Orlando                                     | Orlando, Florida                 |
| Best Waterpark Beste waterattractiepark                                        | 5      | Noah's Ark                                           | Wisconsin Dells, Wisconsin       |
| Best Children Park Beste park voor kinderen                                    | 1      | Idlewild and Soak Zone                               | Ligonier, Pennsylvania           |
| Best Children Park Beste park voor kinderen                                    | 2      | Legoland California                                  | Carlsbad, California             |
| Best Children Park Beste park voor kinderen                                    | 3      | Farup Sommerland                                     | Saltum, Denmark                  |
| Best Children Park Beste park voor kinderen                                    | 4      | Legoland Florida                                     | Winter Haven, Florida            |
| Best Children Park Beste park voor kinderen                                    | 5      | Sesame Place                                         | Langhorne, Pennsylvania          |
| Best Marine Life Park Beste park over het leven uit de zee                     | 1      | SeaWorld Orlando                                     | Orlando, Florida                 |
| Best Marine Life Park Beste park over het leven uit de zee                     | 2      | SeaWorld San Diego                                   | San Diego, California            |
| Best Marine Life Park Beste park over het leven uit de zee                     | 3      | SeaWorld San Antonio                                 | San Antonio, Texas               |
| Best Marine Life Park Beste park over het leven uit de zee                     | 4      | Six Flags Discovery Kingdom                          | Vallejo, California              |
| Best Marine Life Park Beste park over het leven uit de zee                     | 5      | Discovery Cove                                       | Orlando, Florida                 |
| Best Seaside Park Beste Park aan de kust                                       | 1      | Santa Cruz Beach Boardwalk                           | Santa Cruz, California           |
| Best Seaside Park Beste Park aan de kust                                       | 2      | Blackpool Pleasure Beach                             | Blackpool, Engeland              |
| Best Seaside Park Beste Park aan de kust                                       | 3      | Grona Lund                                           | Stockholm, Zweden                |
| Best Seaside Park Beste Park aan de kust                                       | 4      | Morey's Piers                                        | Wildwood, New Jersey             |
| Best Seaside Park Beste Park aan de kust                                       | 5      | Galveston Island Historic Pleasure Pier              | Galveston, Texas                 |
| Best Indoor Waterpark Beste overdekte waterpark                                | 1      | Schlitterbahn Galveston Island                       | Galveston, Texas                 |
| Best Indoor Waterpark Beste overdekte waterpark                                | 2      | Kalahari Resort                                      | Sandusky, Ohio                   |
| Best Indoor Waterpark Beste overdekte waterpark                                | 3      | Kalahari Resort                                      | Wisconsin Dells, Wisconsin       |
| Best Indoor Waterpark Beste overdekte waterpark                                | 4      | World Waterpark                                      | Edmonton, Alberta                |
| Best Indoor Waterpark Beste overdekte waterpark                                | 5      | Splash Landings                                      | Staffordshire, Engeland          |
| Best Kids' Area Beste zone voor kinderen                                       | 1      | Kings Island                                         | Kings Mills, Ohio                |
| Best Kids' Area Beste zone voor kinderen                                       | 2      | Universal's Islands of Adventure                     | Orlando, Florida                 |
| Best Kids' Area Beste zone voor kinderen                                       | 3      | Nickelodeon Universe                                 | Bloomington, Minnesota           |
| Best Kids' Area Beste zone voor kinderen                                       | 4      | Efteling                                             | Kaatsheuvel, Nederland           |
| Best Kids' Area Beste zone voor kinderen                                       | 5      | Knott's Berry Farm                                   | Buena Park, California           |
| Friendliest Park Meest klantvriendelijke park                                  | 1      | Dollywood                                            | Pigeon Forge, Tennessee          |
| Friendliest Park Meest klantvriendelijke park                                  | 2      | Holiday World & Splashin' Safari                     | Santa Claus, Indiana             |
| Friendliest Park Meest klantvriendelijke park                                  | 3      | Silver Dollar City                                   | Branson, Missouri                |
| Friendliest Park Meest klantvriendelijke park                                  | 4      | Knoebels Amusement Resort                            | Elysburg, Pennsylvania           |
| Friendliest Park Meest klantvriendelijke park                                  | 5      | Beech Bend Park                                      | Bowling Green, Kentucky          |
| Friendliest Park Meest klantvriendelijke park                                  | 5      | Magic Kingdom                                        | Orlando, Florida                 |
| Cleanest Park Netste park                                                      | 1      | Holiday World & Splashin' Safari                     | Santa Claus, Indiana             |
| Cleanest Park Netste park                                                      | 2      | Dollywood                                            | Pigeon Forge, Tennessee          |
| Cleanest Park Netste park                                                      | 3      | Busch Gardens Williamsburg                           | Williamsburg, Virginia           |
| Cleanest Park Netste park                                                      | 4      | Disneyland                                           | Anaheim, California              |
| Cleanest Park Netste park                                                      | 5      | Magic Kingdom                                        | Orlando, Florida                 |
| Best Halloween Event Beste Halloween Evenement                                 | 1      | Universal Orlando Resort                             | Orlando, Florida                 |
| Best Halloween Event Beste Halloween Evenement                                 | 2      | Knott's Berry Farm                                   | Buena Park, California           |
| Best Halloween Event Beste Halloween Evenement                                 | 3      | Knoebels Amusement Resort                            | Elysburg, Pennsylvania           |
| Best Halloween Event Beste Halloween Evenement                                 | 4      | Kennywood                                            | West Mifflin, Pennsylvania       |
| Best Halloween Event Beste Halloween Evenement                                 | 5      | Busch Gardens Williamsburg                           | Williamsburg, Virginia           |
| Best Landscaping – Amusement Park Beste landschapsarchitectuur – Attractiepark | 1      | Busch Gardens Williamsburg                           | Williamsburg, Virginia           |
| Best Landscaping – Amusement Park Beste landschapsarchitectuur – Attractiepark | 2      | Gilroy Gardens                                       | Gilroy, California               |
| Best Landscaping – Amusement Park Beste landschapsarchitectuur – Attractiepark | 3      | Efteling                                             | Kaatsheuvel, Nederland           |
| Best Landscaping – Amusement Park Beste landschapsarchitectuur – Attractiepark | 4      | Dollywood                                            | Pigeon Forge, Tennessee          |
| Best Landscaping – Amusement Park Beste landschapsarchitectuur – Attractiepark | 5      | Tivoli Gardens                                       | Kopenhagen, Denmark              |
| Best Food Beste eten                                                           | 1      | Dollywood                                            | Pigeon Forge, Tennessee          |
| Best Food Beste eten                                                           | 2      | Knoebels Amusement Resort                            | Elysburg, Pennsylvania           |
| Best Food Beste eten                                                           | 3      | Epcot                                                | Orlando, Florida                 |
| Best Food Beste eten                                                           | 4      | Silver Dollar City                                   | Branson, Missouri                |
| Best Food Beste eten                                                           | 5      | Busch Gardens Williamsburg                           | Williamsburg, Virginia           |
| Best Shows Beste parkshows                                                     | 1      | Dollywood                                            | Pigeon Forge, Tennessee          |
| Best Shows Beste parkshows                                                     | 2      | Six Flags Fiesta Texas                               | San Antonio, Texas               |
| Best Shows Beste parkshows                                                     | 3      | Disney's Hollywood Studios                           | Orlando, Florida                 |
| Best Shows Beste parkshows                                                     | 4      | Silver Dollar City                                   | Branson, Missouri                |
| Best Shows Beste parkshows                                                     | 5      | SeaWorld Orlando                                     | Orlando, Florida                 |
| Best Outdoor Night Show Production Beste open luchtshow in de avond            | 1      | Epcot                                                | Orlando, Florida                 |
| Best Outdoor Night Show Production Beste open luchtshow in de avond            | 2      | Disney California Adventure                          | Anaheim, California              |
| Best Outdoor Night Show Production Beste open luchtshow in de avond            | 3      | Six Flags Fiesta Texas                               | San Antonio, Texas               |
| Best Outdoor Night Show Production Beste open luchtshow in de avond            | 4      | Magic Kingdom                                        | Orlando, Florida                 |
| Best Outdoor Night Show Production Beste open luchtshow in de avond            | 5      | Disney's Hollywood Studios                           | Orlando, Florida                 |
| Best Water Ride Beste waterattractie                                           | 1      | Dudley Do-Right's Ripsaw Falls                       | Universal's Islands of Adventure |
| Best Water Ride Beste waterattractie                                           | 2      | Valhalla                                             | Blackpool Pleasure Beach         |
| Best Water Ride Beste waterattractie                                           | 3      | Splash Mountain                                      | Magic Kingdom                    |
| Best Water Ride Beste waterattractie                                           | 4      | Mountain Slidewinder                                 | Dollywood                        |
| Best Water Ride Beste waterattractie                                           | 5      | Pilgrim's Plunge                                     | Holiday World & Splashin' Safari |
| Best Waterpark Ride Beste waterparkattractie                                   | 1      | Wildebeest                                           | Holiday World & Splashin' Safari |
| Best Waterpark Ride Beste waterparkattractie                                   | 2      | Master Blaster                                       | Schlitterbahn                    |
| Best Waterpark Ride Beste waterparkattractie                                   | 3      | The Falls                                            | Schlitterbahn                    |
| Best Waterpark Ride Beste waterparkattractie                                   | 4      | Congo River Expedition                               | Schlitterbahn                    |
| Best Waterpark Ride Beste waterparkattractie                                   | 5      | Zoombabwe                                            | Holiday World & Splashin' Safari |
| Best Dark Ride Beste dark ride                                                 | 1      | Harry Potter and the Forbidden Journey               | Universal's Islands of Adventure |
| Best Dark Ride Beste dark ride                                                 | 2      | The Amazing Adventures of Spider-Man                 | Universal's Islands of Adventure |
| Best Dark Ride Beste dark ride                                                 | 3      | Twilight Zone Tower of Terror                        | Disney's Hollywood Studios       |
| Best Dark Ride Beste dark ride                                                 | 4      | Haunted Mansion                                      | Knoebels Amusement Resort        |
| Best Dark Ride Beste dark ride                                                 | 5      | Indiana Jones Adventure: Temple of the Forbidden Eye | Disneyland                       |
| Best Carousel Beste draaimolen                                                 | 1      | Knoebels Amusement Resort                            | Elysburg, Pennsylvania           |
| Best Carousel Beste draaimolen                                                 | 2      | Santa Cruz Beach Boardwalk                           | Santa Cruz, California           |
| Best Carousel Beste draaimolen                                                 | 3      | Six Flags Over Georgia                               | Austell, Georgia                 |
| Best Carousel Beste draaimolen                                                 | 4      | Six Flags Great America                              | Gurnee, Illinois                 |
| Best Carousel Beste draaimolen                                                 | 5      | Universal's Islands of Adventure                     | Orlando, Florida                 |
| Best Indoor Coaster Beste indoorachtbaan                                       | 1      | Revenge of the Mummy                                 | Universal Studios Florida        |
| Best Indoor Coaster Beste indoorachtbaan                                       | 2      | Space Mountain                                       | Disneyland                       |
| Best Indoor Coaster Beste indoorachtbaan                                       | 3      | Black Diamond                                        | Knoebels Amusement Resort        |
| Best Indoor Coaster Beste indoorachtbaan                                       | 4      | Rock 'n' Roller Coaster Starring Aerosmith           | Disney's Hollywood Studios       |
| Best Indoor Coaster Beste indoorachtbaan                                       | 5      | Space Mountain                                       | Magic Kingdom                    |
| Best Christmas Event Beste Kerstevenement                                      | 1      | Dollywood                                            | Pigeon Forge, Tennessee          |
| Best Christmas Event Beste Kerstevenement                                      | 2      | Disneyland                                           | Anaheim, California              |
| Best Christmas Event Beste Kerstevenement                                      | 3      | Magic Kingdom                                        | Orlando, Florida                 |
| Best Christmas Event Beste Kerstevenement                                      | 3      | Silver Dollar City                                   | Branson, Missouri                |
| Best Christmas Event Beste Kerstevenement                                      | 5      | Busch Gardens Williamsburg                           | Williamsburg, Virginia           |
| Best Funhouse/Walk-Through Attraction Beste Walkthrough-attractie/Funhouse     | 1      | Noah's Ark                                           | Kennywood                        |
| Best Funhouse/Walk-Through Attraction Beste Walkthrough-attractie/Funhouse     | 2      | Frankenstein's Castle                                | Indiana Beach                    |
| Best Funhouse/Walk-Through Attraction Beste Walkthrough-attractie/Funhouse     | 3      | Lustiga Huset                                        | Grona Lund                       |
| Best Funhouse/Walk-Through Attraction Beste Walkthrough-attractie/Funhouse     | 4      | Gasten Ghost Hotel                                   | Liseberg                         |
| Best Funhouse/Walk-Through Attraction Beste Walkthrough-attractie/Funhouse     | 4      | Ghost Ship                                           | Morey's Piers                    |

### Golden Ticket Awards 2011[12]
| Categorie                                                                      | Plaats | Attractie/Park                                       | Park/Land                        |
| ------------------------------------------------------------------------------ | ------ | ---------------------------------------------------- | -------------------------------- |
| Best New Ride (Amusement Park) Beste nieuwe attractie (Attractiepark)          | 1      | New Texas Giant                                      | Six Flags Over Texas             |
| Best New Ride (Amusement Park) Beste nieuwe attractie (Attractiepark)          | 2      | Cheetah Hunt                                         | Busch Gardens Tampa Bay          |
| Best New Ride (Amusement Park) Beste nieuwe attractie (Attractiepark)          | 3      | Wooden Warrior                                       | Quassy Amusement Park            |
| Best New Ride (Amusement Park) Beste nieuwe attractie (Attractiepark)          | 4      | Twister                                              | Gröna Lund                       |
| Best New Ride (Amusement Park) Beste nieuwe attractie (Attractiepark)          | 4      | Zippin Pippin                                        | Bay Beach Amusement Park         |
| Best New Ride (Waterpark) Beste nieuwe attractie (Waterpark)                   | 1      | The Falls                                            | Schlitterbahn                    |
| Best New Ride (Waterpark) Beste nieuwe attractie (Waterpark)                   | 2      | Vanish Point                                         | Water Country USA                |
| Best New Ride (Waterpark) Beste nieuwe attractie (Waterpark)                   | 3      | Bombs Away                                           | Raging Waters                    |
| Best New Ride (Waterpark) Beste nieuwe attractie (Waterpark)                   | 3      | Viper                                                | NRH2O                            |
| Beste Park Beste attractiepark                                                 | 1      | Cedar Point                                          | Sandusky, Ohio                   |
| Beste Park Beste attractiepark                                                 | 2      | Knoebels Amusement Resort                            | Elysburg, Pennsylvania           |
| Beste Park Beste attractiepark                                                 | 3      | Europa-Park                                          | Rust, Duitsland                  |
| Beste Park Beste attractiepark                                                 | 4      | Dollywood                                            | Pigeon Forge, Tennessee          |
| Beste Park Beste attractiepark                                                 | 5      | Disneyland                                           | Anaheim, California              |
| Beste Park Beste attractiepark                                                 | 6      | Universal's Islands of Adventure                     | Orlando, Florida                 |
| Beste Park Beste attractiepark                                                 | 7      | Busch Gardens Williamsburg                           | Williamsburg, Virginia           |
| Beste Park Beste attractiepark                                                 | 8      | Tokyo DisneySea                                      | Tokyo, Japan                     |
| Beste Park Beste attractiepark                                                 | 8      | Kennywood                                            | West Mifflin, Pennsylvania       |
| Beste Park Beste attractiepark                                                 | 9      | Holiday World & Splashin' Safari                     | Santa Claus, Indiana             |
| Beste Park Beste attractiepark                                                 | 9      | Blackpool Pleasure Beach                             | Blackpool, Engeland              |
| Best Waterpark Beste waterattractiepark                                        | 1      | Schlitterbahn                                        | New Braunfels, Texas             |
| Best Waterpark Beste waterattractiepark                                        | 2      | Holiday World & Splashin' Safari                     | Santa Claus, Indiana             |
| Best Waterpark Beste waterattractiepark                                        | 3      | Disney's Blizzard Beach                              | Orlando, Florida                 |
| Best Waterpark Beste waterattractiepark                                        | 4      | Disney's Typhoon Lagoon                              | Orlando, Florida                 |
| Best Waterpark Beste waterattractiepark                                        | 5      | Noah's Ark                                           | Wisconsin Dells, Wisconsin       |
| Best Children Park Beste park voor kinderen                                    | 1      | Idlewild and Soak Zone                               | Ligonier, Pennsylvania           |
| Best Children Park Beste park voor kinderen                                    | 2      | Legoland California                                  | Carlsbad, California             |
| Best Children Park Beste park voor kinderen                                    | 3      | Fårup Sommerland                                     | Saltum, Denmark                  |
| Best Children Park Beste park voor kinderen                                    | 4      | Legoland Windsor                                     | Windsor, Engeland                |
| Best Children Park Beste park voor kinderen                                    | 5      | Dutch Wonderland                                     | Lancaster, Pennsylvania          |
| Best Marine Life Park Beste park over het leven uit de zee                     | 1      | SeaWorld Orlando                                     | Orlando, Florida                 |
| Best Marine Life Park Beste park over het leven uit de zee                     | 2      | SeaWorld San Antonio                                 | San Antonio, Texas               |
| Best Marine Life Park Beste park over het leven uit de zee                     | 3      | Discovery Cove                                       | Orlando, Florida                 |
| Best Marine Life Park Beste park over het leven uit de zee                     | 4      | SeaWorld San Diego                                   | San Diego                        |
| Best Marine Life Park Beste park over het leven uit de zee                     | 5      | Six Flags Discovery Kingdom                          | Vallejo, California              |
| Best Seaside Park Beste Park aan de kust                                       | 1      | Santa Cruz Beach Boardwalk                           | Santa Cruz, California           |
| Best Seaside Park Beste Park aan de kust                                       | 2      | Blackpool Pleasure Beach                             | Blackpool, Engeland              |
| Best Seaside Park Beste Park aan de kust                                       | 3      | Morey's Piers                                        | Wildwood, New Jersey             |
| Best Seaside Park Beste Park aan de kust                                       | 4      | Gröna Lund                                           | Stockholm, Zweden                |
| Best Seaside Park Beste Park aan de kust                                       | 5      | Kemah Boardwalk                                      | Kemah, Texas                     |
| Best Indoor Waterpark Beste overdekte waterpark                                | 1      | Schlitterbahn Galvestron Island                      | Galveston, Texas                 |
| Best Indoor Waterpark Beste overdekte waterpark                                | 2      | Kalahari Resort                                      | Sandusky, Ohio                   |
| Best Indoor Waterpark Beste overdekte waterpark                                | 3      | Kalahari Resort                                      | Wisconsin Dells, Wisconsin       |
| Best Indoor Waterpark Beste overdekte waterpark                                | 4      | World Waterpark                                      | Edmonton, Canada                 |
| Best Indoor Waterpark Beste overdekte waterpark                                | 5      | Splash Landings                                      | Staffordshire, Engeland          |
| Best Kids' Area Beste zone voor kinderen                                       | 1      | Kings Island                                         | Mason, Ohio                      |
| Best Kids' Area Beste zone voor kinderen                                       | 2      | Universal's Islands of Adventure                     | Orlando, Florida                 |
| Best Kids' Area Beste zone voor kinderen                                       | 3      | Nickelodeon Universe                                 | Bloomington, Minnesota           |
| Best Kids' Area Beste zone voor kinderen                                       | 4      | Drayton Manor Theme Park                             | Staffordshire, Engeland          |
| Best Kids' Area Beste zone voor kinderen                                       | 5      | Efteling                                             | Kaatsheuvel, Nederland           |
| Friendliest Park Meest klantvriendelijke park                                  | 1      | Holiday World & Splashin' Safari                     | Santa Claus, Indiana             |
| Friendliest Park Meest klantvriendelijke park                                  | 2      | Dollywood                                            | Pigeon Forge, Tennessee          |
| Friendliest Park Meest klantvriendelijke park                                  | 3      | Knoebels Amusement Resort                            | Elysburg, Pennsylvania           |
| Friendliest Park Meest klantvriendelijke park                                  | 4      | Silver Dollar City                                   | Branson, Missouri                |
| Friendliest Park Meest klantvriendelijke park                                  | 5      | Beech Bend Park                                      | Bowling Green, Kentucky          |
| Cleanest Park Netste park                                                      | 1      | Holiday World & Splashin' Safari                     | Santa Claus, Indiana             |
| Cleanest Park Netste park                                                      | 2      | Busch Gardens Williamsburg                           | Williamsburg, Virginia           |
| Cleanest Park Netste park                                                      | 3      | Dollywood                                            | Pigeon Forge, Tennessee          |
| Cleanest Park Netste park                                                      | 4      | Magic Kingdom                                        | Orlando, Florida                 |
| Cleanest Park Netste park                                                      | 5      | Disneyland                                           | Anaheim, California              |
| Best Halloween Event Beste Halloween Evenement                                 | 1      | Universal Orlando Resort                             | Orlando, Florida                 |
| Best Halloween Event Beste Halloween Evenement                                 | 2      | Knott's Berry Farm                                   | Buena Park, California           |
| Best Halloween Event Beste Halloween Evenement                                 | 3      | Knoebels Amusement Resort                            | Elysburg, Pennsylvania           |
| Best Halloween Event Beste Halloween Evenement                                 | 4      | Kennywood                                            | West Mifflin, Pennsylvania       |
| Best Halloween Event Beste Halloween Evenement                                 | 5      | Europa-Park                                          | Rust, Duitsland                  |
| Best Landscaping – Amusement Park Beste landschapsarchitectuur – Attractiepark | 1      | Busch Gardens Williamsburg                           | Williamsburg, Virginia           |
| Best Landscaping – Amusement Park Beste landschapsarchitectuur – Attractiepark | 2      | Efteling                                             | Kaatsheuvel, Nederland           |
| Best Landscaping – Amusement Park Beste landschapsarchitectuur – Attractiepark | 3      | Gilroy Gardens                                       | Gilroy, California               |
| Best Landscaping – Amusement Park Beste landschapsarchitectuur – Attractiepark | 4      | Dollywood                                            | Pigeon Forge, Tennessee          |
| Best Landscaping – Amusement Park Beste landschapsarchitectuur – Attractiepark | 5      | Epcot                                                | Orlando, Florida                 |
| Best Food Beste eten                                                           | 1      | Knoebels Amusement Resort                            | Elysburg, Pennsylvania           |
| Best Food Beste eten                                                           | 2      | Epcot                                                | Orlando, Florida                 |
| Best Food Beste eten                                                           | 3      | Dollywood                                            | Pigeon Forge, Tennessee          |
| Best Food Beste eten                                                           | 4      | Silver Dollar City                                   | Branson, Missouri                |
| Best Food Beste eten                                                           | 5      | Busch Gardens Williamsburg                           | Williamsburg, Virginia           |
| Best Shows Beste parkshows                                                     | 1      | Dollywood                                            | Pigeon Forge, Tennessee          |
| Best Shows Beste parkshows                                                     | 2      | Six Flags Fiesta Texas                               | San Antonio, Texas               |
| Best Shows Beste parkshows                                                     | 3      | Silver Dollar City                                   | Branson, Missouri                |
| Best Shows Beste parkshows                                                     | 4      | SeaWorld Orlando                                     | Orlando, Florida                 |
| Best Shows Beste parkshows                                                     | 5      | Disney's Hollywood Studios                           | Orlando, Florida                 |
| Best Outdoor Night Show Production Beste open luchtshow in de avond            | 1      | Epcot                                                | Orlando, Florida                 |
| Best Outdoor Night Show Production Beste open luchtshow in de avond            | 2      | Six Flags Fiesta Texas                               | San Antonio, Texas               |
| Best Outdoor Night Show Production Beste open luchtshow in de avond            | 3      | Disney California Adventure                          | Anaheim, California              |
| Best Outdoor Night Show Production Beste open luchtshow in de avond            | 4      | Disneyland                                           | Anaheim, California              |
| Best Outdoor Night Show Production Beste open luchtshow in de avond            | 4      | Magic Kingdom                                        | Orlando, Florida                 |
| Best Water Ride Beste waterattractie                                           | 1      | Dudley Do-Right's Ripsaw Falls                       | Universal's Islands of Adventure |
| Best Water Ride Beste waterattractie                                           | 2      | Valhalla                                             | Blackpool Pleasure Beach         |
| Best Water Ride Beste waterattractie                                           | 3      | Pilgrim's Plunge                                     | Holiday World & Splashin' Safari |
| Best Water Ride Beste waterattractie                                           | 4      | Splash Mountain                                      | Magic Kingdom                    |
| Best Water Ride Beste waterattractie                                           | 5      | Journey to Atlantis                                  | SeaWorld Orlando                 |
| Best Waterpark Ride Beste waterparkattractie                                   | 1      | Wildebeest                                           | Holiday World & Splashin' Safari |
| Best Waterpark Ride Beste waterparkattractie                                   | 2      | Master Blaster                                       | Schlitterbahn                    |
| Best Waterpark Ride Beste waterparkattractie                                   | 3      | Dragon's Revenge                                     | Schlitterbahn                    |
| Best Waterpark Ride Beste waterparkattractie                                   | 4      | Congo River Expedition                               | Schlitterbahn                    |
| Best Waterpark Ride Beste waterparkattractie                                   | 5      | ZOOMbabwe                                            | Holiday World & Splashin' Safari |
| Best Dark Ride Beste dark ride                                                 | 1      | Harry Potter and the Forbidden Journey               | Universal's Islands of Adventure |
| Best Dark Ride Beste dark ride                                                 | 2      | The Amazing Adventures of Spider-Man                 | Universal's Islands of Adventure |
| Best Dark Ride Beste dark ride                                                 | 3      | Twilight Zone Tower of Terror                        | Disney's Hollywood Studios       |
| Best Dark Ride Beste dark ride                                                 | 4      | Haunted Mansion                                      | Knoebels Amusement Resort        |
| Best Dark Ride Beste dark ride                                                 | 5      | Indiana Jones Adventure: Temple of the Forbidden Eye | Disneyland                       |
| Best Carousel Beste draaimolen                                                 | 1      | Knoebels Amusement Resort                            | Elysburg, Pennsylvania           |
| Best Carousel Beste draaimolen                                                 | 2      | Santa Cruz Beach Boardwalk                           | Santa Cruz, California           |
| Best Carousel Beste draaimolen                                                 | 3      | Six Flags Over Georgia                               | Austell, Georgia                 |
| Best Carousel Beste draaimolen                                                 | 4      | Kennywood                                            | West Mifflin, Pennsylvania       |
| Best Carousel Beste draaimolen                                                 | 5      | Six Flags Great America                              | Gurnee, Illinois                 |
| Best Indoor Coaster Beste indoorachtbaan                                       | 1      | Revenge of the Mummy                                 | Universal Studios Florida        |
| Best Indoor Coaster Beste indoorachtbaan                                       | 2      | Space Mountain                                       | Disneyland                       |
| Best Indoor Coaster Beste indoorachtbaan                                       | 3      | Rock 'n' Roller Coaster Starring Aerosmith           | Disney's Hollywood Studios       |
| Best Indoor Coaster Beste indoorachtbaan                                       | 4      | Mindbender                                           | Galaxyland                       |
| Best Indoor Coaster Beste indoorachtbaan                                       | 5      | Space Mountain                                       | Magic Kingdom                    |
| Best Christmas Event Beste Kerstevenement                                      | 1      | Dollywood                                            | Pigeon Forge, Tennessee          |
| Best Christmas Event Beste Kerstevenement                                      | 2      | Silver Dollar City                                   | Branson, Missouri                |
| Best Christmas Event Beste Kerstevenement                                      | 3      | Magic Kingdom                                        | Orlando, Florida                 |
| Best Christmas Event Beste Kerstevenement                                      | 4      | Disneyland                                           | Anaheim, California              |
| Best Christmas Event Beste Kerstevenement                                      | 5      | Disney's Hollywood Studios                           | Orlando, Florida                 |
| Best Funhouse/Walk-Through Attraction Beste Walkthrough-attractie/Funhouse     | 1      | Noah's Ark                                           | Kennywood                        |
| Best Funhouse/Walk-Through Attraction Beste Walkthrough-attractie/Funhouse     | 2      | Frankenstein's Castle                                | Indiana Beach                    |
| Best Funhouse/Walk-Through Attraction Beste Walkthrough-attractie/Funhouse     | 3      | Noah's Ark                                           | Blackpool Pleasure Beach         |
| Best Funhouse/Walk-Through Attraction Beste Walkthrough-attractie/Funhouse     | 4      | Ghost Ship                                           | Morey's Piers                    |
| Best Funhouse/Walk-Through Attraction Beste Walkthrough-attractie/Funhouse     | 5      | Lustiga Huset                                        | Gröna Lund                       |

### Golden Ticket Awards 2010[13]
| Categorie                                                                      | Plaats | Attractie/Park                                       | Park/Land                        |
| ------------------------------------------------------------------------------ | ------ | ---------------------------------------------------- | -------------------------------- |
| Best New Ride (Amusement Park) Beste nieuwe attractie (Attractiepark)          | 1      | Harry Potter and the Forbidden Journey               | Universal's Islands of Adventure |
| Best New Ride (Amusement Park) Beste nieuwe attractie (Attractiepark)          | 2      | Intimidator 305                                      | Kings Dominion                   |
| Best New Ride (Amusement Park) Beste nieuwe attractie (Attractiepark)          | 3      | Sky Rocket                                           | Kennywood                        |
| Best New Ride (Amusement Park) Beste nieuwe attractie (Attractiepark)          | 4      | Intimidator                                          | Carowinds                        |
| Best New Ride (Amusement Park) Beste nieuwe attractie (Attractiepark)          | 5      | Ghost Ship                                           | Morey's Piers                    |
| Best New Ride (Amusement Park) Beste nieuwe attractie (Attractiepark)          | 5      | Joris en de Draak                                    | Efteling                         |
| Best New Ride (Waterpark) Beste nieuwe attractie (Waterpark)                   | 1      | Wildebeest                                           | Holiday World & Splashin' Safari |
| Best New Ride (Waterpark) Beste nieuwe attractie (Waterpark)                   | 2      | Scorpion's Tail                                      | Noah's Ark                       |
| Best New Ride (Waterpark) Beste nieuwe attractie (Waterpark)                   | 3      | Triple Twist                                         | Great Wolf Lodge Kings Mills     |
| Best New Ride (Waterpark) Beste nieuwe attractie (Waterpark)                   | 4      | Omaka Rocka                                          | Aquatica                         |
| Beste Park Beste attractiepark                                                 | 1      | Cedar Point                                          | Sandusky, Ohio                   |
| Beste Park Beste attractiepark                                                 | 2      | Knoebels Amusement Resort                            | Elysburg, Pennsylvania           |
| Beste Park Beste attractiepark                                                 | 3      | Islands of Adventure                                 | Orlando, Florida                 |
| Beste Park Beste attractiepark                                                 | 4      | Disneyland                                           | Anaheim, California              |
| Beste Park Beste attractiepark                                                 | 5      | Busch Gardens Williamsburg                           | Williamsburg, Virginia           |
| Beste Park Beste attractiepark                                                 | 5      | Europa-Park                                          | Rust, Duitsland                  |
| Beste Park Beste attractiepark                                                 | 7      | Kennywood                                            | West Mifflin, Pennsylvania       |
| Beste Park Beste attractiepark                                                 | 7      | Blackpool Pleasure Beach                             | Blackpool, Engeland              |
| Beste Park Beste attractiepark                                                 | 9      | Dollywood                                            | Pigeon Forge, Tennessee          |
| Beste Park Beste attractiepark                                                 | 9      | Holiday World & Splashin' Safari                     | Santa Claus, Indiana             |
| Beste Park Beste attractiepark                                                 | 9      | Tokyo DisneySea                                      | Tokyo, Japan                     |
| Best Waterpark Beste waterattractiepark                                        | 1      | Schlitterbahn                                        | New Braunfels, Texas             |
| Best Waterpark Beste waterattractiepark                                        | 2      | Holiday World & Splashin' Safari                     | Santa Claus, Indiana             |
| Best Waterpark Beste waterattractiepark                                        | 3      | Disney's Blizzard Beach                              | Orlando, Florida                 |
| Best Waterpark Beste waterattractiepark                                        | 4      | Noah's Ark                                           | Wisconsin Dells, Wisconsin       |
| Best Waterpark Beste waterattractiepark                                        | 5      | Disney's Typhoon Lagoon                              | Orlando, Florida                 |
| Best Children Park Beste park voor kinderen                                    | 1      | Idlewild and Soak Zone                               | Ligonier, Pennsylvania           |
| Best Children Park Beste park voor kinderen                                    | 2      | Legoland California                                  | Carlsbad, California             |
| Best Children Park Beste park voor kinderen                                    | 3      | Fårup Sommerland                                     | Saltum, Denmark                  |
| Best Children Park Beste park voor kinderen                                    | 4      | Dutch Wonderland                                     | Lancaster, Pennsylvania          |
| Best Children Park Beste park voor kinderen                                    | 5      | Little Amerricka                                     | Marshall, Wisconsin              |
| Best Marine Life Park Beste park over het leven uit de zee                     | 1      | SeaWorld Orlando                                     | Orlando, Florida                 |
| Best Marine Life Park Beste park over het leven uit de zee                     | 2      | SeaWorld San Antonio                                 | San Antonio, Texas               |
| Best Marine Life Park Beste park over het leven uit de zee                     | 3      | SeaWorld San Diego                                   | San Diego                        |
| Best Marine Life Park Beste park over het leven uit de zee                     | 4      | Discovery Cove                                       | Orlando, Florida                 |
| Best Marine Life Park Beste park over het leven uit de zee                     | 5      | Six Flags Discovery Kingdom                          | Vallejo, California              |
| Best Seaside Park Beste Park aan de kust                                       | 1      | Santa Cruz Beach Boardwalk                           | Santa Cruz, California           |
| Best Seaside Park Beste Park aan de kust                                       | 2      | Blackpool Pleasure Beach                             | Blackpool, Engeland              |
| Best Seaside Park Beste Park aan de kust                                       | 3      | Morey's Piers                                        | Wildwood, New Jersey             |
| Best Seaside Park Beste Park aan de kust                                       | 4      | Gröna Lund                                           | Stockholm, Zweden                |
| Best Seaside Park Beste Park aan de kust                                       | 5      | Kemah Boardwalk                                      | Kemah, Texas                     |
| Best Indoor Waterpark Beste overdekte waterpark                                | 1      | Schlitterbahn Galveston Island                       | Galveston, Texas                 |
| Best Indoor Waterpark Beste overdekte waterpark                                | 2      | Kalahari Resort                                      | Wisconsin Dells, Wisconsin       |
| Best Indoor Waterpark Beste overdekte waterpark                                | 3      | Kalahari Resort                                      | Sandusky, Ohio                   |
| Best Indoor Waterpark Beste overdekte waterpark                                | 4      | World Waterpark                                      | Edmonton, Canada                 |
| Best Indoor Waterpark Beste overdekte waterpark                                | 5      | Splash Landings                                      | Staffordshire, Engeland          |
| Best Kids' Area Beste zone voor kinderen                                       | 1      | Kings Island                                         | Mason, Ohio                      |
| Best Kids' Area Beste zone voor kinderen                                       | 2      | Universal's Islands of Adventure                     | Orlando, Florida                 |
| Best Kids' Area Beste zone voor kinderen                                       | 3      | Nickelodeon Universe                                 | Bloomington, Minnesota           |
| Best Kids' Area Beste zone voor kinderen                                       | 4      | Knott's Berry Farm                                   | Buena Park, California           |
| Best Kids' Area Beste zone voor kinderen                                       | 5      | Busch Gardens Williamsburg                           | Williamsburg, Virginia           |
| Best Kids' Area Beste zone voor kinderen                                       | 5      | Efteling                                             | Kaatsheuvel, Nederland           |
| Friendliest Park Meest klantvriendelijke park                                  | 1      | Holiday World & Splashin' Safari                     | Santa Claus, Indiana             |
| Friendliest Park Meest klantvriendelijke park                                  | 2      | Dollywood                                            | Pigeon Forge, Tennessee          |
| Friendliest Park Meest klantvriendelijke park                                  | 3      | Silver Dollar City                                   | Branson, Missouri                |
| Friendliest Park Meest klantvriendelijke park                                  | 4      | Knoebels Amusement Resort                            | Elysburg, Pennsylvania           |
| Friendliest Park Meest klantvriendelijke park                                  | 5      | Beech Bend Park                                      | Bowling Green, Kentucky          |
| Cleanest Park Netste park                                                      | 1      | Holiday World & Splashin' Safari                     | Santa Claus, Indiana             |
| Cleanest Park Netste park                                                      | 2      | Busch Gardens Williamsburg                           | Williamsburg, Virginia           |
| Cleanest Park Netste park                                                      | 3      | Dollywood                                            | Pigeon Forge, Tennessee          |
| Cleanest Park Netste park                                                      | 4      | Magic Kingdom                                        | Orlando, Florida                 |
| Cleanest Park Netste park                                                      | 5      | Disneyland                                           | Anaheim, California              |
| Best Halloween Event Beste Halloween Evenement                                 | 1      | Universal Orlando Resort                             | Orlando, Florida                 |
| Best Halloween Event Beste Halloween Evenement                                 | 2      | Knott's Berry Farm                                   | Buena Park, California           |
| Best Halloween Event Beste Halloween Evenement                                 | 3      | Knoebels Amusement Resort                            | Elysburg, Pennsylvania           |
| Best Halloween Event Beste Halloween Evenement                                 | 4      | Kennywood                                            | West Mifflin, Pennsylvania       |
| Best Halloween Event Beste Halloween Evenement                                 | 5      | Kings Island                                         | Kings Mills, Ohio                |
| Best Landscaping – Amusement Park Beste landschapsarchitectuur – Attractiepark | 1      | Busch Gardens Williamsburg                           | Williamsburg, Virginia           |
| Best Landscaping – Amusement Park Beste landschapsarchitectuur – Attractiepark | 2      | Efteling                                             | Kaatsheuvel, Nederland           |
| Best Landscaping – Amusement Park Beste landschapsarchitectuur – Attractiepark | 3      | Gilroy Gardens                                       | Gilroy, California               |
| Best Landscaping – Amusement Park Beste landschapsarchitectuur – Attractiepark | 4      | Disney's Animal Kingdom                              | Orlando, Florida                 |
| Best Landscaping – Amusement Park Beste landschapsarchitectuur – Attractiepark | 5      | Epcot                                                | Orlando, Florida                 |
| Best Food Beste eten                                                           | 1      | Knoebels Amusement Resort                            | Elysburg, Pennsylvania           |
| Best Food Beste eten                                                           | 2      | Epcot                                                | Orlando, Florida                 |
| Best Food Beste eten                                                           | 2      | Silver Dollar City                                   | Branson, Missouri                |
| Best Food Beste eten                                                           | 4      | Dollywood                                            | Pigeon Forge, Tennessee          |
| Best Food Beste eten                                                           | 5      | Busch Gardens Williamsburg                           | Williamsburg, Virginia           |
| Best Shows Beste parkshows                                                     | 1      | Dollywood                                            | Pigeon Forge, Tennessee          |
| Best Shows Beste parkshows                                                     | 2      | Six Flags Fiesta Texas                               | San Antonio, Texas               |
| Best Shows Beste parkshows                                                     | 3      | Silver Dollar City                                   | Branson, Missouri                |
| Best Shows Beste parkshows                                                     | 4      | Disney's Hollywood Studios                           | Orlando, Florida                 |
| Best Shows Beste parkshows                                                     | 5      | SeaWorld Orlando                                     | Orlando, Florida                 |
| Best Outdoor Night Show Production Beste open luchtshow in de avond            | 1      | Epcot                                                | Orlando, Florida                 |
| Best Outdoor Night Show Production Beste open luchtshow in de avond            | 2      | Disney California Adventure                          | Anaheim, California              |
| Best Outdoor Night Show Production Beste open luchtshow in de avond            | 3      | Six Flags Fiesta Texas                               | San Antonio, Texas               |
| Best Outdoor Night Show Production Beste open luchtshow in de avond            | 4      | Disneyland                                           | Anaheim, California              |
| Best Outdoor Night Show Production Beste open luchtshow in de avond            | 5      | Disney's Hollywood Studios                           | Orlando, Florida                 |
| Best Water Ride Beste waterattractie                                           | 1      | Dudley Do-Right's Ripsaw Falls                       | Universal's Islands of Adventure |
| Best Water Ride Beste waterattractie                                           | 2      | Valhalla                                             | Blackpool Pleasure Beach         |
| Best Water Ride Beste waterattractie                                           | 3      | Splash Mountain                                      | Magic Kingdom                    |
| Best Water Ride Beste waterattractie                                           | 4      | Pilgrim's Plunge                                     | Holiday World & Splashin' Safari |
| Best Water Ride Beste waterattractie                                           | 5      | Journey to Atlantis                                  | SeaWorld Orlando                 |
| Best Waterpark Ride Beste waterparkattractie                                   | 1      | Wildebeest                                           | Holiday World & Splashin' Safari |
| Best Waterpark Ride Beste waterparkattractie                                   | 2      | Master Blaster                                       | Schlitterbahn                    |
| Best Waterpark Ride Beste waterparkattractie                                   | 3      | ZOOMbabwe                                            | Holiday World & Splashin' Safari |
| Best Waterpark Ride Beste waterparkattractie                                   | 4      | Dragon's Revenge                                     | Schlitterbahn                    |
| Best Waterpark Ride Beste waterparkattractie                                   | 5      | Congo River Expedition                               | Schlitterbahn                    |
| Best Dark Ride Beste dark ride                                                 | 1      | The Amazing Adventures of Spider-Man                 | Universal's Islands of Adventure |
| Best Dark Ride Beste dark ride                                                 | 2      | Twilight Zone Tower of Terror                        | Disney's Hollywood Studios       |
| Best Dark Ride Beste dark ride                                                 | 3      | Haunted Mansion                                      | Knoebels Amusement Resort        |
| Best Dark Ride Beste dark ride                                                 | 4      | Harry Potter and the Forbidden Journey               | Universal's Islands of Adventure |
| Best Dark Ride Beste dark ride                                                 | 5      | The Curse of DarKastle                               | Busch Gardens Williamsburg       |
| Best Dark Ride Beste dark ride                                                 | 5      | Indiana Jones Adventure: Temple of the Forbidden Eye | Disneyland                       |
| Best Carousel Beste draaimolen                                                 | 1      | Knoebels Amusement Resort                            | Elysburg, Pennsylvania           |
| Best Carousel Beste draaimolen                                                 | 2      | Santa Cruz Beach Boardwalk                           | Santa Cruz, California           |
| Best Carousel Beste draaimolen                                                 | 3      | Six Flags Over Georgia                               | Austell, Georgia                 |
| Best Carousel Beste draaimolen                                                 | 4      | Six Flags Great America                              | Gurnee, Illinois                 |
| Best Carousel Beste draaimolen                                                 | 5      | Hersheypark                                          | Hershey, Pennsylvania            |
| Best Indoor Coaster Beste indoorachtbaan                                       | 1      | Revenge of the Mummy                                 | Universal Studios Florida        |
| Best Indoor Coaster Beste indoorachtbaan                                       | 2      | Space Mountain                                       | Disneyland                       |
| Best Indoor Coaster Beste indoorachtbaan                                       | 3      | Space Mountain                                       | Magic Kingdom                    |
| Best Indoor Coaster Beste indoorachtbaan                                       | 3      | Mindbender                                           | Galaxyland                       |
| Best Indoor Coaster Beste indoorachtbaan                                       | 5      | Rock 'n' Roller Coaster Starring Aerosmith           | Disney's Hollywood Studios       |
| Best Christmas Event Beste Kerstevenement                                      | 1      | Dollywood                                            | Pigeon Forge, Tennessee          |
| Best Christmas Event Beste Kerstevenement                                      | 2      | Magic Kingdom                                        | Orlando, Florida                 |
| Best Christmas Event Beste Kerstevenement                                      | 3      | Silver Dollar City                                   | Branson, Missouri                |
| Best Christmas Event Beste Kerstevenement                                      | 4      | Disneyland                                           | Anaheim, California              |
| Best Christmas Event Beste Kerstevenement                                      | 5      | Hersheypark                                          | Hershey, Pennsylvania            |
| Best Funhouse/Walk-Through Attraction Beste Walkthrough-attractie/Funhouse     | 1      | Noah's Ark                                           | Kennywood                        |
| Best Funhouse/Walk-Through Attraction Beste Walkthrough-attractie/Funhouse     | 2      | Frankenstein's Castle                                | Indiana Beach                    |
| Best Funhouse/Walk-Through Attraction Beste Walkthrough-attractie/Funhouse     | 3      | Ghost Ship                                           | Morey's Piers                    |
| Best Funhouse/Walk-Through Attraction Beste Walkthrough-attractie/Funhouse     | 4      | Hotel Gasten                                         | Liseberg                         |
|                                                                                | 5      | Lustiga Huset                                        | Gröna Lund                       |

### Golden Ticket Awards 2009[14]
| Categorie                                                                      | Plaats | Attractie/Park                                       | Park/Land                        |
| ------------------------------------------------------------------------------ | ------ | ---------------------------------------------------- | -------------------------------- |
| Best New Ride (Amusement Park) Beste nieuwe attractie (Attractiepark)          | 1      | Prowler                                              | Worlds of Fun                    |
| Best New Ride (Amusement Park) Beste nieuwe attractie (Attractiepark)          | 2      | Diamondback                                          | Kings Island                     |
| Best New Ride (Amusement Park) Beste nieuwe attractie (Attractiepark)          | 3      | Manta                                                | SeaWorld Orlando                 |
| Best New Ride (Amusement Park) Beste nieuwe attractie (Attractiepark)          | 4      | Terminator Salvation: The Ride                       | Six Flags Magic Mountain         |
| Best New Ride (Amusement Park) Beste nieuwe attractie (Attractiepark)          | 5      | Monster Mansion                                      | Six Flags Over Georgia           |
| Best New Ride (Amusement Park) Beste nieuwe attractie (Attractiepark)          | 5      | Pilgrims Plunge                                      | Holiday World & Splashin' Safari |
| Best New Ride (Waterpark) Beste nieuwe attractie (Waterpark)                   | 1      | Congo River Expedition                               | Schlitterbahn                    |
| Best New Ride (Waterpark) Beste nieuwe attractie (Waterpark)                   | 2      | Wahoo Racer                                          | Six Flags St. Louis              |
| Best New Ride (Waterpark) Beste nieuwe attractie (Waterpark)                   | 3      | UpSurge!                                             | Alabama Adventure                |
| Best New Ride (Waterpark) Beste nieuwe attractie (Waterpark)                   | 4      | Maximum Velocity                                     | Wet'n'Wild Phoenix               |
| Best New Ride (Waterpark) Beste nieuwe attractie (Waterpark)                   | 5      | Dr. Von Dark's Tunnel of Terror                      | Splish Splash                    |
| Beste Park Beste attractiepark                                                 | 1      | Cedar Point                                          | Sandusky, Ohio                   |
| Beste Park Beste attractiepark                                                 | 2      | Knoebels Amusement Resort                            | Elysburg, Pennsylvania           |
| Beste Park Beste attractiepark                                                 | 3      | Disneyland                                           | Anaheim, California              |
| Beste Park Beste attractiepark                                                 | 4      | Europa-Park                                          | Rust, Duitsland                  |
| Beste Park Beste attractiepark                                                 | 4      | Universal's Islands of Adventure                     | Orlando, Florida                 |
| Beste Park Beste attractiepark                                                 | 6      | Blackpool Pleasure Beach                             | Blackpool, Engeland              |
| Beste Park Beste attractiepark                                                 | 7      | Tokyo DisneySea                                      | Tokyo, Japan                     |
| Beste Park Beste attractiepark                                                 | 8      | Magic Kingdom                                        | Orlando, Florida                 |
| Beste Park Beste attractiepark                                                 | 9      | Busch Gardens Williamsburg                           | Williamsburg, Virginia           |
| Beste Park Beste attractiepark                                                 | 9      | Holiday World & Splashin' Safari                     | Santa Claus, Indiana             |
| Best Waterpark Beste waterattractiepark                                        | 1      | Schlitterbahn                                        | New Braunfels, Texas             |
| Best Waterpark Beste waterattractiepark                                        | 2      | Holiday World & Splashin' Safari                     | Santa Claus, Indiana             |
| Best Waterpark Beste waterattractiepark                                        | 3      | Disney's Blizzard Beach                              | Orlando, Florida                 |
| Best Waterpark Beste waterattractiepark                                        | 4      | Noah's Ark                                           | Wisconsin Dells, Wisconsin       |
| Best Waterpark Beste waterattractiepark                                        | 5      | Aquatica                                             | Orlando, Florida                 |
| Best Children Park Beste park voor kinderen                                    | 1      | Legoland California                                  | Carlsbad, California             |
| Best Children Park Beste park voor kinderen                                    | 2      | Idlewild and Soak Zone                               | Ligonier, Pennsylvania           |
| Best Children Park Beste park voor kinderen                                    | 3      | Dutch Wonderland                                     | Lancaster, Pennsylvania          |
| Best Children Park Beste park voor kinderen                                    | 4      | Fårup Sommerland                                     | Saltum, Denmark                  |
| Best Children Park Beste park voor kinderen                                    | 5      | Kiddieland Amusement Park                            | Melrose Park, Illinois           |
| Best Marine Life Park Beste park over het leven uit de zee                     | 1      | SeaWorld Orlando                                     | Orlando, Florida                 |
| Best Marine Life Park Beste park over het leven uit de zee                     | 2      | SeaWorld San Antonio                                 | San Antonio, Texas               |
| Best Marine Life Park Beste park over het leven uit de zee                     | 3      | Discovery Cove                                       | Orlando, Florida                 |
| Best Marine Life Park Beste park over het leven uit de zee                     | 3      | SeaWorld San Diego                                   | San Diego                        |
| Best Marine Life Park Beste park over het leven uit de zee                     | 5      | Six Flags Discovery Kingdom                          | Vallejo, California              |
| Best Seaside Park Beste Park aan de kust                                       | 1      | Santa Cruz Beach Boardwalk                           | Santa Cruz, California           |
| Best Seaside Park Beste Park aan de kust                                       | 2      | Blackpool Pleasure Beach                             | Blackpool, Engeland              |
| Best Seaside Park Beste Park aan de kust                                       | 3      | Morey's Piers                                        | Wildwood, New Jersey             |
| Best Seaside Park Beste Park aan de kust                                       | 4      | Kemah Boardwalk                                      | Kemah, Texas                     |
| Best Indoor Waterpark Beste overdekte waterpark                                | 1      | Schlitterbahn Galvestron Island                      | Galveston, Texas                 |
| Best Indoor Waterpark Beste overdekte waterpark                                | 2      | Kalahari Resort                                      | Sandusky, Ohio                   |
| Best Indoor Waterpark Beste overdekte waterpark                                | 3      | Kalahari Resort                                      | Wisconsin Dells, Wisconsin       |
| Best Indoor Waterpark Beste overdekte waterpark                                | 4      | World Waterpark                                      | Edmonton, Canada                 |
| Best Indoor Waterpark Beste overdekte waterpark                                | 5      | Splash Landings                                      | Staffordshire, Engeland          |
| Best Kids' Area Beste zone voor kinderen                                       | 1      | Kings Island                                         | Mason, Ohio                      |
| Best Kids' Area Beste zone voor kinderen                                       | 2      | Universal's Islands of Adventure                     | Orlando, Florida                 |
| Best Kids' Area Beste zone voor kinderen                                       | 3      | Nickelodeon Universe                                 | Bloomington, Minnesota           |
| Best Kids' Area Beste zone voor kinderen                                       | 4      | Efteling                                             | Kaatsheuvel, Nederland           |
| Best Kids' Area Beste zone voor kinderen                                       | 4      | Knott's Berry Farm                                   | Buena Park, California           |
| Friendliest Park Meest klantvriendelijke park                                  | 1      | Silver Dollar City                                   | Branson, Missouri                |
| Friendliest Park Meest klantvriendelijke park                                  | 2      | Holiday World & Splashin' Safari                     | Santa Claus, Indiana             |
| Friendliest Park Meest klantvriendelijke park                                  | 3      | Dollywood                                            | Pigeon Forge, Tennessee          |
| Friendliest Park Meest klantvriendelijke park                                  | 4      | Knoebels Amusement Resort                            | Elysburg, Pennsylvania           |
| Friendliest Park Meest klantvriendelijke park                                  | 5      | Beech Bend Park                                      | Bowling Green, Kentucky          |
| Cleanest Park Netste park                                                      | 1      | Holiday World & Splashin' Safari                     | Santa Claus, Indiana             |
| Cleanest Park Netste park                                                      | 2      | Busch Gardens Williamsburg                           | Williamsburg, Virginia           |
| Cleanest Park Netste park                                                      | 3      | Dollywood                                            | Pigeon Forge, Tennessee          |
| Cleanest Park Netste park                                                      | 4      | Disneyland                                           | Anaheim, California              |
| Cleanest Park Netste park                                                      | 5      | Magic Kingdom                                        | Orlando, Florida                 |
| Best Halloween Event Beste Halloween Evenement                                 | 1      | Universal Orlando Resort                             | Orlando, Florida                 |
| Best Halloween Event Beste Halloween Evenement                                 | 2      | Knott's Berry Farm                                   | Buena Park, California           |
| Best Halloween Event Beste Halloween Evenement                                 | 3      | Knoebels Amusement Resort                            | Elysburg, Pennsylvania           |
| Best Halloween Event Beste Halloween Evenement                                 | 4      | Kennywood                                            | West Mifflin, Pennsylvania       |
| Best Landscaping – Amusement Park Beste landschapsarchitectuur – Attractiepark | 1      | Busch Gardens Williamsburg                           | Williamsburg, Virginia           |
| Best Landscaping – Amusement Park Beste landschapsarchitectuur – Attractiepark | 2      | Efteling                                             | Kaatsheuvel, Nederland           |
| Best Landscaping – Amusement Park Beste landschapsarchitectuur – Attractiepark | 3      | Gilroy Gardens                                       | Gilroy, California               |
| Best Landscaping – Amusement Park Beste landschapsarchitectuur – Attractiepark | 4      | Epcot                                                | Orlando, Florida                 |
| Best Landscaping – Amusement Park Beste landschapsarchitectuur – Attractiepark | 5      | Disney's Animal Kingdom                              | Orlando, Florida                 |
| Best Landscaping – Amusement Park Beste landschapsarchitectuur – Attractiepark | 5      | Silver Dollar City                                   | Branson, Missouri                |
| Best Food Beste eten                                                           | 1      | Knoebels Amusement Resort                            | Elysburg, Pennsylvania           |
| Best Food Beste eten                                                           | 2      | Silver Dollar City                                   | Branson, Missouri                |
| Best Food Beste eten                                                           | 3      | Epcot                                                | Orlando, Florida                 |
| Best Food Beste eten                                                           | 4      | Dollywood                                            | Pigeon Forge, Tennessee          |
| Best Food Beste eten                                                           | 5      | Busch Gardens Williamsburg                           | Williamsburg, Virginia           |
| Best Shows Beste parkshows                                                     | 1      | Dollywood                                            | Pigeon Forge, Tennessee          |
| Best Shows Beste parkshows                                                     | 2      | Six Flags Fiesta Texas                               | San Antonio, Texas               |
| Best Shows Beste parkshows                                                     | 3      | Silver Dollar City                                   | Branson, Missouri                |
| Best Shows Beste parkshows                                                     | 4      | Disney's Hollywood Studios                           | Orlando, Florida                 |
| Best Shows Beste parkshows                                                     | 4      | SeaWorld Orlando                                     | Orlando, Florida                 |
| Best Outdoor Night Show Production Beste open luchtshow in de avond            | 1      | Epcot                                                | Orlando, Florida                 |
| Best Outdoor Night Show Production Beste open luchtshow in de avond            | 2      | Disneyland                                           | Anaheim, California              |
| Best Outdoor Night Show Production Beste open luchtshow in de avond            | 3      | Six Flags Fiesta Texas                               | San Antonio, Texas               |
| Best Outdoor Night Show Production Beste open luchtshow in de avond            | 4      | Disney's Hollywood Studios                           | Orlando, Florida                 |
| Best Outdoor Night Show Production Beste open luchtshow in de avond            | 4      | Magic Kingdom                                        | Orlando, Florida                 |
| Best Water Ride Beste waterattractie                                           | 1      | Dudley Do-Right's Ripsaw Falls                       | Universal's Islands of Adventure |
| Best Water Ride Beste waterattractie                                           | 2      | Valhalla                                             | Blackpool Pleasure Beach         |
| Best Water Ride Beste waterattractie                                           | 3      | Splash Mountain                                      | Magic Kingdom                    |
| Best Water Ride Beste waterattractie                                           | 4      | Mountain Sidewinder                                  | Dollywood                        |
| Best Water Ride Beste waterattractie                                           | 5      | Popeye and Bluto's Bilge-Rat Barges                  | Universal's Islands of Adventure |
| Best Waterpark Ride Beste waterparkattractie                                   | 1      | Master Blaster                                       | Schlitterbahn                    |
| Best Waterpark Ride Beste waterparkattractie                                   | 2      | ZOOMbabwe                                            | Holiday World & Splashin' Safari |
| Best Waterpark Ride Beste waterparkattractie                                   | 3      | Deluge                                               | Kentucky Kingdom                 |
| Best Waterpark Ride Beste waterparkattractie                                   | 3      | Dragon's Revenge                                     | Schlitterbahn                    |
| Best Waterpark Ride Beste waterparkattractie                                   | 5      | Summit Plummet                                       | Disney's Blizzard Beach          |
| Best Dark Ride Beste dark ride                                                 | 1      | The Amazing Adventures of Spider-Man                 | Universal's Islands of Adventure |
| Best Dark Ride Beste dark ride                                                 | 2      | Twilight Zone Tower of Terror                        | Disney's Hollywood Studios       |
| Best Dark Ride Beste dark ride                                                 | 3      | Haunted Mansion                                      | Knoebels Amusement Resort        |
| Best Dark Ride Beste dark ride                                                 | 4      | Indiana Jones Adventure: Temple of the Forbidden Eye | Disneyland                       |
| Best Dark Ride Beste dark ride                                                 | 5      | Journey to the Center of the Earth                   | Tokyo DisneySea                  |
| Best Carousel Beste draaimolen                                                 | 1      | Knoebels Amusement Resort                            | Elysburg, Pennsylvania           |
| Best Carousel Beste draaimolen                                                 | 2      | Santa Cruz Beach Boardwalk                           | Santa Cruz, California           |
| Best Carousel Beste draaimolen                                                 | 3      | Six Flags Over Georgia                               | Austell, Georgia                 |
| Best Carousel Beste draaimolen                                                 | 4      | Universal's Islands of Adventure                     | Orlando, Florida                 |
| Best Carousel Beste draaimolen                                                 | 5      | Six Flags Great America                              | Gurnee, Illinois                 |
| Best Indoor Coaster Beste indoorachtbaan                                       | 1      | Revenge of the Mummy                                 | Universal Studios Florida        |
| Best Indoor Coaster Beste indoorachtbaan                                       | 2      | Rock 'n' Roller Coaster Starring Aerosmith           | Disney's Hollywood Studios       |
| Best Indoor Coaster Beste indoorachtbaan                                       | 3      | Space Mountain                                       | Disneyland                       |
| Best Indoor Coaster Beste indoorachtbaan                                       | 4      | Mindbender                                           | Galaxyland                       |
| Best Indoor Coaster Beste indoorachtbaan                                       | 5      | Space Mountain                                       | Magic Kingdom                    |
| Best Christmas Event Beste Kerstevenement                                      | 1      | Dollywood                                            | Pigeon Forge, Tennessee          |
| Best Christmas Event Beste Kerstevenement                                      | 2      | Silver Dollar City                                   | Branson, Missouri                |
| Best Christmas Event Beste Kerstevenement                                      | 3      | Magic Kingdom                                        | Orlando, Florida                 |
| Best Christmas Event Beste Kerstevenement                                      | 4      | Disneyland                                           | Anaheim, California              |
| Best Christmas Event Beste Kerstevenement                                      | 5      | Hersheypark                                          | Hershey, Pennsylvania            |
| Best Funhouse/Walk-Through Attraction Beste Walkthrough-attractie/Funhouse     | 1      | Frankenstein's Castle                                | Indiana Beach                    |
| Best Funhouse/Walk-Through Attraction Beste Walkthrough-attractie/Funhouse     | 2      | Noah's Ark                                           | Kennywood                        |
| Best Funhouse/Walk-Through Attraction Beste Walkthrough-attractie/Funhouse     | 3      | Hotel Gasten                                         | Liseberg                         |
| Best Funhouse/Walk-Through Attraction Beste Walkthrough-attractie/Funhouse     | 4      | Lustiga Huset                                        | Gröna Lund                       |
| Best Funhouse/Walk-Through Attraction Beste Walkthrough-attractie/Funhouse     | 5      | Spok Huset                                           | Gröna Lund                       |

### Golden Ticket Awards 2008[15]
| Categorie                                                                      | Plaats | Attractie/Park                             | Park/Land                        |
| ------------------------------------------------------------------------------ | ------ | ------------------------------------------ | -------------------------------- |
| Best New Ride (Amusement Park) Beste nieuwe attractie (Attractiepark)          | 1      | Ravine Flyer II                            | Waldameer Park                   |
| Best New Ride (Amusement Park) Beste nieuwe attractie (Attractiepark)          | 2      | Boardwalk Bullet                           | Kemah Boardwalk                  |
| Best New Ride (Amusement Park) Beste nieuwe attractie (Attractiepark)          | 3      | Behemoth                                   | Canada's Wonderland              |
| Best New Ride (Amusement Park) Beste nieuwe attractie (Attractiepark)          | 4      | Led Zeppelin The Ride                      | Freestyle Music Park             |
| Best New Ride (Amusement Park) Beste nieuwe attractie (Attractiepark)          | 5      | Evel Knievel                               | Six Flags St. Louis              |
| Best New Ride (Waterpark) Beste nieuwe attractie (Waterpark)                   | 1      | Dragon's Revenge                           | Schlitterbahn                    |
| Best New Ride (Waterpark) Beste nieuwe attractie (Waterpark)                   | 2      | Dolphin Plunge                             | Aquatica                         |
| Best New Ride (Waterpark) Beste nieuwe attractie (Waterpark)                   | 3      | Black Hole: The Next Generation            | Wet 'n Wild Orlando              |
| Best New Ride (Waterpark) Beste nieuwe attractie (Waterpark)                   | 4      | Rock & Roll Island                         | Water Country USA                |
| Best New Ride (Waterpark) Beste nieuwe attractie (Waterpark)                   | 5      | Taumata Racer                              | Aquatica                         |
| Beste Park Beste attractiepark                                                 | 1      | Cedar Point                                | Sandusky, Ohio                   |
| Beste Park Beste attractiepark                                                 | 2      | Busch Gardens Europe                       | Williamsburg, Virginia           |
| Beste Park Beste attractiepark                                                 | 3      | Knoebels Amusement Resort                  | Elysburg, Pennsylvania           |
| Beste Park Beste attractiepark                                                 | 4      | Disneyland                                 | Anaheim, California              |
| Beste Park Beste attractiepark                                                 | 5      | Universal's Islands of Adventure           | Orlando, Florida                 |
| Beste Park Beste attractiepark                                                 | 5      | Blackpool Pleasure Beach                   | Blackpool, Engeland              |
| Beste Park Beste attractiepark                                                 | 7      | Europa-Park                                | Rust, Duitsland                  |
| Beste Park Beste attractiepark                                                 | 7      | Kennywood                                  | West Mifflin, Pennsylvania       |
| Beste Park Beste attractiepark                                                 | 9      | Holiday World & Splashin' Safari           | Santa Claus, Indiana             |
| Beste Park Beste attractiepark                                                 | 10     | Dollywood                                  | Pigeon Forge, Tennessee          |
| Best Waterpark Beste waterattractiepark                                        | 1      | Schlitterbahn                              | New Braunfels, Texas             |
| Best Waterpark Beste waterattractiepark                                        | 2      | Holiday World & Splashin' Safari           | Santa Claus, Indiana             |
| Best Waterpark Beste waterattractiepark                                        | 3      | Disney's Blizzard Beach                    | Orlando, Florida                 |
| Best Waterpark Beste waterattractiepark                                        | 4      | Noah's Ark                                 | Wisconsin Dells, Wisconsin       |
| Best Waterpark Beste waterattractiepark                                        | 5      | Typhoon Lagoon                             | Orlando, Florida                 |
| Best Children Park Beste park voor kinderen                                    | 1      | Legoland California                        | Carlsbad, California             |
| Best Children Park Beste park voor kinderen                                    | 2      | Idlewild and Soak Zone                     | Ligonier, Pennsylvania           |
| Best Children Park Beste park voor kinderen                                    | 3      | Fårup Sommerland                           | Saltum, Denmark                  |
| Best Children Park Beste park voor kinderen                                    | 4      | Dutch Wonderland                           | Lancaster, Pennsylvania          |
| Best Children Park Beste park voor kinderen                                    | 5      | Memphis Kiddie Park                        | Brooklyn, Ohio                   |
| Best Children Park Beste park voor kinderen                                    | 5      | Sesame Place                               | Langhorne, Pennsylvania          |
| Best Marine Life Park Beste park over het leven uit de zee                     | 1      | SeaWorld Orlando                           | Orlando, Florida                 |
| Best Marine Life Park Beste park over het leven uit de zee                     | 2      | SeaWorld San Antonio                       | San Antonio                      |
| Best Marine Life Park Beste park over het leven uit de zee                     | 3      | SeaWorld San Diego                         | San Diego                        |
| Best Marine Life Park Beste park over het leven uit de zee                     | 4      | Discovery Cove                             | Orlando, Florida                 |
| Best Marine Life Park Beste park over het leven uit de zee                     | 4      | Six Flags Discovery Kingdom                | Vallejo, California              |
| Best Seaside Park Beste Park aan de kust                                       | 1      | Santa Cruz Beach Boardwalk                 | Santa Cruz, California           |
| Best Seaside Park Beste Park aan de kust                                       | 2      | Blackpool Pleasure Beach                   | Blackpool, Engeland              |
| Best Seaside Park Beste Park aan de kust                                       | 3      | Morey's Piers                              | Wildwood, New Jersey             |
| Best Seaside Park Beste Park aan de kust                                       | 4      | Kemah Boardwalk                            | Kemah, Texas                     |
| Best Indoor Waterpark Beste overdekte waterpark                                | 1      | Schlitterbahn Galveston Island             | Galveston, Texas                 |
| Best Indoor Waterpark Beste overdekte waterpark                                | 2      | World Waterpark                            | Edmonton, Canada                 |
| Best Indoor Waterpark Beste overdekte waterpark                                | 3      | Kalahari Resort                            | Sandusky, Ohio                   |
| Best Indoor Waterpark Beste overdekte waterpark                                | 4      | Kalahari Resort                            | Wisconsin Dells, Wisconsin       |
| Best Indoor Waterpark Beste overdekte waterpark                                | 5      | Castaway Bay                               | Sandusky, Ohio                   |
| Best Kids' Area Beste zone voor kinderen                                       | 1      | Kings Island                               | Mason, Ohio                      |
| Best Kids' Area Beste zone voor kinderen                                       | 2      | Universal's Islands of Adventure           | Orlando, Florida                 |
| Best Kids' Area Beste zone voor kinderen                                       | 3      | Knott's Berry Farm                         | Buena Park, California           |
| Best Kids' Area Beste zone voor kinderen                                       | 4      | Kings Dominion                             | Doswell, Virginia                |
| Best Kids' Area Beste zone voor kinderen                                       | 4      | Nickelodeon Universe                       | Bloomington, Minnesota           |
| Friendliest Park Meest klantvriendelijke park                                  | 1      | Holiday World & Splashin' Safari           | Santa Claus, Indiana             |
| Friendliest Park Meest klantvriendelijke park                                  | 2      | Dollywood                                  | Pigeon Forge, Tennessee          |
| Friendliest Park Meest klantvriendelijke park                                  | 3      | Knoebels Amusement Resort                  | Elysburg, Pennsylvania           |
| Friendliest Park Meest klantvriendelijke park                                  | 4      | Silver Dollar City                         | Branson, Missouri                |
| Friendliest Park Meest klantvriendelijke park                                  | 5      | Beech Bend Park                            | Bowling Green, Kentucky          |
| Cleanest Park Netste park                                                      | 1      | Holiday World & Splashin' Safari           | Santa Claus, Indiana             |
| Cleanest Park Netste park                                                      | 2      | Busch Gardens Europe                       | Williamsburg, Virginia           |
| Cleanest Park Netste park                                                      | 3      | Dollywood                                  | Pigeon Forge, Tennessee          |
| Cleanest Park Netste park                                                      | 3      | Magic Kingdom                              | Orlando, Florida                 |
| Cleanest Park Netste park                                                      | 5      | Disneyland                                 | Anaheim, California              |
| Best Halloween Event Beste Halloween Evenement                                 | 1      | Universal Orlando Resort                   | Orlando, Florida                 |
| Best Halloween Event Beste Halloween Evenement                                 | 2      | Knott's Berry Farm                         | Buena Park, California           |
| Best Halloween Event Beste Halloween Evenement                                 | 3      | Knoebels Amusement Resort                  | Elysburg, Pennsylvania           |
| Best Halloween Event Beste Halloween Evenement                                 | 4      | Kennywood                                  | West Mifflin, Pennsylvania       |
| Best Halloween Event Beste Halloween Evenement                                 | 5      | Cedar Point                                | Sandusky, Ohio                   |
| Best Landscaping – Amusement Park Beste landschapsarchitectuur – Attractiepark | 1      | Busch Gardens Europe                       | Williamsburg, Virginia           |
| Best Landscaping – Amusement Park Beste landschapsarchitectuur – Attractiepark | 2      | Efteling                                   | Kaatsheuvel, Nederland           |
| Best Landscaping – Amusement Park Beste landschapsarchitectuur – Attractiepark | 3      | Gilroy Gardens                             | Gilroy, California               |
| Best Landscaping – Amusement Park Beste landschapsarchitectuur – Attractiepark | 4      | Dollywood                                  | Pigeon Forge, Tennessee          |
| Best Landscaping – Amusement Park Beste landschapsarchitectuur – Attractiepark | 5      | Epcot                                      | Orlando, Florida                 |
| Best Food Beste eten                                                           | 1      | Knoebels Amusement Resort                  | Elysburg, Pennsylvania           |
| Best Food Beste eten                                                           | 2      | Dollywood                                  | Pigeon Forge, Tennessee          |
| Best Food Beste eten                                                           | 3      | Epcot                                      | Orlando, Florida                 |
| Best Food Beste eten                                                           | 4      | Silver Dollar City                         | Branson, Missouri                |
| Best Food Beste eten                                                           | 5      | Busch Gardens Europe                       | Williamsburg, Virginia           |
| Best Shows Beste parkshows                                                     | 1      | Six Flags Fiesta Texas                     | San Antonio, Texas               |
| Best Shows Beste parkshows                                                     | 2      | Dollywood                                  | Pigeon Forge, Tennessee          |
| Best Shows Beste parkshows                                                     | 3      | Disney's Hollywood Studios                 | Orlando, Florida                 |
| Best Shows Beste parkshows                                                     | 4      | Silver Dollar City                         | Branson, Missouri                |
| Best Shows Beste parkshows                                                     | 5      | Busch Gardens Europe                       | Williamsburg, Virginia           |
| Best Outdoor Night Show Production Beste open luchtshow in de avond            | 1      | Epcot                                      | Epcot                            |
| Best Outdoor Night Show Production Beste open luchtshow in de avond            | 2      | Six Flags Fiesta Texas                     | San Antonio, Texas               |
| Best Outdoor Night Show Production Beste open luchtshow in de avond            | 3      | Disneyland                                 | Anaheim, California              |
| Best Outdoor Night Show Production Beste open luchtshow in de avond            | 4      | Freestyle Music Park                       | Myrtle Beach, South Carolina     |
| Best Outdoor Night Show Production Beste open luchtshow in de avond            | 5      | Disney's Hollywood Studios                 | Orlando, Florida                 |
| Best Water Ride Beste waterattractie                                           | 1      | Dudley Do-Right's Ripsaw Falls             | Universal's Islands of Adventure |
| Best Water Ride Beste waterattractie                                           | 2      | Valhalla                                   | Blackpool Pleasure Beach         |
| Best Water Ride Beste waterattractie                                           | 3      | Splash Mountain                            | Magic Kingdom                    |
| Best Water Ride Beste waterattractie                                           | 4      | Popeye and Bluto's Bilge-Rat Barges        | Universal's Islands of Adventure |
| Best Water Ride Beste waterattractie                                           | 5      | Journey to Atlantis                        | SeaWorld Orlando                 |
| Best Waterpark Ride Beste waterparkattractie                                   | 1      | Master Blaster                             | Schlitterbahn                    |
| Best Waterpark Ride Beste waterparkattractie                                   | 2      | ZOOMbabwe                                  | Holiday World & Splashin' Safari |
| Best Waterpark Ride Beste waterparkattractie                                   | 3      | Deluge                                     | Kentucky Kingdom                 |
| Best Waterpark Ride Beste waterparkattractie                                   | 4      | Dragon's Revenge                           | Schlitterbahn                    |
| Best Waterpark Ride Beste waterparkattractie                                   | 5      | Black Anaconda                             | Noah's Ark                       |
| Best Dark Ride Beste dark ride                                                 | 1      | The Amazing Adventures of Spider-Man       | Universal's Islands of Adventure |
| Best Dark Ride Beste dark ride                                                 | 2      | Twilight Zone Tower of Terror              | Disney's Hollywood Studios       |
| Best Dark Ride Beste dark ride                                                 | 3      | Haunted Mansion                            | Knoebels Amusement Resort        |
| Best Dark Ride Beste dark ride                                                 | 4      | Nights in White Satin: The Trip            | Freestyle Music Park             |
| Best Dark Ride Beste dark ride                                                 | 5      | Pirates of the Caribbean                   | Disneyland                       |
| Best Carousel Beste draaimolen                                                 | 1      | Knoebels Amusement Resort                  | Elysburg, Pennsylvania           |
| Best Carousel Beste draaimolen                                                 | 2      | Santa Cruz Beach Boardwalk                 | Santa Cruz, California           |
| Best Carousel Beste draaimolen                                                 | 3      | Six Flags Over Georgia                     | Austell, Georgia                 |
| Best Carousel Beste draaimolen                                                 | 4      | Universal's Islands of Adventure           | Orlando, Florida                 |
| Best Carousel Beste draaimolen                                                 | 5      | Six Flags Great America                    | Gurnee, Illinois                 |
| Best Indoor Coaster Beste indoorachtbaan                                       | 1      | Revenge of the Mummy                       | Universal Studios Florida        |
| Best Indoor Coaster Beste indoorachtbaan                                       | 2      | Rock 'n' Roller Coaster Starring Aerosmith | Disney's Hollywood Studios       |
| Best Indoor Coaster Beste indoorachtbaan                                       | 3      | Space Mountain                             | Disneyland                       |
| Best Indoor Coaster Beste indoorachtbaan                                       | 4      | Mindbender                                 | Galaxyland                       |
| Best Indoor Coaster Beste indoorachtbaan                                       | 5      | Exterminator                               | Kennywood                        |
| Best Christmas Event Beste Kerstevenement                                      | 1      | Dollywood                                  | Pigeon Forge, Tennessee          |
| Best Christmas Event Beste Kerstevenement                                      | 2      | Magic Kingdom                              | Orlando, Florida                 |
| Best Christmas Event Beste Kerstevenement                                      | 3      | Disneyland                                 | Anaheim, California              |
| Best Christmas Event Beste Kerstevenement                                      | 4      | Silver Dollar City                         | Branson, Missouri                |
| Best Christmas Event Beste Kerstevenement                                      | 5      | Hersheypark                                | Hershey, Pennsylvania            |
| Best Funhouse/Walk-Through Attraction Beste Walkthrough-attractie/Funhouse     | 1      | Frankenstein's Castle                      | Indiana Beach                    |
| Best Funhouse/Walk-Through Attraction Beste Walkthrough-attractie/Funhouse     | 2      | Noah's Ark                                 | Kennywood                        |
| Best Funhouse/Walk-Through Attraction Beste Walkthrough-attractie/Funhouse     | 3      | Hotel Gasten                               | Liseberg                         |
| Best Funhouse/Walk-Through Attraction Beste Walkthrough-attractie/Funhouse     | 3      | Lustiga Huset                              | Gröna Lund                       |

### Golden Ticket Awards 2007[16]
| Categorie                                                                      | Plaats | Attractie/Park                                       | Park/Land                        |
| ------------------------------------------------------------------------------ | ------ | ---------------------------------------------------- | -------------------------------- |
| Best New Ride (Amusement Park) Beste nieuwe attractie (Attractiepark)          | 1      | Maverick                                             | Cedar Point                      |
| Best New Ride (Amusement Park) Beste nieuwe attractie (Attractiepark)          | 2      | Mystery Mine                                         | Dollywood                        |
| Best New Ride (Amusement Park) Beste nieuwe attractie (Attractiepark)          | 3      | Griffon                                              | Busch Gardens Europe             |
| Best New Ride (Amusement Park) Beste nieuwe attractie (Attractiepark)          | 4      | Renegade                                             | Valleyfair                       |
| Best New Ride (Amusement Park) Beste nieuwe attractie (Attractiepark)          | 5      | Troy                                                 | Toverland                        |
| Best New Ride (Waterpark) Beste nieuwe attractie (Waterpark)                   | 1      | Bakuli                                               | Splashin' Safari                 |
| Best New Ride (Waterpark) Beste nieuwe attractie (Waterpark)                   | 2      | Deluge                                               | Six Flags Kentucky Kingdom       |
| Best New Ride (Waterpark) Beste nieuwe attractie (Waterpark)                   | 3      | Brainwash                                            | Wet 'n Wild Orlando              |
| Best New Ride (Waterpark) Beste nieuwe attractie (Waterpark)                   | 4      | East Coaster Waterworks                              | Hersheypark                      |
| Best New Ride (Waterpark) Beste nieuwe attractie (Waterpark)                   | 5      | Poseidon's Rage                                      | Mt. Olympus                      |
| Beste Park Beste attractiepark                                                 | 1      | Cedar Point                                          | Sandusky, Ohio                   |
| Beste Park Beste attractiepark                                                 | 2      | Knoebels Amusement Resort                            | Elysburg, Pennsylvania           |
| Beste Park Beste attractiepark                                                 | 3      | Universal's Islands of Adventure                     | Orlando, Florida                 |
| Beste Park Beste attractiepark                                                 | 4      | Holiday World                                        | Santa Claus, Indiana             |
| Beste Park Beste attractiepark                                                 | 5      | Disneyland                                           | Anaheim, California              |
| Beste Park Beste attractiepark                                                 | 5      | Blackpool Pleasure Beach                             | Blackpool, Engeland              |
| Beste Park Beste attractiepark                                                 | 7      | Kennywood                                            | West Mifflin, Pennsylvania       |
| Beste Park Beste attractiepark                                                 | 8      | Busch Gardens Europe                                 | Williamsburg, Virginia           |
| Beste Park Beste attractiepark                                                 | 9      | Europa-Park                                          | Rust, Duitsland                  |
| Beste Park Beste attractiepark                                                 | 10     | Magic Kingdom                                        | Orlando, Florida                 |
| Beste Park Beste attractiepark                                                 | 10     | Tokyo DisneySea                                      | Tokyo, Japan                     |
| Best Waterpark Beste waterattractiepark                                        | 1      | Schlitterbahn                                        | New Braunfels, Texas             |
| Best Waterpark Beste waterattractiepark                                        | 2      | Holiday World & Splashin' Safari                     | Santa Claus, Indiana             |
| Best Waterpark Beste waterattractiepark                                        | 3      | Disney's Blizzard Beach                              | Orlando, Florida                 |
| Best Waterpark Beste waterattractiepark                                        | 4      | Noah's Ark                                           | Wisconsin Dells, Wisconsin       |
| Best Waterpark Beste waterattractiepark                                        | 4      | Typhoon Lagoon                                       | Orlando, Florida                 |
| Best Children Park Beste park voor kinderen                                    | 1      | Legoland California                                  | Carlsbad, California             |
| Best Children Park Beste park voor kinderen                                    | 2      | Idlewild and Soak Zone                               | Ligonier, Pennsylvania           |
| Best Children Park Beste park voor kinderen                                    | 3      | Fårup Sommerland                                     | Saltum, Denmark                  |
| Best Children Park Beste park voor kinderen                                    | 3      | Sesame Place                                         | Langhorne, Pennsylvania          |
| Best Children Park Beste park voor kinderen                                    | 4      | Memphis Kiddie Park                                  | Brooklyn, Ohio                   |
| Best Marine Life Park Beste park over het leven uit de zee                     | 1      | SeaWorld Orlando                                     | Orlando, Florida                 |
| Best Marine Life Park Beste park over het leven uit de zee                     | 2      | SeaWorld San Antonio                                 | San Antonio                      |
| Best Marine Life Park Beste park over het leven uit de zee                     | 3      | SeaWorld San Diego                                   | San Diego                        |
| Best Marine Life Park Beste park over het leven uit de zee                     | 4      | Six Flags Discovery Kingdom                          | Vallejo, California              |
| Best Marine Life Park Beste park over het leven uit de zee                     | 5      | Marineland                                           | Ontario, Canada                  |
| Best Seaside Park Beste Park aan de kust                                       | 1      | Santa Cruz Beach Boardwalk                           | Santa Cruz, California           |
| Best Seaside Park Beste Park aan de kust                                       | 2      | Blackpool Pleasure Beach                             | Blackpool, Engeland              |
| Best Seaside Park Beste Park aan de kust                                       | 3      | Morey's Piers                                        | Wildwood, New Jersey             |
| Best Seaside Park Beste Park aan de kust                                       | 4      | Belmont Park                                         | San Diego, California            |
| Best Seaside Park Beste Park aan de kust                                       | 5      | Kemah Boardwalk                                      | Kemah, Texas                     |
| Best Indoor Waterpark Beste overdekte waterpark                                | 1      | World Waterpark                                      | Edmonton, Canada                 |
| Best Indoor Waterpark Beste overdekte waterpark                                | 2      | Schlitterbahn Galveston Island                       | Galveston, Texas                 |
| Best Indoor Waterpark Beste overdekte waterpark                                | 3      | Castaway Bay                                         | Sandusky, Ohio                   |
| Best Indoor Waterpark Beste overdekte waterpark                                | 3      | Kalahari Resort                                      | Sandusky, Ohio                   |
| Best Indoor Waterpark Beste overdekte waterpark                                | 5      | Great Wolf Lodge                                     | Sandusky, Ohio                   |
| Best Indoor Waterpark Beste overdekte waterpark                                | 5      | Kalahari Resort                                      | Wisconsin Dells, Wisconsin       |
| Best Indoor Waterpark Beste overdekte waterpark                                | 5      | Splash Landings/Alton Towers                         | Staffordshire, Engeland          |
| Best Kids' Area Beste zone voor kinderen                                       | 1      | Kings Island                                         | Kings Mills, Ohio                |
| Best Kids' Area Beste zone voor kinderen                                       | 2      | Universal's Islands of Adventure                     | Orlando, Florida                 |
| Best Kids' Area Beste zone voor kinderen                                       | 3      | Carowinds                                            | Charlotte, North Carolina        |
| Best Kids' Area Beste zone voor kinderen                                       | 4      | Idlewild                                             | Ligonier, Pennsylvania           |
| Best Kids' Area Beste zone voor kinderen                                       | 4      | Knott's Berry Farm                                   | Buena Park, California           |
| Friendliest Park Meest klantvriendelijke park                                  | 1      | Holiday World & Splashin' Safari                     | Santa Claus, Indiana             |
| Friendliest Park Meest klantvriendelijke park                                  | 2      | Dollywood                                            | Pigeon Forge, Tennessee          |
| Friendliest Park Meest klantvriendelijke park                                  | 3      | Knoebels Amusement Resort                            | Elysburg, Pennsylvania           |
| Friendliest Park Meest klantvriendelijke park                                  | 4      | Silver Dollar City                                   | Branson, Missouri                |
| Friendliest Park Meest klantvriendelijke park                                  | 5      | Disneyland                                           | Anaheim, California              |
| Friendliest Park Meest klantvriendelijke park                                  | 5      | Beech Bend Park                                      | Bowling Green, Kentucky          |
| Cleanest Park Netste park                                                      | 1      | Holiday World & Splashin' Safari                     | Santa Claus, Indiana             |
| Cleanest Park Netste park                                                      | 2      | Busch Gardens Europe                                 | Williamsburg, Virginia           |
| Cleanest Park Netste park                                                      | 3      | Disneyland                                           | Anaheim, California              |
| Cleanest Park Netste park                                                      | 3      | Magic Kingdom                                        | Orlando, Florida                 |
| Cleanest Park Netste park                                                      | 5      | Dollywood                                            | Pigeon Forge, Tennessee          |
| Best Halloween Event Beste Halloween Evenement                                 | 1      | Knott's Berry Farm                                   | Buena Park, California           |
| Best Halloween Event Beste Halloween Evenement                                 | 2      | Universal Orlando Resort                             | Orlando, Florida                 |
| Best Halloween Event Beste Halloween Evenement                                 | 3      | Kennywood                                            | West Mifflin, Pennsylvania       |
| Best Halloween Event Beste Halloween Evenement                                 | 4      | Knoebels Amusement Resort                            | Elysburg, Pennsylvania           |
| Best Halloween Event Beste Halloween Evenement                                 | 5      | Cedar Point                                          | Sandusky, Ohio                   |
| Best Landscaping – Amusement Park Beste landschapsarchitectuur – Attractiepark | 1      | Busch Gardens Europe                                 | Williamsburg, Virginia           |
| Best Landscaping – Amusement Park Beste landschapsarchitectuur – Attractiepark | 2      | Gilroy Gardens                                       | Gilroy, California               |
| Best Landscaping – Amusement Park Beste landschapsarchitectuur – Attractiepark | 3      | Efteling                                             | Kaatsheuvel, Nederland           |
| Best Landscaping – Amusement Park Beste landschapsarchitectuur – Attractiepark | 4      | Epcot                                                | Orlando, Florida                 |
| Best Landscaping – Amusement Park Beste landschapsarchitectuur – Attractiepark | 4      | Busch Gardens Africa                                 | Buena Park, California           |
| Best Food Beste eten                                                           | 1      | Knoebels Amusement Resort                            | Elysburg, Pennsylvania           |
| Best Food Beste eten                                                           | 2      | Epcot                                                | Orlando, Florida                 |
| Best Food Beste eten                                                           | 3      | Dollywood                                            | Pigeon Forge, Tennessee          |
| Best Food Beste eten                                                           | 4      | Busch Gardens Europe                                 | Williamsburg, Virginia           |
| Best Food Beste eten                                                           | 5      | Silver Dollar City                                   | Branson, Missouri                |
| Best Shows Beste parkshows                                                     | 1      | Six Flags Fiesta Texas                               | San Antonio, Texas               |
| Best Shows Beste parkshows                                                     | 2      | Dollywood                                            | Pigeon Forge, Tennessee          |
| Best Shows Beste parkshows                                                     | 3      | Busch Gardens Europe                                 | Williamsburg, Virginia           |
| Best Shows Beste parkshows                                                     | 3      | Silver Dollar City                                   | Branson, Missouri                |
| Best Shows Beste parkshows                                                     | 5      | Disney's Hollywood Studios                           | Orlando, Florida                 |
| Best Outdoor Night Show Production Beste open luchtshow in de avond            | 1      | IllumiNations: Reflections of Earth                  | Epcot                            |
| Best Outdoor Night Show Production Beste open luchtshow in de avond            | 2      | Six Flags Fiesta Texas                               | San Antonio, Texas               |
| Best Outdoor Night Show Production Beste open luchtshow in de avond            | 3      | Disneyland                                           | Anaheim, California              |
| Best Outdoor Night Show Production Beste open luchtshow in de avond            | 4      | Disney's Hollywood Studios                           | Orlando, Florida                 |
| Best Outdoor Night Show Production Beste open luchtshow in de avond            | 5      | Cedar Point                                          | Sandusky, Ohio                   |
| Best Water Ride Beste waterattractie                                           | 1      | Dudley Do-Right's Ripsaw Falls                       | Universal's Islands of Adventure |
| Best Water Ride Beste waterattractie                                           | 2      | Valhalla                                             | Blackpool Pleasure Beach         |
| Best Water Ride Beste waterattractie                                           | 3      | Splash Mountain                                      | Magic Kingdom                    |
| Best Water Ride Beste waterattractie                                           | 4      | Popeye and Bluto's Bilge-Rat Barges                  | Universal's Islands of Adventure |
| Best Water Ride Beste waterattractie                                           | 5      | Journey to Atlantis                                  | SeaWorld Orlando                 |
| Best Waterpark Ride Beste waterparkattractie                                   | 1      | Master Blaster                                       | Schlitterbahn                    |
| Best Waterpark Ride Beste waterparkattractie                                   | 2      | Deluge                                               | Kentucky Kingdom                 |
| Best Waterpark Ride Beste waterparkattractie                                   | 3      | ZOOMbabwe                                            | Holiday World & Splashin' Safari |
| Best Waterpark Ride Beste waterparkattractie                                   | 4      | Bakuli                                               | Holiday World & Splashin' Safari |
| Best Waterpark Ride Beste waterparkattractie                                   | 4      | Summit Plummet                                       | Blizzard Beach                   |
| Best Dark Ride Beste dark ride                                                 | 1      | The Amazing Adventures of Spider-Man                 | Universal's Islands of Adventure |
| Best Dark Ride Beste dark ride                                                 | 2      | Haunted Mansion                                      | Knoebels Amusement Resort        |
| Best Dark Ride Beste dark ride                                                 | 3      | Twilight Zone Tower of Terror                        | Disney's Hollywood Studios       |
| Best Dark Ride Beste dark ride                                                 | 4      | Indiana Jones Adventure: Temple of the Forbidden Eye | Disneyland                       |
| Best Dark Ride Beste dark ride                                                 | 5      | Pirates of the Caribbean                             | Disneyland                       |
| Best Carousel Beste draaimolen                                                 | 1      | Grand Carousel                                       | Knoebels Amusement Resort        |
| Best Carousel Beste draaimolen                                                 | 2      | Looff Carousel                                       | Santa Cruz Beach Boardwalk       |
| Best Carousel Beste draaimolen                                                 | 3      | The Riverview Carousel                               | Six Flags Over Georgia           |
| Best Carousel Beste draaimolen                                                 | 4      | Caro-Seuss-El                                        | Universal's Islands of Adventure |
| Best Carousel Beste draaimolen                                                 | 4      | Columbia Carousel                                    | Six Flags Great America          |
| Best Indoor Coaster Beste indoorachtbaan                                       | 1      | Rock 'n' Roller Coaster Starring Aerosmith           | Disney's Hollywood Studios       |
| Best Indoor Coaster Beste indoorachtbaan                                       | 2      | Revenge of the Mummy                                 | Universal Studios Florida        |
| Best Indoor Coaster Beste indoorachtbaan                                       | 2      | Space Mountain                                       | Disneyland                       |
| Best Indoor Coaster Beste indoorachtbaan                                       | 4      | Space Mountain                                       | Magic Kingdom                    |
| Best Indoor Coaster Beste indoorachtbaan                                       | 5      | Exterminator                                         | Kennywood                        |

### Golden Ticket Awards 2006[17]
| Categorie                                                                             | Plaats | Attractie/Park                                       | Park/Land                          |
| ------------------------------------------------------------------------------------- | ------ | ---------------------------------------------------- | ---------------------------------- |
| Best Amusement Park Beste attractiepark                                               | 1      | Cedar Point                                          | Sandusky, Ohio                     |
| Best Amusement Park Beste attractiepark                                               | 2      | Blackpool Pleasure Beach                             | Blackpool, Engeland                |
| Best Amusement Park Beste attractiepark                                               | 3      | Knoebels Amusement Resort                            | Elysburg, Pennsylvania             |
| Best Amusement Park Beste attractiepark                                               | 4      | Universal's Islands of Adventure                     | Orlando, Florida                   |
| Best Amusement Park Beste attractiepark                                               | 5      | Disneyland                                           | Anaheim, California                |
| Best Amusement Park Beste attractiepark                                               | 6      | Kennywood                                            | West Mifflin, Pennsylvania         |
| Best Amusement Park Beste attractiepark                                               | 6      | Europa Park                                          | Rust, Duitsland                    |
| Best Amusement Park Beste attractiepark                                               | 8      | Holiday World & Splashin' Safari                     | Santa Claus, Indiana               |
| Best Amusement Park Beste attractiepark                                               | 8      | Busch Gardens Europe                                 | Williamsburg, Virginia             |
| Best Amusement Park Beste attractiepark                                               | 10     | Magic Kingdom                                        | Orlando, Florida                   |
| Best Waterpark Beste waterattractiepark                                               | 1      | Schlitterbahn                                        | New Baunfels, Texas                |
| Best Waterpark Beste waterattractiepark                                               | 2      | Holiday World & Splashin' Safari                     | Santa Claus, Indiana               |
| Best Waterpark Beste waterattractiepark                                               | 3      | Disney's Blizzard Beach                              | Orlando, Florida                   |
| Best Waterpark Beste waterattractiepark                                               | 4      | Noah's Ark                                           | Wisconsin Dells, Wisconsin         |
| Best Waterpark Beste waterattractiepark                                               | 5      | Disney's Typhoon Lagoon                              | Orlando, Florida                   |
| Best Children Park Beste park voor kinderen                                           | 1      | Legoland California                                  | Carlsbad, California               |
| Best Children Park Beste park voor kinderen                                           | 2      | Idlewild                                             | Ligonier, Pennsylvania             |
| Best Children Park Beste park voor kinderen                                           | 3      | Memphis Kiddie Park                                  | Cleveland, Ohio                    |
| Best Children Park Beste park voor kinderen                                           | 3      | Sesame Place                                         | Langhorne, Pennsylvania            |
| Best Children Park Beste park voor kinderen                                           | 5      | Kiddieland Amusement Park                            | Melrose Park, Illinois             |
| Best Marine Life Park Beste park over het leven uit de zee                            | 1      | SeaWorld Orlando                                     | Orlando, Florida                   |
| Best Marine Life Park Beste park over het leven uit de zee                            | 2      | SeaWorld San Antonio                                 | San Antonio, Texas                 |
| Best Marine Life Park Beste park over het leven uit de zee                            | 3      | SeaWorld San Diego                                   | San Diego, California              |
| Best Marine Life Park Beste park over het leven uit de zee                            | 4      | Marineland                                           | Niagara Falls, Ontario             |
| Best Marine Life Park Beste park over het leven uit de zee                            | 4      | Six Flags Marine World                               | Vallejo, California                |
| Best Kids' Area Beste zone voor kinderen                                              | 1      | Paramount's Kings Island                             | Kings Mills, Ohio                  |
| Best Kids' Area Beste zone voor kinderen                                              | 2      | Universal's Islands of Adventure                     | Orlando, Florida                   |
| Best Kids' Area Beste zone voor kinderen                                              | 3      | Paramount's Carowinds                                | Charlotte, North Carolina          |
| Best Kids' Area Beste zone voor kinderen                                              | 4      | Paramount's Kings Dominion                           | Doswell, Virginia                  |
| Best Kids' Area Beste zone voor kinderen                                              | 5      | Idlewild                                             | Ligonier, Pennsylvania             |
| Friendliest Park Meest klantvriendelijke park                                         | 1      | Holiday World & Splashin' Safari                     | Santa Claus, Indiana               |
| Friendliest Park Meest klantvriendelijke park                                         | 2      | Dollywood                                            | Pigeon Forge, Tennessee            |
| Friendliest Park Meest klantvriendelijke park                                         | 3      | Cedar Point                                          | Sandusky, Ohio                     |
| Friendliest Park Meest klantvriendelijke park                                         | 4      | Knoebels Amusement Resort                            | Elysburg, Pennsylvania             |
| Friendliest Park Meest klantvriendelijke park                                         | 4      | Magic Kingdom                                        | Orlando, Florida                   |
| Cleanest Park Netste park                                                             | 1      | Holiday World & Splashin' Safari                     | Santa Claus, Indiana               |
| Cleanest Park Netste park                                                             | 2      | Busch Gardens Europe                                 | Williamsburg, Virginia             |
| Cleanest Park Netste park                                                             | 3      | Disneyland                                           | Anaheim, California                |
| Cleanest Park Netste park                                                             | 4      | Magic Kingdom                                        | Orlando, Florida                   |
| Cleanest Park Netste park                                                             | 5      | Epcot                                                | Orlando, Florida                   |
| Best Halloween Event Beste Halloween Evenement                                        | 1      | Universal Orlando Resort                             | Orlando, Florida                   |
| Best Halloween Event Beste Halloween Evenement                                        | 2      | Knott's Berry Farm                                   | Buena Park, California             |
| Best Halloween Event Beste Halloween Evenement                                        | 3      | Kennywood                                            | West Mifflin, Pennsylvania         |
| Best Halloween Event Beste Halloween Evenement                                        | 4      | Knoebels Amusement Resort                            | Elysburg, Pennsylvania             |
| Best Halloween Event Beste Halloween Evenement                                        | 5      | Cedar Point                                          | Sandusky, Ohio                     |
| Best Landscaping – Amusement Park Beste landschapsarchitectuur – Attractiepark        | 1      | Busch Gardens Europe                                 | Williamsburg, Virginia             |
| Best Landscaping – Amusement Park Beste landschapsarchitectuur – Attractiepark        | 2      | Efteling                                             | Kaatsheuvel, Nederland             |
| Best Landscaping – Amusement Park Beste landschapsarchitectuur – Attractiepark        | 3      | Bonfante Gardens                                     | Gilroy, California                 |
| Best Landscaping – Amusement Park Beste landschapsarchitectuur – Attractiepark        | 4      | Busch Gardens Africa                                 | Tampa, Florida                     |
| Best Landscaping – Amusement Park Beste landschapsarchitectuur – Attractiepark        | 5      | Dollywood                                            | Pigeon Forge, Tennessee            |
| Best Landscaping – Waterpark Beste landschapsarchitectuur -Waterpark                  | 1      | Schlitterbahn                                        | New Braunfels, Texas               |
| Best Landscaping – Waterpark Beste landschapsarchitectuur -Waterpark                  | 2      | Disney's Blizzard Beach                              | Orlando, Florida                   |
| Best Landscaping – Waterpark Beste landschapsarchitectuur -Waterpark                  | 3      | Disney's Typhoon Lagoon                              | Orlando, Florida                   |
| Best Landscaping – Waterpark Beste landschapsarchitectuur -Waterpark                  | 4      | Holiday World & Splashin' Safari                     | Santa Claus, Indiana               |
| Best Landscaping – Waterpark Beste landschapsarchitectuur -Waterpark                  | 5      | Boomerang Bay                                        | Kings Mills, Ohio                  |
| Best Food Beste eten                                                                  | 1      | Knoebels Amusement Resort                            | Elysburg, Pennsylvania             |
| Best Food Beste eten                                                                  | 2      | Epcot                                                | Orlando, Florida                   |
| Best Food Beste eten                                                                  | 3      | Dollywood                                            | Pigeon Forge, Tennessee            |
| Best Food Beste eten                                                                  | 4      | Busch Gardens Europe                                 | Williamsburg, Virginia             |
| Best Food Beste eten                                                                  | 4      | Silver Dollar City                                   | Branson, Missouri                  |
| Best Shows Beste parkshows                                                            | 1      | Six Flags Fiesta Texas                               | San Antonio, Texas                 |
| Best Shows Beste parkshows                                                            | 2      | Dollywood                                            | Pigeon Forge, Tennessee            |
| Best Shows Beste parkshows                                                            | 3      | Busch Gardens Europe                                 | Williamsburg, Virginia             |
| Best Shows Beste parkshows                                                            | 4      | Silver Dollar City                                   | Branson, Missouri                  |
| Best Shows Beste parkshows                                                            | 5      | Disney-MGM Studios                                   | Orlando, Florida                   |
| Best Outdoor Night Show Production Beste open luchtshow in de avond                   | 1      | Epcot                                                | Orlando, Florida                   |
| Best Outdoor Night Show Production Beste open luchtshow in de avond                   | 2      | Six Flags Fiesta Texas                               | San Antonio, Texas                 |
| Best Outdoor Night Show Production Beste open luchtshow in de avond                   | 3      | Disneyland                                           | Anaheim, California                |
| Best Outdoor Night Show Production Beste open luchtshow in de avond                   | 4      | Cedar Point                                          | Sandusky, Ohio                     |
| Best Outdoor Night Show Production Beste open luchtshow in de avond                   | 4      | Disney-MGM Studios                                   | Orlando, Florida                   |
| Best Water Ride Beste waterattractie                                                  | 1      | Dudley Do-Right's Ripsaw Falls                       | Universal's Islands of Adventure   |
| Best Water Ride Beste waterattractie                                                  | 2      | Valhalla                                             | Blackpool Pleasure Beach           |
| Best Water Ride Beste waterattractie                                                  | 3      | Mountain Slidewinder                                 | Dollywood                          |
| Best Water Ride Beste waterattractie                                                  | 4      | Splash Mountain                                      | Magic Kingdom                      |
| Best Water Ride Beste waterattractie                                                  | 5      | Journey to Atlantis                                  | SeaWorld Orlando                   |
| Best Waterpark Ride Beste waterparkattractie                                          | 1      | Master Blaster                                       | Schlitterbahn                      |
| Best Waterpark Ride Beste waterparkattractie                                          | 2      | Zinga                                                | Holiday World & Splashin' Safari   |
| Best Waterpark Ride Beste waterparkattractie                                          | 3      | Zoombabwe                                            | Holiday World & Splashin' Safari   |
| Best Waterpark Ride Beste waterparkattractie                                          | 4      | Typhoon                                              | Six Flags New Engeland             |
| Best Waterpark Ride Beste waterparkattractie                                          | 5      | Black Anaconda                                       | Noah's Ark                         |
| Best Waterpark Ride Beste waterparkattractie                                          | 5      | Summit Plummet                                       | Disney's Blizzard Beach            |
| Best Dark Ride Beste dark ride                                                        | 1      | The Amazing Adventures of Spider-Man                 | Universal's Islands of Adventure   |
| Best Dark Ride Beste dark ride                                                        | 2      | Haunted Mansion                                      | Knoebels Amusement Resort          |
| Best Dark Ride Beste dark ride                                                        | 3      | Twilight Zone Tower of Terror                        | Disney-MGM Studios                 |
| Best Dark Ride Beste dark ride                                                        | 4      | Indiana Jones Adventure: Temple of the Forbidden Eye | Disneyland                         |
| Best Dark Ride Beste dark ride                                                        | 5      | The Haunted Mansion                                  | Magic Kingdom                      |
| Best New Ride of 2006 – Amusement Park Beste nieuwe attractie in 2006 – Attractiepark | 1      | The Voyage                                           | Holiday World & Splashin' Safari   |
| Best New Ride of 2006 – Amusement Park Beste nieuwe attractie in 2006 – Attractiepark | 2      | Expedition Everest                                   | Disney's Animal Kingdom            |
| Best New Ride of 2006 – Amusement Park Beste nieuwe attractie in 2006 – Attractiepark | 3      | El Toro                                              | Six Flags Great Adventure          |
| Best New Ride of 2006 – Amusement Park Beste nieuwe attractie in 2006 – Attractiepark | 4      | Goliath                                              | Six Flags Over Georgia             |
| Best New Ride of 2006 – Amusement Park Beste nieuwe attractie in 2006 – Attractiepark | 5      | Kentucky Rumbler                                     | Beech Bend Park                    |
| Best New Ride of 2006 – Waterpark Beste nieuwe attractie in 2006 – Waterpark          | 1      | Bahari River                                         | Holiday World & Splashin' Safari   |
| Best New Ride of 2006 – Waterpark Beste nieuwe attractie in 2006 – Waterpark          | 2      | Time Warp                                            | Noah's Ark                         |
| Best New Ride of 2006 – Waterpark Beste nieuwe attractie in 2006 – Waterpark          | 2      | Tornado                                              | Six Flags Hurricane Harbor Chicago |
| Best New Ride of 2006 – Waterpark Beste nieuwe attractie in 2006 – Waterpark          | 4      | Fire Tower Falls                                     | Dolly's Splash Country             |
| Best Capacity Beste capaciteit                                                        | 1      | Cedar Point                                          | Sandusky, Ohio                     |
| Best Capacity Beste capaciteit                                                        | 2      | Magic Kingdom                                        | Orlando, Florida                   |
| Best Capacity Beste capaciteit                                                        | 3      | Disneyland                                           | Anaheim, California                |
| Best Capacity Beste capaciteit                                                        | 4      | Holiday World & Splashin' Safari                     | Santa Claus, Indiana               |
| Best Capacity Beste capaciteit                                                        | 4      | Knoebels Amusement Resort                            | Elysburg, Pennsylvania             |
| Best Theming of an Attraction Beste thematisering van een attractie                   | 1      | Dueling Dragons                                      | Universal's Islands of Adventure   |
| Best Theming of an Attraction Beste thematisering van een attractie                   | 2      | Expedition Everest                                   | Disney's Animal Kingdom            |
| Best Theming of an Attraction Beste thematisering van een attractie                   | 3      | Twilight Zone Tower of Terror                        | Disney-MGM Studios                 |
| Best Theming of an Attraction Beste thematisering van een attractie                   | 4      | Indiana Jones Adventure: Temple of the Forbidden Eye | Disneyland                         |
| Best Theming of an Attraction Beste thematisering van een attractie                   | 5      | Revenge of the Mummy                                 | Universal Studios Florida          |
| Best Concert Venue Beste concertlocatie                                               | 1      | Paramount's Kings Island                             | Kings Mills, Ohio                  |
| Best Concert Venue Beste concertlocatie                                               | 2      | Six Flags Fiesta Texas                               | San Antonio, Texas                 |
| Best Concert Venue Beste concertlocatie                                               | 3      | Hersheypark                                          | Hershey, Pennsylvania              |
| Best Concert Venue Beste concertlocatie                                               | 4      | Six Flags Darien Lake                                | Darien Center, New York            |
| Best Concert Venue Beste concertlocatie                                               | 5      | Universal Orlando Resort                             | Orlando, Florida                   |

### Golden Ticket Awards 2005[18]
| Categorie                                                                             | Plaats | Attractie/Park                                       | Park/Land                        |
| ------------------------------------------------------------------------------------- | ------ | ---------------------------------------------------- | -------------------------------- |
| Best Amusement Park Beste attractiepark                                               | 1      | Cedar Point                                          | Sandusky, Ohio                   |
| Best Amusement Park Beste attractiepark                                               | 2      | Universal's Islands of Adventure                     | Orlando, Florida                 |
| Best Amusement Park Beste attractiepark                                               | 3      | Blackpool Pleasure Beach                             | Blackpool Engeland               |
| Best Amusement Park Beste attractiepark                                               | 4      | Europa Park                                          | Rust, Duitsland                  |
| Best Amusement Park Beste attractiepark                                               | 4      | Knoebels Amusement Resort                            | Elysburg, Pennsylvania           |
| Best Waterpark Beste waterattractiepark                                               | 1      | Schlitterbahn                                        | New Braunfels, Texas             |
| Best Waterpark Beste waterattractiepark                                               | 2      | Holiday World & Splashin' Safari                     | Santa Claus, Indiana             |
| Best Waterpark Beste waterattractiepark                                               | 3      | Disney's Blizzard Beach                              | Orlando, Florida                 |
| Best Waterpark Beste waterattractiepark                                               | 4      | Noah's Ark                                           | Wisconsin Dells, Wisconsin       |
| Best Waterpark Beste waterattractiepark                                               | 5      | Disney's Typhoon Lagoon                              | Orlando, Florida                 |
| Best Children Park Beste park voor kinderen                                           | 1      | Legoland California                                  | Carlsbad, California             |
| Best Children Park Beste park voor kinderen                                           | 2      | Idlewild                                             | Ligonier, Pennsylvania           |
| Best Children Park Beste park voor kinderen                                           | 3      | Kiddieland Amusement Park                            | Melrose Park, Illinois           |
| Best Children Park Beste park voor kinderen                                           | 4      | Sesame Place                                         | Langhorne, Pennsylvania          |
| Best Children Park Beste park voor kinderen                                           | 5      | Dutch Wonderland                                     | Lancaster, Pennsylvania          |
| Best Kids' Area Beste zone voor kinderen                                              | 1      | Paramount's Kings Island                             | Kings Mills, Ohio                |
| Best Kids' Area Beste zone voor kinderen                                              | 2      | Universal's Islands of Adventure                     | Orlando, Florida                 |
| Best Kids' Area Beste zone voor kinderen                                              | 3      | Paramount's Carowinds                                | Charlotte, North Carolina        |
| Best Kids' Area Beste zone voor kinderen                                              | 4      | Paramount's Kings Dominion                           | Doswell, Virginia                |
| Best Kids' Area Beste zone voor kinderen                                              | 5      | Disneyland                                           | Anaheim, California              |
| Best Kids' Area Beste zone voor kinderen                                              | 5      | Knott's Berry Farm                                   | Buena Park, California           |
| Friendliest Park Meest klantvriendelijke park                                         | 1      | Holiday World & Splashin' Safari                     | Santa Claus, Indiana             |
| Friendliest Park Meest klantvriendelijke park                                         | 2      | Dollywood                                            | Pigeon Forge, Tennessee          |
| Friendliest Park Meest klantvriendelijke park                                         | 3      | Cedar Point                                          | Sandusky, Ohio                   |
| Friendliest Park Meest klantvriendelijke park                                         | 3      | Knoebels Amusement Resort                            | Elysburg, Pennsylvania           |
| Friendliest Park Meest klantvriendelijke park                                         | 5      | Magic Kingdom                                        | Orlando, Florida                 |
| Cleanest Park Netste park                                                             | 1      | Holiday World & Splashin' Safari                     | Santa Claus, Indiana             |
| Cleanest Park Netste park                                                             | 2      | Busch Gardens Williamsburg                           | Williamsburg, Virginia           |
| Cleanest Park Netste park                                                             | 3      | Cedar Point                                          | Sandusky, Ohio                   |
| Cleanest Park Netste park                                                             | 4      | Magic Kingdom                                        | Orlando, Florida                 |
| Cleanest Park Netste park                                                             | 5      | Disneyland                                           | Anaheim, California              |
| Best Halloween Event Beste Halloween Evenement                                        | 1      | Knott's Berry Farm                                   | Buena Park, California           |
| Best Halloween Event Beste Halloween Evenement                                        | 2      | Universal Studios Florida                            | Orlando, Florida                 |
| Best Halloween Event Beste Halloween Evenement                                        | 3      | Kennywood                                            | West Mifflin, Pennsylvania       |
| Best Halloween Event Beste Halloween Evenement                                        | 4      | Knoebels Amusement Resort                            | Elysburg, Pennsylvania           |
| Best Halloween Event Beste Halloween Evenement                                        | 5      | Cedar Point                                          | Sandusky, Ohio                   |
| Best Landscaping – Amusement Park Beste landschapsarchitectuur – Attractiepark        | 1      | Busch Gardens Williamsburg                           | Williamsburg, Virginia           |
| Best Landscaping – Amusement Park Beste landschapsarchitectuur – Attractiepark        | 2      | Efteling                                             | Kaatsheuvel, Nederland           |
| Best Landscaping – Amusement Park Beste landschapsarchitectuur – Attractiepark        | 3      | Bonfante Gardens                                     | Gilroy, California               |
| Best Landscaping – Amusement Park Beste landschapsarchitectuur – Attractiepark        | 4      | Europa Park                                          | Rust, Duitsland                  |
| Best Landscaping – Amusement Park Beste landschapsarchitectuur – Attractiepark        | 5      | Busch Gardens Tampa Bay                              | Tampa, Florida                   |
| Best Landscaping – Waterpark Beste landschapsarchitectuur -Waterpark                  | 1      | Schlitterbahn                                        | New Braunfels, Texas             |
| Best Landscaping – Waterpark Beste landschapsarchitectuur -Waterpark                  | 2      | Disney's Typhoon Lagoon                              | Orlando, Florida                 |
| Best Landscaping – Waterpark Beste landschapsarchitectuur -Waterpark                  | 3      | Disney's Blizzard Beach                              | Orlando, Florida                 |
| Best Landscaping – Waterpark Beste landschapsarchitectuur -Waterpark                  | 4      | Holiday World & Splashin' Safari                     | Santa Claus, Indiana             |
| Best Landscaping – Waterpark Beste landschapsarchitectuur -Waterpark                  | 5      | Dolly's Splash Country                               | Pigeon Forge, Tennessee          |
| Best Food Beste eten                                                                  | 1      | Knoebels Amusement Resort                            | Elysburg, Pennsylvania           |
| Best Food Beste eten                                                                  | 2      | Epcot                                                | Orlando, Florida                 |
| Best Food Beste eten                                                                  | 3      | Busch Gardens Williamsburg                           | Williamsburg, Virginia           |
| Best Food Beste eten                                                                  | 4      | Dollywood                                            | Pigeon Forge, Tennessee          |
| Best Food Beste eten                                                                  | 5      | Silver Dollar City                                   | Branson, Missouri                |
| Best Shows Beste parkshows                                                            | 1      | Six Flags Fiesta Texas                               | San Antonio, Texas               |
| Best Shows Beste parkshows                                                            | 2      | Dollywood                                            | Pigeon Forge, Tennessee          |
| Best Shows Beste parkshows                                                            | 3      | Busch Gardens Williamsburg                           | Williamsburg, Virginia           |
| Best Shows Beste parkshows                                                            | 4      | Silver Dollar City                                   | Branson, Missouri                |
| Best Shows Beste parkshows                                                            | 5      | Cedar Point                                          | Sandusky, Ohio                   |
| Best Shows Beste parkshows                                                            | 5      | Disney-MGM Studios                                   | Orlando, Florida                 |
| Best Outdoor Night Show Production Beste open luchtshow in de avond                   | 1      | Epcot                                                | Orlando, Florida                 |
| Best Outdoor Night Show Production Beste open luchtshow in de avond                   | 2      | Six Flags Fiesta Texas                               | San Antonio, Texas               |
| Best Outdoor Night Show Production Beste open luchtshow in de avond                   | 3      | Disneyland                                           | Anaheim, California              |
| Best Outdoor Night Show Production Beste open luchtshow in de avond                   | 4      | Disney-MGM Studios                                   | Orlando, Florida                 |
| Best Outdoor Night Show Production Beste open luchtshow in de avond                   | 5      | Cedar Point                                          | Sandusky, Ohio                   |
| Best Water Ride Beste waterattractie                                                  | 1      | Valhalla                                             | Blackpool Pleasure Beach         |
| Best Water Ride Beste waterattractie                                                  | 2      | Dudley Do-Right's Ripsaw Falls                       | Universal's Islands of Adventure |
| Best Water Ride Beste waterattractie                                                  | 3      | Popeye and Bluto's Bilge-rat Barges                  | Universal's Islands of Adventure |
| Best Water Ride Beste waterattractie                                                  | 4      | Splash Mountain                                      | Magic Kingdom                    |
| Best Water Ride Beste waterattractie                                                  | 5      | Mountain Slidewinder                                 | Dollywood                        |
| Best Waterpark Ride Beste waterparkattractie                                          | 1      | Master Blaster                                       | Schlitterbahn                    |
| Best Waterpark Ride Beste waterparkattractie                                          | 2      | Zinga                                                | Holiday World & Splashin' Safari |
| Best Waterpark Ride Beste waterparkattractie                                          | 3      | Zoombabwe                                            | Holiday World & Splashin' Safari |
| Best Waterpark Ride Beste waterparkattractie                                          | 4      | Summit Plummet                                       | Disney's Blizzard Beach          |
| Best Waterpark Ride Beste waterparkattractie                                          | 5      | Crush 'N Gusher                                      | Disney's Typhoon Lagoon          |
| Best Dark Ride Beste dark ride                                                        | 1      | The Amazing Adventures of Spider-Man                 | Universal's Islands of Adventure |
| Best Dark Ride Beste dark ride                                                        | 2      | Haunted Mansion                                      | Knoebels Amusement Resort        |
| Best Dark Ride Beste dark ride                                                        | 3      | Twilight Zone Tower of Terror                        | Disney-MGM Studios               |
| Best Dark Ride Beste dark ride                                                        | 3      | Indiana Jones Adventure: Temple of the Forbidden Eye | Disneyland                       |
| Best Dark Ride Beste dark ride                                                        | 5      | Droomvlucht                                          | Efteling                         |
| Best Dark Ride Beste dark ride                                                        | 5      | Pirates of the Caribbean                             | Disneyland                       |
| Best New Ride of 2005 – Amusement Park Beste nieuwe attractie in 2005 – Attractiepark | 1      | Hades                                                | Mt. Olympus Water & Theme Park   |
| Best New Ride of 2005 – Amusement Park Beste nieuwe attractie in 2005 – Attractiepark | 2      | Kingda Ka                                            | Six Flags Great Adventure        |
| Best New Ride of 2005 – Amusement Park Beste nieuwe attractie in 2005 – Attractiepark | 3      | Italian Job: Turbo Coaster                           | Paramount's Kings Island         |
| Best New Ride of 2005 – Amusement Park Beste nieuwe attractie in 2005 – Attractiepark | 4      | maXair                                               | Cedar Point                      |
| Best New Ride of 2005 – Amusement Park Beste nieuwe attractie in 2005 – Attractiepark | 4      | Powder Keg: A Blast into the Wilderness              | Silver Dollar City               |
| Best New Ride of 2005 – Amusement Park Beste nieuwe attractie in 2005 – Attractiepark | 4      | SheiKra                                              | Busch Gardens Tampa Bay          |
| Best New Ride of 2005 — Waterpark Beste nieuwe attractie in 2005 – Waterpark          | 1      | Black Anaconda                                       | Noah's Ark Water Park            |
| Best New Ride of 2005 — Waterpark Beste nieuwe attractie in 2005 – Waterpark          | 2      | Crush 'N Gusher                                      | Disney's Typhoon Lagoon          |
| Best New Ride of 2005 — Waterpark Beste nieuwe attractie in 2005 – Waterpark          | 3      | Typhoon                                              | Six Flags New Engeland           |
| Best New Ride of 2005 — Waterpark Beste nieuwe attractie in 2005 – Waterpark          | 4      | Bahari                                               | Holiday World & Splashin' Safari |
| Best New Ride of 2005 — Waterpark Beste nieuwe attractie in 2005 – Waterpark          | 4      | Funnel of Fear                                       | Michigan's Adventure             |
| Best Place to Ride Go-Karts Beste locatie te karten                                   | 1      | Mt. Olympus Water & Theme Park                       | Wisconsin Dells, Wisconsin       |
| Best Place to Ride Go-Karts Beste locatie te karten                                   | 2      | NASCAR Speedpark                                     | Pigeon Forge, Tennessee          |
| Best Place to Ride Go-Karts Beste locatie te karten                                   | 3      | Cedar Point                                          | Sandusky, Ohio                   |
| Best Souvenirs Beste Souvenirs                                                        | 1      | Cedar Point                                          | Sandusky, Ohio                   |
| Best Souvenirs Beste Souvenirs                                                        | 2      | Knoebels Amusement Resort                            | Elysburg, Pennsylvania           |
| Best Souvenirs Beste Souvenirs                                                        | 3      | Magic Kingdom                                        | Orlando, Florida                 |
| Best Souvenirs Beste Souvenirs                                                        | 4      | Disneyland                                           | Anaheim, California              |
| Best Souvenirs Beste Souvenirs                                                        | 5      | Universal's Islands of Adventure                     | Orlando, Florida                 |
| Best Games Area Beste zone voor arcade- en kermisspellen                              | 1      | Cedar Point                                          | Sandusky, Ohio                   |
| Best Games Area Beste zone voor arcade- en kermisspellen                              | 2      | Paramount's Kings Island                             | Kings Mills, Ohio                |
| Best Games Area Beste zone voor arcade- en kermisspellen                              | 3      | Kennywood                                            | West Mifflin, Pennsylvania       |
| Best Games Area Beste zone voor arcade- en kermisspellen                              | 4      | Six Flags Great Adventure                            | Jackson, New Jersey              |
| Best Games Area Beste zone voor arcade- en kermisspellen                              | 5      | Six Flags Great America                              | Gurnee, Illinois                 |

### Golden Ticket Awards 2004[19]
| Categorie                                                | Plaats | Attractie/Park                                       | Park/Land                        |
| -------------------------------------------------------- | ------ | ---------------------------------------------------- | -------------------------------- |
| Best Amusement Park Beste attractiepark                  | 1      | Cedar Point                                          | Sandusky, Ohio                   |
| Best Amusement Park Beste attractiepark                  | 2      | Universal's Islands of Adventure                     | Orlando, Florida                 |
| Best Amusement Park Beste attractiepark                  | 3      | Blackpool Pleasure Beach                             | Blackpool, Engeland              |
| Best Amusement Park Beste attractiepark                  | 4      | Knoebels Amusement Resort                            | Elysburg, Pennsylvania           |
| Best Amusement Park Beste attractiepark                  | 5      | Kennywood                                            | West Mifflin, Pennsylvania       |
| Best Waterpark Beste waterattractiepark                  | 1      | Schlitterbahn                                        | New Baunfels, Texas              |
| Best Waterpark Beste waterattractiepark                  | 2      | Holiday World & Splashin' Safari                     | Santa Claus, Indiana             |
| Best Waterpark Beste waterattractiepark                  | 3      | Disney's Blizzard Beach                              | Orlando, Florida                 |
| Best Waterpark Beste waterattractiepark                  | 4      | Disney's Typhoon Lagoon                              | Orlando, Florida                 |
| Best Waterpark Beste waterattractiepark                  | 5      | Boomerang Bay                                        | Kings Mills, Ohio                |
| Best Children Park Beste park voor kinderen              | 1      | Legoland California                                  | Carlsbad, California             |
| Best Children Park Beste park voor kinderen              | 2      | Idlewild                                             | Ligonier, Pennsylvania           |
| Best Children Park Beste park voor kinderen              | 3      | Memphis Kiddie Park                                  | Cleveland, Ohio                  |
| Best Children Park Beste park voor kinderen              | 4      | Sesame Place                                         | Langhorne, Pennsylvania          |
| Best Children Park Beste park voor kinderen              | 5      | Dutch Wonderland                                     | Lancaster, Pennsylvania          |
| Best Kids' Area Beste zone voor kinderen                 | 1      | Paramount's Kings Island                             | Kings Mills, Ohio                |
| Best Kids' Area Beste zone voor kinderen                 | 2      | Universal's Islands of Adventure                     | Orlando, Florida                 |
| Best Kids' Area Beste zone voor kinderen                 | 3      | Paramount's Kings Dominion                           | Doswell, Virginia                |
| Best Kids' Area Beste zone voor kinderen                 | 4      | Cedar Point                                          | Sandusky, Ohio                   |
| Best Kids' Area Beste zone voor kinderen                 | 5      | Knott's Berry Farm                                   | Buena Park, California           |
| Friendliest Park Meest klantvriendelijke park            | 1      | Holiday World & Splashin' Safari                     | Santa Claus, Indiana             |
| Friendliest Park Meest klantvriendelijke park            | 2      | Dollywood                                            | Pigeon Forge, Tennessee          |
| Friendliest Park Meest klantvriendelijke park            | 3      | Knoebels Amusement Resort                            | Elysburg, Pennsylvania           |
| Friendliest Park Meest klantvriendelijke park            | 4      | Cedar Point                                          | Sandusky, Ohio                   |
| Friendliest Park Meest klantvriendelijke park            | 5      | Silver Dollar City                                   | Branson, Missouri                |
| Cleanest Park Netste park                                | 1      | Holiday World & Splashin' Safari                     | Santa Claus, Indiana             |
| Cleanest Park Netste park                                | 2      | Magic Kingdom                                        | Orlando, Florida                 |
| Cleanest Park Netste park                                | 3      | Busch Gardens Williamsburg                           | Williamsburg, Virginia           |
| Cleanest Park Netste park                                | 4      | Cedar Point                                          | Sandusky, Ohio                   |
| Cleanest Park Netste park                                | 5      | Disneyland                                           | Anaheim, California              |
| Best Landscaping Beste landschapsarchitectuur            | 1      | Busch Gardens Williamsburg                           | Williamsburg, Virginia           |
| Best Landscaping Beste landschapsarchitectuur            | 2      | Efteling                                             | Kaatsheuvel, Nederland           |
| Best Landscaping Beste landschapsarchitectuur            | 3      | Bonfante Gardens                                     | Gilroy, California               |
| Best Landscaping Beste landschapsarchitectuur            | 4      | Magic Kingdom                                        | Orlando, Florida                 |
| Best Landscaping Beste landschapsarchitectuur            | 5      | Epcot                                                | Orlando, Florida                 |
| Most Beautiful Park Mooiste park                         | 1      | Busch Gardens Williamsburg                           | Williamsburg, Virginia           |
| Most Beautiful Park Mooiste park                         | 2      | Efteling                                             | Kaatsheuvel, Nederland           |
| Most Beautiful Park Mooiste park                         | 3      | Europa Park                                          | Rust, Duitsland                  |
| Most Beautiful Park Mooiste park                         | 4      | Universal's Islands of Adventure                     | Orlando, Florida                 |
| Most Beautiful Park Mooiste park                         | 5      | Epcot                                                | Orlando, Florida                 |
| Most Beautiful Waterpark Mooiste waterpark               | 1      | Schlitterbahn                                        | New Braunfels, Texas             |
| Most Beautiful Waterpark Mooiste waterpark               | 2      | Disney's Blizzard Beach                              | Orlando, Florida                 |
| Most Beautiful Waterpark Mooiste waterpark               | 3      | Disney's Typhoon Lagoon                              | Orlando, Florida                 |
| Most Beautiful Waterpark Mooiste waterpark               | 4      | Holiday World & Splashin' Safari                     | Santa Claus, Indiana             |
| Most Beautiful Waterpark Mooiste waterpark               | 5      | Hyland Hills Water World                             | Denver, Colorado                 |
| Best Food Beste eten                                     | 1      | Knoebels Amusement Resort                            | Elysburg, Pennsylvania           |
| Best Food Beste eten                                     | 2      | Silver Dollar City                                   | Branson, Missouri                |
| Best Food Beste eten                                     | 3      | Busch Gardens Williamsburg                           | Williamsburg, Virginia           |
| Best Food Beste eten                                     | 5      | Kennywood                                            | West Mifflin, Pennsylvania       |
| Best Food Beste eten                                     | 5      | Epcot                                                | Orlando, Florida                 |
| Best Shows Beste parkshows                               | 1      | Six Flags Fiesta Texas                               | San Antonio, Texas               |
| Best Shows Beste parkshows                               | 2      | Dollywood                                            | Pigeon Forge, Tennessee          |
| Best Shows Beste parkshows                               | 3      | Busch Gardens Williamsburg                           | Williamsburg, Virginia           |
| Best Shows Beste parkshows                               | 4      | Silver Dollar City                                   | Branson, Missouri                |
| Best Shows Beste parkshows                               | 5      | Cedar Point                                          | Sandusky, Ohio                   |
| Best Outdoor Night Show Beste open luchtshow in de avond | 1      | Six Flags Fiesta Texas                               | San Antonio, Texas               |
| Best Outdoor Night Show Beste open luchtshow in de avond | 2      | Epcot                                                | Orlando, Florida                 |
| Best Outdoor Night Show Beste open luchtshow in de avond | 3      | Disney-MGM Studios                                   | Orlando, Florida                 |
| Best Outdoor Night Show Beste open luchtshow in de avond | 4      | Disneyland                                           | Anaheim, California              |
| Best Outdoor Night Show Beste open luchtshow in de avond | 5      | Cedar Point                                          | Sandusky, Ohio                   |
| Best Water Ride Beste waterattractie                     | 1      | Dudley Do-Right's Ripsaw Falls                       | Universal's Islands of Adventure |
| Best Water Ride Beste waterattractie                     | 2      | Valhalla                                             | Blackpool Pleasure Beach         |
| Best Water Ride Beste waterattractie                     | 3      | Popeye and Bluto's Bilge-rat Barges                  | Universal's Islands of Adventure |
| Best Water Ride Beste waterattractie                     | 4      | Splash Mountain                                      | Magic Kingdom                    |
| Best Water Ride Beste waterattractie                     | 5      | Journey to Atlantis                                  | SeaWorld Orlando                 |
| Best Waterpark Ride Beste waterparkattractie             | 1      | Master Blaster                                       | Schlitterbahn                    |
| Best Waterpark Ride Beste waterparkattractie             | 2      | Zinga                                                | Holiday World & Splashin' Safari |
| Best Waterpark Ride Beste waterparkattractie             | 3      | Zoombabwe                                            | Holiday World & Splashin' Safari |
| Best Waterpark Ride Beste waterparkattractie             | 4      | Tasmanian Typhoon                                    | Boomerang Bay                    |
| Best Waterpark Ride Beste waterparkattractie             | 5      | Voyage to the Center of the Earth                    | Hyland Hills Water World         |
| Best Waterpark Ride Beste waterparkattractie             | 5      | Whitewater Tube Chute                                | Schlitterbahn                    |
| Best Dark Ride Beste dark ride                           | 1      | The Amazing Adventures of Spider-Man                 | Universal's Islands of Adventure |
| Best Dark Ride Beste dark ride                           | 2      | Haunted Mansion                                      | Knoebels Amusement Resort        |
| Best Dark Ride Beste dark ride                           | 3      | Twilight Zone Tower of Terror                        | Disney-MGM Studios               |
| Best Dark Ride Beste dark ride                           | 4      | Droomvlucht                                          | Efteling                         |
| Best Dark Ride Beste dark ride                           | 4      | Indiana Jones Adventure: Temple of the Forbidden Eye | Disneyland                       |

### Golden Ticket Awards 2003[20]
| Categorie                                                           | Plaats | Attractie/Park                                       | Park/Land                        |
| ------------------------------------------------------------------- | ------ | ---------------------------------------------------- | -------------------------------- |
| Best Amusement Park Beste attractiepark                             | 1      | Cedar Point                                          | Sandusky, Ohio                   |
| Best Amusement Park Beste attractiepark                             | 2      | Universal's Islands of Adventure                     | Orlando, Florida                 |
| Best Amusement Park Beste attractiepark                             | 3      | Blackpool Pleasure Beach                             | Blackpool, Engeland              |
| Best Waterpark Beste waterattractiepark                             | 1      | Schlitterbahn                                        | New Baunfels, Texas              |
| Best Waterpark Beste waterattractiepark                             | 2      | Holiday World & Splashin' Safari                     | Santa Claus, Indiana             |
| Best Waterpark Beste waterattractiepark                             | 3      | Dorney Park & Wildwater Kingdom                      | Allentown, Pennsylvania          |
| Best Kids' Area Beste zone voor kinderen                            | 1      | Paramount's Kings Island                             | Kings Mills, Ohio                |
| Best Kids' Area Beste zone voor kinderen                            | 2      | Universal's Islands of Adventure                     | Orlando, Florida                 |
| Best Kids' Area Beste zone voor kinderen                            | 3      | Paramount's Kings Dominion                           | Doswell, Virginia                |
| Friendliest Park Meest klantvriendelijke park                       | 1      | Holiday World & Splashin' Safari                     | Santa Claus, Indiana             |
| Friendliest Park Meest klantvriendelijke park                       | 2      | Knoebels Amusement Resort                            | Elysburg, Pennsylvania           |
| Friendliest Park Meest klantvriendelijke park                       | 3      | Paramount's Kings Dominion                           | Doswell, Virginia                |
| Cleanest Park Netste park                                           | 1      | Holiday World & Splashin' Safari                     | Santa Claus, Indiana             |
| Cleanest Park Netste park                                           | 2      | Disneyland                                           | Anaheim, California              |
| Cleanest Park Netste park                                           | 3      | Busch Gardens Williamsburg                           | Williamsburg, Virginia           |
| Best Landscaping Beste landschapsarchitectuur                       | 1      | Busch Gardens Williamsburg                           | Williamsburg, Virginia           |
| Best Landscaping Beste landschapsarchitectuur                       | 2      | Efteling                                             | Kaatsheuvel, Nederland           |
| Best Landscaping Beste landschapsarchitectuur                       | 3      | Bonfante Gardens                                     | Gilroy, California               |
| Best Landscaping Beste landschapsarchitectuur                       | 3      | Alton Towers                                         | Staffordshire, Engeland          |
| Most Beautiful Park Mooiste park                                    | 1      | Busch Gardens Williamsburg                           | Williamsburg, Virginia           |
| Most Beautiful Park Mooiste park                                    | 2      | Efteling                                             | Kaatsheuvel, Nederland           |
| Most Beautiful Park Mooiste park                                    | 3      | Europa Park                                          | Rust, Duitsland                  |
| Most Beautiful Waterpark Mooiste waterpark                          | 1      | Schlitterbahn                                        | New Braunfels, Texas             |
| Most Beautiful Waterpark Mooiste waterpark                          | 2      | Typhoon Lagoon                                       | Orlando, Florida                 |
| Most Beautiful Waterpark Mooiste waterpark                          | 3      | Blizzard Beach                                       | Orlando, Florida                 |
| Best Food Beste eten                                                | 1      | Knoebels Amusement Resort                            | Elysburg, Pennsylvania           |
| Best Food Beste eten                                                | 2      | Silver Dollar City                                   | Branson, Missouri                |
| Best Food Beste eten                                                | 3      | Busch Gardens Williamsburg                           | Williamsburg, Virginia           |
| Best Shows Beste parkshows                                          | 1      | Six Flags Fiesta Texas                               | San Antonio, Texas               |
| Best Shows Beste parkshows                                          | 2      | Busch Gardens Williamsburg                           | Williamsburg, Virginia           |
| Best Shows Beste parkshows                                          | 3      | Dollywood                                            | Pigeon Forge, Tennessee          |
| Best Shows Beste parkshows                                          | 3      | Silver Dollar City                                   | Branson, Missouri                |
| Best Water Ride Beste waterattractie                                | 1      | Valhalla                                             | Blackpool Pleasure Beach         |
| Best Water Ride Beste waterattractie                                | 2      | Dudley Do-Right's Ripsaw Falls                       | Universal's Islands of Adventure |
| Best Water Ride Beste waterattractie                                | 3      | Popeye and Bluto's Bilge-rat Barges                  | Universal's Islands of Adventure |
| Best Waterpark Ride Beste waterparkattractie                        | 1      | Zinga                                                | Holiday World & Splashin' Safari |
| Best Waterpark Ride Beste waterparkattractie                        | 2      | Master Blaster                                       | Schlitterbahn                    |
| Best Waterpark Ride Beste waterparkattractie                        | 3      | Zoombabwe                                            | Holiday World & Splashin' Safari |
| Best Park Capacity Beste parkcapaciteit                             | 1      | Cedar Point                                          | Sandusky, Ohio                   |
| Best Park Capacity Beste parkcapaciteit                             | 2      | Disneyland                                           | Anaheim, California              |
| Best Park Capacity Beste parkcapaciteit                             | 3      | Magic Kingdom                                        | Orlando, Florida                 |
| Best Dark Ride Beste dark ride                                      | 1      | The Amazing Adventures of Spider-Man                 | Universal's Islands of Adventure |
| Best Dark Ride Beste dark ride                                      | 2      | Haunted Mansion                                      | Knoebels Amusement Resort        |
| Best Dark Ride Beste dark ride                                      | 3      | Droomvlucht                                          | Efteling                         |
| Best Non-Coaster Ride Beste niet-achtbaan-attractie                 | 1      | Giant Drops                                          | Multiple locations               |
| Best Non-Coaster Ride Beste niet-achtbaan-attractie                 | 2      | The Amazing Adventures of Spider-Man                 | Universal's Islands of Adventure |
| Best Non-Coaster Ride Beste niet-achtbaan-attractie                 | 3      | The Twilight Zone Tower of Terror                    | Disney-MGM Studios               |
| Best Theming of an Attraction Beste thematisering van een attractie | 1      | Dueling Dragons                                      | Universal's Islands of Adventure |
| Best Theming of an Attraction Beste thematisering van een attractie | 2      | Indiana Jones Adventure: Temple of the Forbidden Eye | Disneyland                       |
| Best Theming of an Attraction Beste thematisering van een attractie | 3      | The Twilight Zone Tower of Terror                    | Disney-MGM Studios               |

### Golden Ticket Awards 2002[21]
| Categorie                                                                                 | Plaats | Attractie/Park                       | Park/Land                        |
| ----------------------------------------------------------------------------------------- | ------ | ------------------------------------ | -------------------------------- |
| Best Amusement Park Beste attractiepark                                                   | 1      | Cedar Point                          | Sandusky, Ohio                   |
| Best Amusement Park Beste attractiepark                                                   | 2      | Universal's Islands of Adventure     | Orlando, Florida                 |
| Best Amusement Park Beste attractiepark                                                   | 3      | Knoebels Amusement Resort            | Elysburg, Pennsylvania           |
| Best Waterpark Beste waterattractiepark                                                   | 1      | Schlitterbahn                        | New Baunfels, Texas              |
| Best Waterpark Beste waterattractiepark                                                   | 2      | Holiday World & Splashin' Safari     | Santa Claus, Indiana             |
| Best Waterpark Beste waterattractiepark                                                   | 3      | Disney's Blizzard Beach              | Orlando, Florida                 |
| Best Kids' Area Beste zone voor kinderen                                                  | 1      | Paramount's Kings Island             | Kings Mills, Ohio                |
| Best Kids' Area Beste zone voor kinderen                                                  | 2      | Legoland California                  | Carlsbad, California             |
| Best Kids' Area Beste zone voor kinderen                                                  | 3      | Idlewild                             | Ligonier, Pennsylvania           |
| Friendliest Park Meest klantvriendelijke park                                             | 1      | Holiday World & Splashin' Safari     | Santa Claus, Indiana             |
| Friendliest Park Meest klantvriendelijke park                                             | 2      | Knoebels Amusement Resort            | Elysburg, Pennsylvania           |
| Friendliest Park Meest klantvriendelijke park                                             | 3      | Cedar Point                          | Sandusky, Ohio                   |
| Cleanest Park Netste park                                                                 | 1      | Holiday World & Splashin' Safari     | Santa Claus, Indiana             |
| Cleanest Park Netste park                                                                 | 2      | Disneyland                           | Anaheim, California              |
| Cleanest Park Netste park                                                                 | 3      | Busch Gardens Williamsburg           | Williamsburg, Virginia           |
| Best Landscaping Beste landschapsarchitectuur                                             | 1      | Busch Gardens Williamsburg           | Williamsburg, Virginia           |
| Best Landscaping Beste landschapsarchitectuur                                             | 2      | Efteling                             | Kaatsheuvel, The Netherlands     |
| Best Landscaping Beste landschapsarchitectuur                                             | 3      | Bonfante Gardens                     | Gilroy, California               |
| Best Food Beste eten                                                                      | 1      | Knoebels Amusement Resort            | Elysburg, Pennsylvania           |
| Best Food Beste eten                                                                      | 2      | Silver Dollar City                   | Branson, Missouri                |
| Best Food Beste eten                                                                      | 3      | Busch Gardens Williamsburg           | Williamsburg, Virginia           |
| Best Shows Beste parkshows                                                                | 1      | Six Flags Fiesta Texas               | San Antonio, Texas               |
| Best Shows Beste parkshows                                                                | 2      | Busch Gardens Williamsburg           | Williamsburg, Virginia           |
| Best Shows Beste parkshows                                                                | 3      | Silver Dollar City                   | Branson, Missouri                |
| Best Water Ride Beste waterattractie                                                      | 1      | Dudley Do-Right's Ripsaw Falls       | Universal's Islands of Adventure |
| Best Water Ride Beste waterattractie                                                      | 2      | Valhalla                             | Blackpool Pleasure Beach         |
| Best Water Ride Beste waterattractie                                                      | 3      | Popeye & Bluto's Bilge-rat Barges    | Universal's Islands of Adventure |
| Best Waterpark Ride Beste waterparkattractie                                              | 1      | Master Blaster                       | Schlitterbahn                    |
| Best Waterpark Ride Beste waterparkattractie                                              | 2      | Zoombabwe                            | Holiday World & Splashin' Safari |
| Best Waterpark Ride Beste waterparkattractie                                              | 3      | Summit Plummit                       | Disney's Blizzard Beach          |
| Best Park Capacity Beste parkcapaciteit                                                   | 1      | Cedar Point                          | Sandusky, Ohio                   |
| Best Park Capacity Beste parkcapaciteit                                                   | 2      | Disneyland                           | Anaheim, California              |
| Best Park Capacity Beste parkcapaciteit                                                   | 3      | Europa Park                          | Rust, Germany                    |
| Best Dark Ride Beste dark ride                                                            | 1      | The Amazing Adventures of Spider-Man | Universal's Islands of Adventure |
| Best Dark Ride Beste dark ride                                                            | 2      | Haunted Mansion                      | Knoebels Amusement Resort        |
| Best Dark Ride Beste dark ride                                                            | 3      | The Haunted Mansion                  | Disneyland                       |
| Best Souvenirs Beste souvenirs                                                            | 1      | Knoebels Amusement Resort            | Elysburg, Pennsylvania           |
| Best Souvenirs Beste souvenirs                                                            | 2      | Cedar Point                          | Sandusky, Ohio                   |
| Best Souvenirs Beste souvenirs                                                            | 3      | Universal's Islands of Adventure     | Orlando, Florida                 |
| Best Games Area Beste zone met kermisspellen en arcadespellen                             | 1      | Cedar Point                          | Sandusky, Ohio                   |
| Best Games Area Beste zone met kermisspellen en arcadespellen                             | 2      | Paramount's Kings Island             | Kings Mills, Ohio                |
| Best Games Area Beste zone met kermisspellen en arcadespellen                             | 3      | Disney's California Adventure        | Anaheim, California              |
| Best Themed or Background Music Beste thema- of achtergrondmuziek                         | 1      | Universal's Islands of Adventure     | Orlando, Florida                 |
| Best Themed or Background Music Beste thema- of achtergrondmuziek                         | 2      | Disney's California Adventure        | Anaheim, California              |
| Best Themed or Background Music Beste thema- of achtergrondmuziek                         | 3      | Efteling                             | Kaatsheuvel, The Netherlands     |
| Most Classic or Distinctive Coaster Station Beste klassieke of opvallende achtbaanstation | 1      | Cyclone                              | Lakeside Amusement Park          |
| Most Classic or Distinctive Coaster Station Beste klassieke of opvallende achtbaanstation | 2      | Racer                                | Kennywood                        |
| Most Classic or Distinctive Coaster Station Beste klassieke of opvallende achtbaanstation | 3      | Dueling Dragons                      | Universal's Islands of Adventure |

### Golden Ticket Awards 2001[22]
| Categorie                                             | Plaats | Attractie/Park                                       | Park/Land                        |
| ----------------------------------------------------- | ------ | ---------------------------------------------------- | -------------------------------- |
| Best Amusement Park Beste attractiepark               | 1      | Cedar Point                                          | Sandusky, Ohio                   |
| Best Amusement Park Beste attractiepark               | 2      | Universal's Islands of Adventure                     | Orlando, Florida                 |
| Best Amusement Park Beste attractiepark               | 3      | Knoebel's Grove                                      | Elysburg, Pennsylvania           |
| Best Amusement Park Beste attractiepark               | 4      | Kennywood                                            | West Mifflin, Pennsylvania       |
| Best Waterpark Beste waterattractiepark               | 1      | Schlitterbahn                                        | New Baunfels, Texas              |
| Best Waterpark Beste waterattractiepark               | 2      | Disney's Blizzard Beach                              | Orlando, Florida                 |
| Best Waterpark Beste waterattractiepark               | 3      | Holiday World & Splashin' Safari                     | Santa Claus, Indiana             |
| Best Kids' Area Beste zone voor kinderen              | 1      | Paramount's Kings Island                             | Kings Mills, Ohio                |
| Best Kids' Area Beste zone voor kinderen              | 2      | Universal's Islands of Adventure                     | Orlando, Florida                 |
| Best Kids' Area Beste zone voor kinderen              | 3      | Six Flags Worlds of Adventure                        | Aurora, Ohio                     |
| Friendliest Park Staff Vriendelijkste parkmedewerkers | 1      | Holiday World & Splashin' Safari                     | Santa Claus, Indiana             |
| Friendliest Park Staff Vriendelijkste parkmedewerkers | 2      | Knoebel's Grove                                      | Elysburg, Pennsylvania           |
| Cleanest Park Netste park                             | 1      | Holiday World & Splashin' Safari                     | Santa Claus, Indiana             |
| Cleanest Park Netste park                             | 2      | Busch Gardens Williamsburg                           | Williamsburg, Virginia           |
| Cleanest Park Netste park                             | 3      | Walt Disney World                                    | Orlando, Florida                 |
| Best Landscaping Beste landschapsarchitectuur         | 1      | Busch Gardens Williamsburg                           | Williamsburg, Virginia           |
| Best Landscaping Beste landschapsarchitectuur         | 2      | Walt Disney World                                    | Orlando, Florida                 |
| Best Landscaping Beste landschapsarchitectuur         | 3      | Silver Dollar City                                   | Branson, Missouri                |
| Best Food Beste eten                                  | 1      | Knoebel's Grove                                      | Elysburg, Pennsylvania           |
| Best Food Beste eten                                  | 2      | Silver Dollar City                                   | Branson, Missouri                |
| Best Food Beste eten                                  | 3      | Kennywood                                            | West Mifflin, Pennsylvania       |
| Best Shows Beste parkshows                            | 1      | Six Flags Fiesta Texas                               | San Antonio, Texas               |
| Best Shows Beste parkshows                            | 2      | Silver Dollar City                                   | Branson, Missouri                |
| Best Shows Beste parkshows                            | 3      | Walt Disney World                                    | Orlando, Florida                 |
| Best Water Ride Beste waterattractie                  | 1      | Dudley Do-Right's Ripsaw Falls                       | Universal's Islands of Adventure |
| Best Water Ride Beste waterattractie                  | 2      | Perilous Plunge                                      | Knott's Berry Farm               |
| Best Water Ride Beste waterattractie                  | 3      | Escape from Pompeii                                  | Busch Gardens Williamsburg       |
| Best Water Ride Beste waterattractie                  | 4      | Journey to Atlantis                                  | SeaWorld Orlando                 |
| Best Waterpark Ride Beste waterparkattractie          | 1      | Master Blaster                                       | Schlitterbahn                    |
| Best Waterpark Ride Beste waterparkattractie          | 2      | Raging River                                         | Schlitterbahn                    |
| Best Waterpark Ride Beste waterparkattractie          | 3      | Summit Plummit                                       | Disney's Blizzard Beach          |
| Best Park Capacity Beste parkcapaciteit               | 1      | Cedar Point                                          | Sandusky, Ohio                   |
| Best Park Capacity Beste parkcapaciteit               | 2      | Walt Disney World                                    | Orlando, Florida                 |
| Best Park Capacity Beste parkcapaciteit               | 3      | Disneyland                                           | Anaheim, California              |
| Best Dark Ride Beste dark ride                        | 1      | The Amazing Adventures of Spider-Man                 | Universal's Islands of Adventure |
| Best Dark Ride Beste dark ride                        | 2      | Haunted Mansion                                      | Knoebel's Grove                  |
| Best Dark Ride Beste dark ride                        | 3      | Indiana Jones Adventure: Temple of the Forbidden Eye | Disneyland                       |
| Best Carousel Beste draaimolen                        | 1      | Knoebel's Grove                                      | Elysburg, Pennsylvania           |
| Best Carousel Beste draaimolen                        | 2      | Santa Cruz Beach Boardwalk                           | Santa Cruz, California           |
| Best Carousel Beste draaimolen                        | 3      | Six Flags Over Georgia                               | Atlanta, Georgia                 |
| Best Carousel Beste draaimolen                        | 4      | Universal's Islands of Adventure                     | Orlando, Florida                 |

### Golden Ticket Awards 2000[23]
| Categorie                                                                      | Plaats | Attractie/Park                                       | Park/Land                        |
| ------------------------------------------------------------------------------ | ------ | ---------------------------------------------------- | -------------------------------- |
| Best Amusement Park Beste attractiepark                                        | 1      | Cedar Point                                          | Sandusky, Ohio                   |
| Best Amusement Park Beste attractiepark                                        | 2      | Knoebels Grove                                       | Elysburg, Pennsylvania           |
| Best Amusement Park Beste attractiepark                                        | 3      | Universal's Islands of Adventure                     | Orlando, Florida                 |
| Best Amusement Park Beste attractiepark                                        | 4      | Kennywood                                            | West Mifflin, Pennsylvania       |
| Best Waterpark Beste waterattractiepark                                        | 1      | Schlitterbahn                                        | New Baunfels, Texas              |
| Best Waterpark Beste waterattractiepark                                        | 2      | Disney's Blizzard Beach                              | Orlando, Florida                 |
| Best Waterpark Beste waterattractiepark                                        | 3      | Wildwater Kingdom                                    | Allentown, Pennsylvania          |
| Friendliest Park Meest klantvriendelijke park                                  | 1      | Holiday World & Splashin' Safari                     | Santa Claus, Indiana             |
| Friendliest Park Meest klantvriendelijke park                                  | 2      | Knoebels Grove                                       | Elysburg, Pennsylvania           |
| Friendliest Park Meest klantvriendelijke park                                  | 3      | Walt Disney World                                    | Orlando, Florida                 |
| Cleanest Park Netste park                                                      | 1      | Holiday World & Splashin' Safari                     | Santa Claus, Indiana             |
| Cleanest Park Netste park                                                      | 2      | Busch Gardens Williamsburg                           | Williamsburg, Virginia           |
| Cleanest Park Netste park                                                      | 3      | Walt Disney World                                    | Orlando, Florida                 |
| Best Landscaping Beste landschapsarchitectuur                                  | 1      | Busch Gardens Williamsburg                           | Williamsburg, Virginia           |
| Best Landscaping Beste landschapsarchitectuur                                  | 2      | Walt Disney World                                    | Orlando, Florida                 |
| Best Landscaping Beste landschapsarchitectuur                                  | 3      | Alton Towers                                         | Staffordshire, England           |
| Best Food Beste eten                                                           | 1      | Knoebels Grove                                       | Elysburg, Pennsylvania           |
| Best Food Beste eten                                                           | 2      | Kennywood                                            | West Mifflin, Pennsylvania       |
| Best Food Beste eten                                                           | 3      | Busch Gardens Williamsburg                           | Williamsburg, Virginia           |
| Best Food Beste eten                                                           | 4      | Universal's Islands of Adventure                     | Orlando, Florida                 |
| Best Shows Beste parkshows                                                     | 1      | Six Flags Fiesta Texas                               | San Antonio, Texas               |
| Best Shows Beste parkshows                                                     | 2      | Busch Gardens Williamsburg                           | Williamsburg, Virginia           |
| Best Shows Beste parkshows                                                     | 3      | Walt Disney World                                    | Orlando, Florida                 |
| Best Themed Ride Beste gethematiseerde attractie                               | 1      | Dueling Dragons                                      | Universal's Islands of Adventure |
| Best Themed Ride Beste gethematiseerde attractie                               | 2      | Indiana Jones Adventure: Temple of the Forbidden Eye | Disneyland                       |
| Best Themed Ride Beste gethematiseerde attractie                               | 3      | Alpengeist                                           | Busch Gardens Williamsburg       |
| Best Waterpark Ride Beste waterattractie                                       | 1      | Master Blaster                                       | Schlitterbahn                    |
| Best Waterpark Ride Beste waterattractie                                       | 2      | Lazy River                                           | (meerdere locaties)              |
| Best Waterpark Ride Beste waterattractie                                       | 3      | Raging River                                         | Schlitterbahn                    |
| Best Capacity Beste capaciteit                                                 | 1      | Cedar Point                                          | Sandusky, Ohio                   |
| Best Capacity Beste capaciteit                                                 | 2      | Walt Disney World                                    | Orlando, Florida                 |
| Best Capacity Beste capaciteit                                                 | 3      | Disneyland                                           | Anaheim, California              |
| Best Capacity Beste capaciteit                                                 | 3      | Universal's Islands of Adventure                     | Orlando, Florida                 |
| Best Indoor Attraction (non-coaster) Beste overdekte attractie (geen achtbaan) | 1      | The Amazing Adventures of Spider-Man                 | Universal's Islands of Adventure |
| Best Indoor Attraction (non-coaster) Beste overdekte attractie (geen achtbaan) | 2      | Haunted Mansion                                      | Knoebels Grove                   |
| Best Indoor Attraction (non-coaster) Beste overdekte attractie (geen achtbaan) | 3      | Indiana Jones Adventure: Temple of the Forbidden Eye | Disneyland                       |
| Best Non-coaster Ride Beste niet-achtbaan attractie                            | 1      | The Amazing Adventures of Spider-Man                 | Universal's Islands of Adventure |
| Best Non-coaster Ride Beste niet-achtbaan attractie                            | 2      | Space Shot                                           | (meerdere locaties)              |
| Best Non-coaster Ride Beste niet-achtbaan attractie                            | 3      | Giant Drops                                          | (meerdere locaties)              |
| Best Non-coaster Ride Beste niet-achtbaan attractie                            | 4      | Frisbee                                              | (meerdere locaties)              |

### Golden Ticket Awards 1999[24]
| Categorie                                                                      | Plaats | Attractie/Park                                       | Park/Land                        |
| ------------------------------------------------------------------------------ | ------ | ---------------------------------------------------- | -------------------------------- |
| Best Amusement/Theme Park Beste attractiepark/themapark                        | 1      | Cedar Point                                          | Sandusky, Ohio                   |
| Best Amusement/Theme Park Beste attractiepark/themapark                        | 2      | Busch Gardens Williamsburg                           | Williamsburg, Virginia           |
| Best Amusement/Theme Park Beste attractiepark/themapark                        | 3      | Kennywood                                            | West Mifflin, Pennsylvania       |
| Best Amusement/Theme Park Beste attractiepark/themapark                        | 4      | Universal's Islands of Adventure                     | Orlando, Florida                 |
| Best Waterpark Beste waterattractiepark                                        | 1      | Schlitterbahn                                        | New Baunfels, Texas              |
| Best Waterpark Beste waterattractiepark                                        | 2      | Wildwater Kingdom                                    | Allentown, Pennsylvania          |
| Best Waterpark Beste waterattractiepark                                        | 3      | Disney's Typhoon Lagoon                              | Orlando, Florida                 |
| Best Waterpark Beste waterattractiepark                                        | 3      | Disney's Blizzard Beach                              | Orlando, Florida                 |
| Friendliest Park Meest klantvriendelijke park                                  | 1      | Holiday World & Splashin' Safari                     | Santa Claus, Indiana             |
| Friendliest Park Meest klantvriendelijke park                                  | 2      | Knoebel's Grove                                      | Elysburg, Pennsylvania           |
| Friendliest Park Meest klantvriendelijke park                                  | 3      | Walt Disney World                                    | Orlando, Florida                 |
| Cleanest Park Netste park                                                      | 1      | Busch Gardens Williamsburg                           | Williamsburg, Virginia           |
| Cleanest Park Netste park                                                      | 2      | Walt Disney World                                    | Orlando, Florida                 |
| Cleanest Park Netste park                                                      | 3      | Holiday World & Splashin' Safari                     | Santa Claus, Indiana             |
| Best Landscaping Beste landschapsarchitectuur                                  | 1      | Busch Gardens Williamsburg                           | Williamsburg, Virginia           |
| Best Landscaping Beste landschapsarchitectuur                                  | 2      | Walt Disney World                                    | Orlando, Florida                 |
| Best Landscaping Beste landschapsarchitectuur                                  | 3      | Alton Towers                                         | Staffordshire, England           |
| Best Food Beste eten                                                           | 1      | Busch Gardens Williamsburg                           | Williamsburg, Virginia           |
| Best Food Beste eten                                                           | 1      | Kennywood                                            | West Mifflin, Pennsylvania       |
| Best Food Beste eten                                                           | 1      | Knoebel's Grove                                      | Elysburg, Pennsylvania           |
| Best Shows Beste parkshows                                                     | 1      | Six Flags Fiesta Texas                               | San Antonio, Texas               |
| Best Shows Beste parkshows                                                     | 2      | Busch Gardens Williamsburg                           | Williamsburg, Virginia           |
| Best Shows Beste parkshows                                                     | 3      | Dollywood                                            | Pigeon Forge, Tennessee          |
| Best Themed Ride Beste gethematiseerde attractie                               | 1      | Dueling Dragons                                      | Universal's Islands of Adventure |
| Best Themed Ride Beste gethematiseerde attractie                               | 2      | Nemesis                                              | Alton Towers                     |
| Best Themed Ride Beste gethematiseerde attractie                               | 3      | Indiana Jones Adventure: Temple of the Forbidden Eye | Disneyland                       |
| Best Themed Ride Beste gethematiseerde attractie                               | 4      | Twilight Zone Tower of Terror                        | Disney-MGM Studios               |
| Best Waterpark Ride Beste waterattractie                                       | 1      | Master Blaster                                       | Schlitterbahn                    |
| Best Waterpark Ride Beste waterattractie                                       | 2      | Pepsi Aqua Blast                                     | Wildwater Kingdom                |
| Best Capacity Beste capaciteit                                                 | 1      | Cedar Point                                          | Sandusky, Ohio                   |
| Best Capacity Beste capaciteit                                                 | 2      | Walt Disney World                                    | Orlando, Florida                 |
| Best Capacity Beste capaciteit                                                 | 3      | Kennywood                                            | West Mifflin, Pennsylvania       |
| Best Indoor Attraction (non-coaster) Beste overdekte attractie (geen achtbaan) | 1      | The Amazing Adventures of Spider-Man                 | Universal's Islands of Adventure |
| Best Indoor Attraction (non-coaster) Beste overdekte attractie (geen achtbaan) | 1      | Haunted Mansion                                      | Knoebel's Grove                  |
| Best Indoor Attraction (non-coaster) Beste overdekte attractie (geen achtbaan) | 3      | Indiana Jones Adventure: Temple of the Forbidden Eye | Disneyland                       |
| Best Non-coaster Ride Beste niet-achtbaan attractie                            | 1      | Giant Drops                                          | (meerdere locaties)              |
| Best Non-coaster Ride Beste niet-achtbaan attractie                            | 2      | Space Shot                                           | (meerdere locaties)              |
| Best Non-coaster Ride Beste niet-achtbaan attractie                            | 3      | The Amazing Adventures of Spider-Man                 | Universal's Islands of Adventure |

### Golden Ticket Awards 1998[25]
| Categorie                                                                  | Plaats | Attractie/Park                     | Park/Land                  |
| -------------------------------------------------------------------------- | ------ | ---------------------------------- | -------------------------- |
| Best Amusement/Theme Park Beste attractiepark/themapark                    | 1      | Cedar Point                        | Sandusky, Ohio             |
| Best Amusement/Theme Park Beste attractiepark/themapark                    | 2      | Busch Gardens Williamsburg         | Williamsburg, Virginia     |
| Best Amusement/Theme Park Beste attractiepark/themapark                    | 3      | Kennywood                          | West Mifflin, Pennsylvania |
| Best Waterpark Beste waterattractiepark                                    | 1      | Schlitterbahn                      | New Braunfels, Texas       |
| Best Waterpark Beste waterattractiepark                                    | 2      | Disney's Blizzard Beach            | Orlando, Florida           |
| Friendliest Park Meest klantvriendelijke park                              | 1      | Holiday World & Splashin' Safari   | Santa Claus, Indiana       |
| Friendliest Park Meest klantvriendelijke park                              | 2      | Six Flags Over Texas               | Arlington, Texas           |
| Friendliest Park Meest klantvriendelijke park                              | 3      | Busch Gardens Williamsburg         | Williamsburg, Virginia     |
| Cleanest Park Netste park                                                  | 1      | Busch Gardens Williamsburg         | Williamsburg, Virginia     |
| Cleanest Park Netste park                                                  | 2      | Disneyland                         | Anaheim, California        |
| Cleanest Park Netste park                                                  | 3      | Walt Disney World                  | Orlando, Florida           |
| Best Landscaping Beste landschapsarchitectuur                              | 1      | Busch Gardens Williamsburg         | Williamsburg, Virginia     |
| Best Landscaping Beste landschapsarchitectuur                              | 2      | Disneyland                         | Anaheim, California        |
| Best Landscaping Beste landschapsarchitectuur                              | 2      | Walt Disney World                  | Orlando, Florida           |
| Best Landscaping Beste landschapsarchitectuur                              | 2      | Busch Gardens Tampa Bay            | Tampa, Florida             |
| Best Food Beste eten                                                       | 1      | Busch Gardens Williamsburg         | Williamsburg, Virginia     |
| Best Food Beste eten                                                       | 2      | Kennywood                          | West Mifflin, Pennsylvania |
| Best Food Beste eten                                                       | 3      | Six Flags Fiesta Texas             | San Antonio, Texas         |
| Best Food Beste eten                                                       | 3      | Epcot Center                       | Orlando, Florida           |
| Best Shows Beste parkshows                                                 | 1      | Busch Gardens Williamsburg         | Williamsburg, Virginia     |
| Best Shows Beste parkshows                                                 | 2      | Six Flags Fiesta Texas             | San Antonio, Texas         |
| Best Shows Beste parkshows                                                 | 3      | Walt Disney World                  | Orlando, Florida           |
| Best Themed Ride Beste gethematiseerde attractie                           | 1      | Nemesis                            | Alton Towers               |
| Best Themed Ride Beste gethematiseerde attractie                           | 1      | Batman: The Ride                   | Six Flags Great America    |
| Best Themed Ride Beste gethematiseerde attractie                           | 1      | Alpengeist                         | Busch Gardens Williamsburg |
| Best Themed Ride Beste gethematiseerde attractie                           | 4      | The Twilight Zone Tower of Terror  | Disney-MGM Studios         |
| Best Waterpark Ride Beste waterattractie                                   | 1      | Master Blaster                     | Schlitterbahn              |
| Best Waterpark Ride Beste waterattractie                                   | 2      | Journey to the Center of the Earth | Hyland Hills Water World   |
| Best Capacity (fastest moving lines) Beste capaciteit (snelste doorstroom) | 1      | Cedar Point                        | Sandusky, Ohio             |
| Best Capacity (fastest moving lines) Beste capaciteit (snelste doorstroom) | 2      | Disneyland                         | Anaheim, California        |
| Best Simulator/Indoor Attraction Beste simulator/overdekte attractie       | 1      | Back to the Future: The Ride       | Universal Studios Florida  |
| Best Simulator/Indoor Attraction Beste simulator/overdekte attractie       | 2      | Star Tours                         | Disneyland                 |
| Best Simulator/Indoor Attraction Beste simulator/overdekte attractie       | 3      | T2 3-D: Battle Across Time         | Universal Studios Florida  |
| Best Simulator/Indoor Attraction Beste simulator/overdekte attractie       | 4      | Dino Island                        | (meerdere locaties)        |
| Best Non-coaster Ride Beste niet-achtbaan attractie                        | 1      | Giant Drops                        | (meerdere locaties)        |
| Best Non-coaster Ride Beste niet-achtbaan attractie                        | 2      | Space Shot                         | (meerdere locaties)        |
| Best Non-coaster Ride Beste niet-achtbaan attractie                        | 3      | Skycoaster                         | (meerdere locaties)        |

## Gastlocaties
| Tijden hosting | Park/resort                                 | jaren            |
| -------------- | ------------------------------------------- | ---------------- |
| 3              | Holiday World & Splashin' Safari            | 2001, 2006, 2011 |
| 2              | Cedar Point                                 | 2004, 2016       |
| 2              | Dollywood                                   | 2007, 2012       |
| 2              | Six Flags Fiesta Texas                      | 2005, 2022       |
| 1              | Busch Gardens Williamsburg                  | 2010             |
| 1              | Kings Island                                | 2002             |
| 1              | Give Kids the World Village                 | 2008             |
| 1              | National Roller Coaster Museum and Archives | 2021             |
| 1              | Lake Compounce                              | 2017             |
| 1              | Legoland Californië                         | 2009             |
| 1              | Luna Park, Coney Island                     | 2015             |
| 1              | Quassy Amusement Park                       | 2017             |
| 1              | Santa Cruz Beach Boardwalk                  | 2013             |
| 1              | Schlitterbahn                               | 2003             |
| 1              | SeaWorld San Diego                          | 2014             |
| 1              | Silver Dollar City                          | 2018             |
| 1              | Silverwood Theme Park                       | 2019             |

- Van 1998 tot 2000 was er geen park die als gastheer fungeerde; de prijzen werden in plaats daarvan aangekondigd vanuit het kantoor van Amusement Today in Arlington, Texas.
- Het evenement van 2020 is geannuleerd vanwege de COVID-19-pandemie. Er werd in 2020 niet gestemd en reguliere categorieën werden niet toegekend. In plaats daarvan werd een speciale categorie van prijzen voor marktleiders in het leven geroepen, samen met keuzes van de publieke opinie.

## Voormalig onderscheidingen
- Beste Carrousel (2007-2018) Grand Carousel, Knoebels Amusement Resort.
- Beste Funhouse/Walk-Through (2008-2018)
- Beste indoorachtbaan (2007-2018)
- Beste Park aan de kust (2007-2018) – Santa Cruz Beach Boardwalk (2007-2014, 2016-2018), Morey's Piers (2015)
- Beste shows (1998-2018) – Busch Gardens Williamsburg (1998), Six Flags Fiesta Texas (1999-2008), Dollywood (2009-2018)
  - De prijs voor beste shows is na 2018 veranderd om een specifieke nieuwe show in een park te onderscheiden.
- Netste park (1998-2018) – Busch Gardens Williamsburg (1998-1999), Holiday World & Splashin' Safari (2000-2018)
- Klantvriendelijkste park (1998-2018) – Holiday World & Splashin' Safari (1998-2008, 2010-2011), Silver Dollar City (2009), Dollywood (2012-2018)